# Jacques Chirac
Pour les articles homonymes, voir Chirac.
Jacques Chirac (/ʒak ʃiʁak/ ), né le 29 novembre 1932 dans le 5e arrondissement de Paris et mort le 26 septembre 2019 dans le 6e arrondissement de la même ville, est un homme d'État français. Il est Premier ministre de 1974 à 1976 et de 1986 à 1988, puis président de la République de 1995 à 2007.
Diplômé de Sciences Po et de l'ENA, il rejoint en 1962 le cabinet du Premier ministre, Georges Pompidou. Élu député de la Corrèze, il est plusieurs fois secrétaire d'État et ministre. En 1974, Valéry Giscard d'Estaing le nomme Premier ministre. Deux ans plus tard, dans un contexte de tensions avec l'Élysée, il démissionne et lance le RPR. Toujours élu de Corrèze, il devient maire de Paris et se présente à l'élection présidentielle de 1981, où il arrive troisième et contribue à la défaite de Giscard.
Après la victoire de la droite aux élections législatives de 1986, il est désigné par François Mitterrand pour exercer à nouveau la fonction de Premier ministre : il est ainsi le premier chef du gouvernement d'une cohabitation sous la Ve République et, par la même occasion, la seule personnalité politique ayant assumé par deux fois la charge de Premier ministre sous ce même régime. Battu au second tour de l’élection présidentielle de 1988 face au président sortant, il reprend la tête de l’opposition, bien que confronté par la suite à la popularité croissante d'Édouard Balladur, Premier ministre à la suite des élections législatives de 1993.
En 1995, il est élu président de la République avec 52,6 % des voix au second tour face à Lionel Jospin. Il gouverne d'abord avec la majorité de droite acquise en 1993. Le début de son premier mandat est marqué par une réforme des retraites et de la Sécurité sociale qui est massivement contestée et en partie abandonnée, par la reconnaissance de la responsabilité de l'État français dans la persécution et la déportation des Juifs au cours de l'Occupation et une ultime campagne d'essais nucléaires dans le Pacifique. Après la dissolution de l'Assemblée nationale en 1997, il perd la majorité et se voit contraint à une cohabitation avec Lionel Jospin, lors de laquelle a notamment lieu un référendum instaurant le quinquennat présidentiel : Jacques Chirac est ainsi le dernier président de la République française à avoir effectué un septennat.
Lors de l'élection présidentielle de 2002, il est réélu pour cinq ans avec 82,2 % des voix au second tour, bénéficiant d'un large « front républicain » face au candidat du Front national, Jean-Marie Le Pen. Pendant son second mandat, après avoir lancé l'UMP, il prend en 2003 la tête de l'opposition internationale à la guerre d'Irak lancée par George W. Bush, et s'implique pour le « oui » dans le référendum de 2005 sur la Constitution européenne, qui se solde par la victoire du « non ». À la fin de sa présidence, confronté à une faible popularité ainsi qu'à une succession d'échecs électoraux et affaibli par un accident vasculaire cérébral en 2005, il renonce à briguer un troisième mandat. Longtemps considéré comme étant son rival à droite, Nicolas Sarkozy lui succède.
Retiré de la vie politique, il siège dans un premier temps au Conseil constitutionnel, dont il est membre de droit. Mis en cause dans de nombreuses affaires judiciaires, il a bénéficié de son immunité présidentielle mais reste, après son départ de l'Élysée, poursuivi dans l'affaire des emplois fictifs de la mairie de Paris, pour laquelle il est condamné à deux ans d'emprisonnement avec sursis en 2011, ce qui fait de lui le premier chef de l'État français à être condamné en justice. Malade, il effectue sa dernière apparition publique en 2014.
Durant son parcours politique, il se montre changeant du point de vue idéologique. Engagé à gauche dans sa jeunesse, il est généralement considéré comme gaulliste et classé à droite de l'échiquier politique, bien que certains observateurs qualifient sa pratique du pouvoir de radicale-socialiste.

## Situation personnelle

### Patronyme
Le patronyme Chirac désigne une personne originaire de Chirac, nom de plusieurs localités : la commune de Chirac-Bellevue en Corrèze, l'ancienne commune de Chirac en Lozère (Bourgs sur Colagne), la commune de Chirac en Charente, ou un hameau de la commune de Chanteuges en Haute-Loire. Le toponyme lui-même est typiquement occitan (il est prononcé [ t͡ʃi.ˈrak]) et représente l'évolution régulière du bas latin Cariu (éboulement de roches) ou du préceltique karr, pierre.
Jacques Chirac parle ainsi de son patronyme, le présentant comme « limousin ».

### Ascendance
Né à la clinique de la rue Geoffroy-Saint-Hilaire dans le 5e arrondissement de Paris, Jacques René Chirac est le fils « par accident » de François Chirac (1898-1968), médaillé de la croix de guerre 1914-1918, décoré de la Légion d'honneur, employé de la Banque nationale pour le commerce et l'industrie (BNCI), directeur général de la société Henry Potez, en 1937 puis administrateur d'une filiale de la SNCAN, et de Marie-Louise Valette (1902-1973). Tous deux sont issus de familles corréziennes laïques et républicaines.
Ses deux grands-pères sont des hussards noirs de la République, des instituteurs devenus directeurs d'école : à Brive-la-Gaillarde pour son grand-père paternel, Louis Chirac, également vénérable[Quand ?] de la loge de la Fidélité du Grand Orient, et à Sainte-Féréole (Corrèze) pour son aïeul maternel.

### Vie privée et familiale
Le 17 octobre 1953, il se fiance avec Bernadette Chodron de Courcel (née le 18 mai 1933), rencontrée à Sciences Po, dans l'appartement des Chodron de Courcel, boulevard Raspail. Le 16 mars 1956 à Paris 6e, il l'épouse, malgré les réticences de la famille de celle-ci vis-à-vis d'un jeune homme issu d'un milieu différent.
Les Chodron de Courcel refusent un mariage solennel dans la basilique Sainte-Clotilde, habitués des familles de la haute société du faubourg Saint-Germain. La cérémonie a donc lieu dans la chapelle de Jésus-Enfant (no 29 rue Las-Cases), annexe de l'église, réservée alors au catéchisme et aux cérémonies plus intimes, Jacques Chirac étant en uniforme de sous-lieutenant de cavalerie.
Le couple a deux filles : Laurence (1958-2016), qui a poursuivi des études de médecine, mais qui n'a jamais exercé, et Claude, née en 1962, conseillère en communication.
Les médias rapportent de nombreux cas d'adultère de la part de Jacques Chirac,,, notamment avec Jacqueline Chabridon et Claudia Cardinale.
Jacques Chirac aurait été initié à la franc-maçonnerie en 2001, selon l'historien François-Xavier Verschave,. Il aurait rejoint la Grande Loge suisse Alpina et non une loge française dans un souci de discrétion.
Passionné par le sumo et la culture japonaise, il effectue une cinquantaine de déplacements dans l'archipel nippon,.

## Jeunesse et formation

### Origines et enfance
Le jeune Jacques est élevé en enfant unique et couvé par sa mère, car sa sœur aînée, Jacqueline, est morte d'une broncho-pneumonie foudroyante en 1924, à l'âge de deux ans.
Il commence ses études à l'école communale de Sainte-Féréole, en Corrèze, où il est scolarisé de 1940 à 1943 ; la famille s'est alors réfugiée face à l'avancée allemande, avant de rejoindre l'ingénieur aéronautique Henry Potez sur le domaine du Rayol-Canadel-sur-Mer. Il poursuit ses études en région parisienne où son père, après avoir été employé de banque, est nommé directeur à la BNCI en 1936. Il est élève tout d'abord au lycée Hoche de Versailles pendant un an, puis au cours Hattemer, au lycée Carnot et enfin au lycée Louis-le-Grand, où il obtient le baccalauréat. Les études n'empêchent pas le jeune Jacques de lire de la littérature de son âge, en particulier le magazine Coq hardi, dont il rejoint les amateurs en se faisant « totémiser », à la manière des scouts et comme c'était la pratique dans cette édition, sous le totem de « Bison égocentrique » dans les années 1940.
Après son baccalauréat, obtenu en 1950 en section « mathématiques élémentaires » avec mention « assez bien », il fait une campagne de trois mois comme matelot sur un navire charbonnier, le Capitaine Saint-Martin, contre l'avis de son père et signe l’appel de Stockholm sur la non-prolifération des armes nucléaires. De retour en France, il fait une année en « hypotaupe » (mathématiques supérieures, première année de classe préparatoire scientifique) au lycée Louis-le-Grand.

### Études à Sciences Po et vie familiale
Envisageant finalement une carrière dans l'administration, il intègre, en septembre 1951, l'Institut d'études politiques de Paris (IEP). Durant cette période, brièvement, il milite dans la mouvance du Parti communiste avec notamment le futur éditeur Christian Bourgois. Il vend L'Humanité rue de Vaugirard, et participe au moins à une réunion de cellule communiste, comme il l'a raconté. Ayant signé l'année précédente l'appel de Stockholm, d'inspiration communiste, il se voit interrogé lorsqu'il demande son premier visa pour les États-Unis ; il est ainsi auditor (étudiant auditeur libre) de la Summer school de Harvard en 1953, et voyage dans la foulée pour parcourir les États-Unis. Il s'y fiance avec une jeune fille de Caroline du Sud dont il est tuteur de latin, — Florence Herlihy — mais les jeunes gens doivent rompre sous la pression de leurs familles respectives.
De retour en France, il finit en 1954 son cursus à Sciences Po (section Service public) en soutenant un mémoire de géographie économique intitulé Le Développement du port de La Nouvelle-Orléans, dirigé par le professeur Jean Chardonnet. Il sort ainsi 3e sur les 139 de sa promotion, avec la mention « bien ». De nombreuses années plus tard, lors de l'ouragan Katrina d'août 2005, Jacques Chirac, qui se trouve à l'hôpital, s'intéressera à la catastrophe qui touche particulièrement le sud de la Louisiane, en écho à son mémoire mentionnant notamment les risques d'inondation de cette région.
À l'automne de la même année, il est reçu à l'École nationale d'administration.

### Service militaire et guerre d'Algérie
Il commence son service militaire le 15 avril 1955 à l'École de Cavalerie de Saumur, dont il sort huitième sur 118[réf. nécessaire]. Le grade d'officier lui est refusé (il est affecté tout d'abord comme soldat de deuxième classe dans un régiment en Bretagne) en raison de son passé communisant et il faut l'intervention des relations de la famille Chodron de Courcel (le général Kœnig) pour l'obtenir. Il en sort donc finalement comme sous-lieutenant de cavalerie.
En tant qu'élève de l'ENA, il aurait pu éviter de faire la guerre d'Algérie (pendant 18 mois), mais il se porte volontaire et il est affecté, à partir du 1er avril 1956, au 11e puis 6e régiment de chasseurs d'Afrique, en poste à Souk-el-Arba dans le département de Tlemcen. Au cours de son service militaire, il est blessé au visage, puis promu lieutenant au début de l'année 1957. Il affirme n'avoir personnellement jamais supervisé d'actes de torture et en avoir contesté l'aspect « généralisé ». Il est libéré de son service militaire le 20 juillet 1957, le maintien sous les drapeaux ayant alors été porté à 27 mois. Partisan de l'Algérie française, Jacques Chirac explique qu'il n'est devenu gaulliste qu'en 1958.

### ENA et carrière de haut fonctionnaire
Grâce à son mariage et à son ambition, il change complètement de milieu social. De retour de son service militaire, il reprend ses études à l'ENA dans la promotion Vauban. Il effectue son stage à la préfecture de l'Isère et sort dixième en 1959. Celle-ci étant détachée en Algérie par Charles de Gaulle entre le 7 avril 1959 et avril 1960, il est affecté en tant que « renfort administratif » auprès du directeur général de l'Agriculture en Algérie, Jacques Pélissier.
À son retour en France métropolitaine, Jacques Chirac est nommé auditeur à la Cour des comptes et devient maître de conférences à l'IEP de Paris où il enseigne le droit et l'économie, assurant la conférence de méthode du cours magistral de Raymond Barre. En juin 1962, il devient chargé de mission (pour la « construction, les travaux publics, et les transports ») auprès du secrétariat général du gouvernement, puis au cabinet du Premier ministre, Georges Pompidou, dont il devient rapidement un fidèle partisan et collaborateur. Un an plus tard, il retourne à la Cour des comptes en tant que conseiller référendaire, mais ne tarde pas à s'engager en politique.

## Ascension politique

### Débuts (1964-1967)

#### Première élection en Corrèze

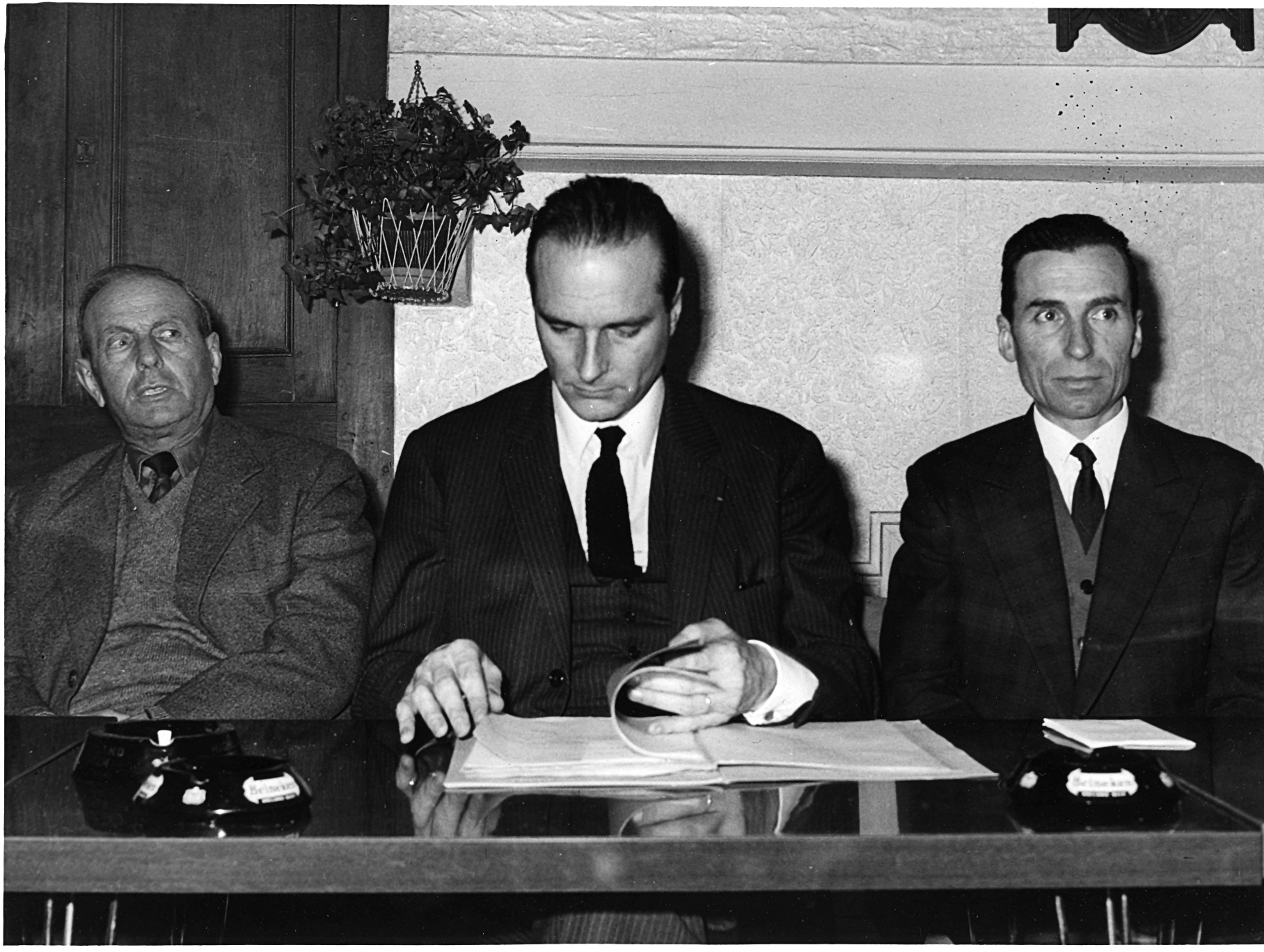
Jacques Chirac dans sa circonscription de la Corrèze.

En 1964, Pierre Juillet, proche conseiller du Premier ministre, incite « les jeunes loups de Pompidou », parmi lesquels, outre Chirac, se trouvent Jean Charbonnel, Bernard Pons et Pierre Mazeaud, à s'engager en politique et à battre la gauche dans ses bastions traditionnels, dans le centre et l'ouest de la France,. Pierre Juillet le fait entrer en novembre 1964 à la commission de développement économique régional du Limousin ; le 14 mars 1965, Chirac est élu conseiller municipal de Sainte-Féréole, en Corrèze, berceau des grands-parents maternels de sa mère.

#### Entrée à l’Assemblée nationale
Lors des élections législatives de 1967, Georges Pompidou souhaite qu'il se présente dans une circonscription parisienne mais Jacques Chirac préfère Ussel (Corrèze), réputée être un bastion de gauche. Il est l'un des acteurs du « serment de Solignac », qui traduit l'engagement de « jeunes loups » gaullistes dans le Limousin et le Quercy, peu favorables à la droite. Il bénéficie du soutien de Marcel Dassault, ami de son père qui finance pour lui un hebdomadaire UDR ayant son siège à Limoges, L'Essor du Limousin et qui souhaite en faire un secrétaire d'État à l'Aviation civile. Il l’emporte de justesse au second tour, face à Georges Émon, candidat du Parti communiste français. Cette victoire est obtenue à l'arraché sur une gauche divisée : en effet, le candidat envoyé par la FGDS pour remplacer Marcel Audy, sénateur, maire et conseiller général de Meymac, un temps pressenti mais convaincu par Jacques Chirac de ne pas se présenter, n'est autre que le propre frère de François Mitterrand, Robert, lequel fait un score calamiteux ; Jacques Chirac bénéficie de la neutralité bienveillante de la gloire locale, Henri Queuille, et de l'appui de l'inamovible maire d'Égletons, Charles Spinasse, ancien ministre socialiste de Léon Blum exclu de la SFIO pour faits de collaboration. Charles Spinasse affirme à cette occasion que Jacques Chirac est un type très « Front populaire ».

### Premières fonctions ministérielles (1967-1974)

#### Proche de Georges Pompidou
Le 8 mai 1967, Jacques Chirac — surnommé « mon bulldozer » par Georges Pompidou — est nommé secrétaire d'État à l'Emploi auprès du ministre des Affaires sociales Jean-Marcel Jeanneney, dans le troisième gouvernement Pompidou, entamant une longue carrière ministérielle qui continue dans tous les gouvernements successifs, dirigés par Maurice Couve de Murville, Jacques Chaban-Delmas et Pierre Messmer, jusqu'en 1974. Plus jeune membre du gouvernement en 1967, l'une de ses premières réalisations est la création de l'Agence nationale pour l'emploi. Durant Mai 68, il joue un rôle capital lors des accords de Grenelle et devient l'archétype du jeune énarque brillant, parodié dans un album d'Astérix, Obélix et Compagnie, en 1976.
Après Mai 68, il est secrétaire d'État à l'Économie et aux Finances, d'abord sous l'autorité du gaulliste François-Xavier Ortoli dans le gouvernement Maurice Couve de Murville, puis de celle du libéral Valéry Giscard d'Estaing, après l'élection à la présidence de la République de Georges Pompidou et la formation du premier gouvernement Chaban-Delmas, en juin 1969. Les deux hommes se méfient l'un de l'autre, comme en témoigne le fait que Jacques Chirac n'est pas mis dans la confidence de la dévaluation du franc de 11,1 % en 1969, mais finissent par travailler en bonne intelligence. À ce poste, il patronne notamment la « procédure d'agrément », législation d'exception dont bénéficient les groupes industriels jugés les plus méritants, par négociation à l'amiable directe de l'impôt sur les bénéfices. Ses adversaires l'accusent d'en avoir surtout fait profiter les groupes Dassault ou Bouygues. Dans le même temps, il renforce son assise en Corrèze, en se faisant élire conseiller général pour le canton de Meymac le 27 février 1968 (réélu en 1970, 1976 et 1982) puis président du conseil général en 1970 (réélu en 1973 et 1976, il abandonne ce poste en mars 1979 après être devenu maire de Paris). De plus, le couple Chirac achète le château de Bity, sur le territoire de la commune de Sarran dans le département, le 3 mars 1969, et le restaure après classement comme monument historique par arrêté du 3 avril 1969,. L'épouse de Jacques Chirac, Bernadette, complète sa présence en Corrèze en étant élue conseillère municipale de Sarran en 1971 (et deuxième adjointe au maire à partir de 1977) ainsi que conseillère générale pour le canton de Corrèze en 1979.
De plus en plus proche de Georges Pompidou, il est choisi en juillet 1969 par le couple présidentiel pour devenir le premier directeur général de la Fondation Claude-Pompidou. Il commence également, à cette époque, à se lier avec deux collaborateurs du président de la République qui deviennent ses deux principaux conseillers durant les années 1970, Pierre Juillet et Marie-France Garaud.

#### Ministre délégué aux Relations avec le Parlement
Le 7 janvier 1971, Jacques Chirac est nommé directement par l'Élysée, et sans l'aval du chef de gouvernement Jacques Chaban-Delmas, ministre délégué auprès du Premier ministre chargé des relations avec le Parlement.

#### Ministre de l'Agriculture et du Développement rural
Il obtient son premier poste gouvernemental d'importance le 5 juillet 1972, en étant nommé ministre de l'Agriculture et du Développement rural, dans le gouvernement Messmer. Il s'y fait remarquer en obtenant massivement les voix des agriculteurs, base électorale importante qu'il conservera tout au long de sa carrière politique. Dans la même logique, comme bon nombre de personnalités politiques, il assure chaque année, de 1972 à 2011 (sauf en 1979, à la suite de son accident de voiture), une sortie médiatisée et remarquée au salon de l'agriculture,. Il devient notamment l'un des instigateurs de la première politique d'aide à l'agriculture de montagne, en lançant en 1973 l'indemnité spéciale de montagne (ISM). En novembre 1973, soutenu par le président, il revient sur des décisions de Valéry Giscard d'Estaing, alors en voyage, en annonçant le retrait du projet de loi de finance d'une nouvelle taxe sur la vente des fruits et légumes qui, dans un contexte de hausse des prix, s'était attiré la colère des détaillants. Une fois de retour, le ministre des Finances ne peut qu'avaliser les promesses faites par son homologue de l'Agriculture.

#### Ministre de l’Intérieur et mort du président Pompidou
Le 27 février 1974, probablement à la suite de l'affaire des écoutes du Canard enchaîné, il « échange », lors d'un changement de gouvernement, son poste avec celui de Raymond Marcellin, jusque-là ministre de l'Intérieur. La mort de Georges Pompidou, le 2 avril suivant, l'affecte fortement ; il apparaît ému aux larmes lors de la messe des funérailles du président en la cathédrale Notre-Dame de Paris. Il milite alors pour une candidature à la Présidence de la République rassemblant l'ensemble de la majorité, face à l'union de la gauche derrière François Mitterrand, et est hostile à Jacques Chaban-Delmas qu'il n'estime pas capable d'affronter la gauche. Il choisit de soutenir tout d'abord le Premier ministre sortant, Pierre Messmer, un temps candidat, puis Valéry Giscard d'Estaing. Il rallie en la faveur de ce dernier, avec son « appel des 43 », 39 parlementaires et 4 ministres gaullistes et contribue ainsi à la victoire du ministre des Finances à l'élection présidentielle. Il bénéficie aussi d'une bonne connaissance du terrain et des élus locaux, acquise en moins de deux ans au ministère de l'Agriculture et surtout du fait de sa position au sein d'un ministère « stratégique » dans lequel il a la haute main sur les préfets, avec les Renseignements généraux, entre autres.

## Sous la présidence de Valéry Giscard d'Estaing

### Premier ministre (1974-1976)

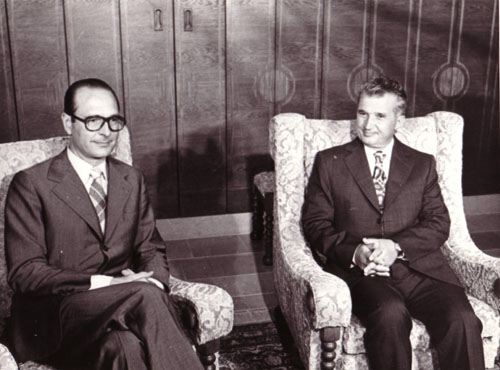
Jacques Chirac, Premier ministre, en visite officielle en Roumanie en 1975, aux côtés du président roumain Nicolae Ceaușescu.

#### Des relations difficiles avec le président et son propre camp
Le 27 mai 1974, en raison de son rôle décisif dans son élection, Valéry Giscard d'Estaing nomme Jacques Chirac Premier ministre. Il expose le 5 juin son discours de politique générale devant l'Assemblée nationale qui lui accorde le lendemain sa confiance par 297 voix contre 181. Il conserve l'appui de l'Union pour la défense de la République (qui ne compte que cinq ministres sur quinze, alors qu'ils étaient dix sur seize dans le précédent gouvernement), dont il devient le secrétaire général, en dépit de l'opposition des barons du gaullisme, sans même en avoir été membre précédemment, par 57 voix contre 27 au député-maire de Cambrai, Jacques Legendre, le 14 décembre. Il ne fait toutefois pas l'unanimité au sein du camp gaulliste. Ainsi, le ministre sortant des Relations avec le Parlement, Robert Boulin, qualifie son arrivée à la tête du parti de « hold-up » et rend sa carte de militant tandis que le député-maire de Brive-la-Gaillarde Jean Charbonnel avait déjà saisi, dès le 25 juin 1974, le tribunal administratif pour « violations graves, répétées, délibérées des statuts de l'UDR ». Jacques Chaban-Delmas, quant à lui, estime que : « M. Chirac n'a découvert le gaullisme qu'en comptant les sièges de l'Assemblée ».
Jacques Chirac prend toutefois rapidement en mains l'UDR, notamment les fédérations du parti, et il est réélu à la tête du parti avec 92,56 % des voix des membres du conseil national[Quand ?]. La journaliste Michèle Cotta mentionne « un enthousiasme inouï manifesté dans la salle ultra-moderne du palais des Congrès. Quel contraste par rapport à sa désignation houleuse en décembre dernier ».
À Matignon, il instaure un style détendu et studieux, travaillant souvent en bras de chemise et les pieds sur la table, tout en entamant un bras de fer avec le président. Tous deux désirent gouverner le pays et possèdent un caractère très différent : leur rivalité est la même depuis leurs tensions au ministère des Finances. De plus, Jacques Chirac se voit imposer par le président un grand nombre de ministres qu'il n'apprécie pas. C'est notamment le cas de Michel Poniatowski qui lui succède à l'Intérieur et obtient en plus le titre de ministre d'État (ce qui en fait le no 2 du gouvernement derrière Chirac) et Jean-Jacques Servan-Schreiber, tous deux fermement antigaullistes. Jacques Chirac se débarrasse rapidement du cofondateur de L'Express sur la question des essais nucléaires. « JJSS » y est opposé et le fait savoir, ce qui le pousse à la démission dès le 9 juin 1974. Pour le remplacer, Valéry Giscard d'Estaing impose à Jacques Chirac le second cofondateur de L'Express en la personne de Françoise Giroud, qui devient secrétaire d'État auprès du Premier ministre chargée de la Condition féminine le 16 juillet.
D'un autre côté, les réformes entreprises par Valéry Giscard d'Estaing surprennent puis agacent les gaullistes. Si Jacques Chirac s'investit personnellement dans la défense des plus symboliques d'entre elles, telles la majorité à 18 ans, la loi sur l'avortement, l'extension de la couverture de sécurité sociale ou la réforme de l'audiovisuel (avec l'éclatement de l'ORTF en sept entités autonomes, comprenant les trois chaines et Radio France, tout en conservant le monopole d'État), celles-ci, ainsi que certaines actions du président telles la « poignée de main » à des détenus en prison, rendent sceptiques l'UDR et vont, selon eux, à l'encontre des idéaux de l'électorat de droite. Beaucoup de « barons du gaullisme » lui reprochent alors d'être trop proche de l'Élysée, le contraignant à la démission du secrétariat général de l'UDR le 15 juin 1975 au profit d'un de ses proches, André Bord puis, à partir de 1976, Yves Guéna. Espérant être reconnu par le président de la République comme chef de la majorité, l'emploi par l'Élysée du terme de « majorité présidentielle » fait que les relations se tendent entre les deux têtes de l'exécutif. Les deux conseillers personnels de Jacques Chirac, Pierre Juillet et Marie-France Garaud, le poussent même à la rupture avec Valéry Giscard d'Estaing.

#### Gestion de la crise économique
À ces difficultés d'ordre politique s'ajoute une mauvaise situation économique et sociale. Il est en effet le premier chef du gouvernement à être réellement confronté aux effets du premier choc pétrolier de 1973 : la France connaît alors sa première récession économique (le PIB se rétracte de 1,6 % au quatrième trimestre 1974 et de 1,5 % en 1975) depuis 1945, ainsi qu'une forte inflation (celle-ci atteint 13,8 % en 1974, soit la plus forte hausse depuis 1958), tandis que le nombre de demandeurs d'emploi passe de 200 000 à 1 million de personnes de 1974 à 1976. Dans un premier temps, le gouvernement s'efforce de lutter contre l'inflation née de la hausse du prix du baril de pétrole en adoptant le 12 juin 1974 un plan de « refroidissement » préparé par le ministre de l'Économie et des Finances « giscardien » Jean-Pierre Fourcade (il comprend notamment l'opération « frein sur les prix » qui passe par des accords de programmation de hausse avec les producteurs et les distributeurs, la loi du 30 décembre 1974 instaurant un prélèvement exceptionnel contre l’inflation assis sur les accroissements excessifs de marge et la revalorisation du rôle du comité national des prix par décret du 7 août 1975). Cette action déflationniste permet à la hausse des prix d'être moins importante les années suivantes (+ 11,9 % en 1975 et + 9,5 % en 1976) et de réduire le déficit commercial du pays, mais fait chuter dans le même temps le taux d'investissement, fragilisant d'autant la production notamment dans le secteur industriel (celle-ci baisse de plus de 10 % en quelques mois).
Jacques Chirac et les gaullistes s'opposent à ce plan, étant favorables à des mesures de relance de l'économie par l'investissement. Le Premier ministre déclare ainsi en juillet 1975 : « Le plan de refroidissement a assez duré. Il ne faut pas écouter les technocrates imbéciles qui veulent freiner les investissements. Les entreprises ont besoin d'une relance ». Sa vision s'impose alors progressivement au président de la République et, après un premier programme « timide » de 6 milliards de Francs complété d'un emprunt de 15 milliards redistribué aux petites et moyennes entreprises au début de l'année 1975, un véritable virage dans la politique économique du gouvernement a lieu en septembre 1975 avec l'abandon du « refroidissement », l'allégement des restrictions de crédits (que sont l'encadrement, les réserves obligatoires et le taux d'intervention de la Banque de France), la mise en place d'un plan de relance de 30,5 milliards de Francs et l'adoption d'un report d'impôt sur les bénéfices pour les entreprises. Cette rupture permet à la production industrielle de repartir à la hausse tout en conservant une inflation stable autour de 10 %, mais entraîne un déficit de la balance commerciale de 40 milliards et déstabilise le Franc qui se déprécie d'environ 4,5 % et doit sortir du Serpent monétaire européen le 15 mars 1976.

#### Politique industrielle et technologies
L'énergie nucléaire, dont il est fervent partisan, devient un choix stratégique afin que soit limitée la dépendance de la France vis-à-vis des importations d'hydrocarbures. Le conseil de planification décide ainsi le 28 janvier 1975 de limiter à 15 % cette dépendance d'ici à 1985. La France ne possède en 1974 que dix réacteurs répartis en six centrales pour une puissance totale d'à peine 2 800 MW, et huit sont en cours de construction : entre 1975 et 1976, la France lance les travaux de 13 réacteurs supplémentaires. Le secteur de l'industrie atomique est de plus réorganisé le 6 août 1975, avec le choix de Framatome, filiale du Creusot-Loire, comme seul constructeur des centrales, tandis que le CEA est divisé entre plusieurs filiales autonomes. Le 19 janvier 1976, la COGEMA, filiale à 100 % du CEA, est créée pour s'occuper du cycle de combustion nucléaire, entraînant une assez forte contestation au sein du personnel du CEA. Enfin, le gouvernement donne son feu vert le 15 avril 1976 pour le lancement du projet Superphénix, prototype de réacteur à neutrons rapides.
À ceci s'ajoute une politique commerciale offensive, le Premier ministre se faisant le défenseur des industries et technologies françaises à l'étranger. Le 24 juin 1974, à l'occasion de la visite du chah d'Iran Mohammad Reza Pahlavi, celui-ci signe pour 20 à 22 milliards de contrats d'armement, l'achat de cinq centrales nucléaires et l'obtention par des entreprises françaises de la construction du métro de Téhéran et l'électrification des chemins de fer. Plus tard dans l'année, le 20 décembre, Jacques Chirac se rend en retour en Iran et obtient cette fois-ci la signature pour 35 milliards de francs, dont l'adoption par Téhéran du procédé de télévision en couleur français SÉCAM. Il fait de même avec l'État Baasiste d'Irak, encore considéré comme respectable par l'Occident à cette époque (car laïc et en apparence moderniste) : il se rend à Bagdad le 30 octobre 1974 pour obtenir des promesses d'achat pour l'industrie française à hauteur de 15 milliards de francs, dont une fois de plus le procédé SÉCAM. Mais surtout, un accord de coopération énergétique est signé entre les deux pays le 18 novembre 1975, avec l'obtention pour des compagnies pétrolières françaises d'avantages, le partage à 23 % du pétrole irakien et le projet d'installation d'un réacteur nucléaire expérimental de 1 500 MW destiné à la recherche atomique civile en Irak (vite abandonné pour des raisons techniques, il préfigure un second accord signé le 26 août 1976 à l'origine de la construction du réacteur de 70 MW d'Osirak, surnommé « Ô Chirac » par les Israéliens et une partie de la presse francophone et utilisé par les milieux néo-conservateurs et certains médias américains à partir de 2002 afin de critiquer la position de Jacques Chirac et de la France vis-à-vis de la guerre d'Irak). Cette attitude de « VRP » du « savoir-faire à la Française » lui vaut d'être parodié en bande dessinée, par le scénariste René Goscinny (qui le croque à nouveau dans l'album d'Astérix Obélix et Compagnie deux ans plus tard) associé au dessinateur Jean Tabary, dans une courte histoire d’Iznogoud paru dans Le Journal du dimanche du 8 décembre 1974.

#### Conflit avec le président de la République
Le 11 janvier 1976, le président effectue un remaniement ministériel contre l'avis du Premier ministre : les ministres dont ce dernier souhaitait le départ, à savoir Michel Poniatowski, Jean-Pierre Fourcade et Françoise Giroud, sont maintenus, et l'équipe gouvernementale est augmentée de six secrétaires d'État dont un seul de l'UDR, alors que le Premier ministre voulait la restreindre et augmenter le nombre de gaullistes en son sein. Il dénonce le pouvoir exercé par Valéry Giscard d'Estaing et, après la défaite de la droite aux élections cantonales de mars 1976 (neuf départements passent alors à gauche), il demande l'organisation d'élections législatives anticipées au cours desquelles son rôle de coordinateur de la majorité serait reconnu et une refonte complète de l'action gouvernementale : abandon de certaines réformes comme la taxation sur les plus-values et une politique plus axée sur le plan social et la défense des libertés.
Après une rencontre au fort de Brégançon le 6 juin 1976, Jacques Chirac se laisse convaincre par ses collaborateurs, considérant qu'il est devenu l'« huissier de la présidence », et décide de quitter son poste. Il remet sa lettre de démission au président de la République le 26 juillet 1976, mais il accepte de ne la rendre officielle que le 25 août à 11 h 40. Il se justifie avec éclat lors d'une conférence de presse tenue à l'Hôtel Matignon le jour de son départ : « Je ne dispose pas des moyens que j’estime aujourd'hui nécessaires pour assumer efficacement mes fonctions de Premier ministre et dans ces conditions, j'ai décidé d'y mettre fin ». Il aurait affirmé à Valéry Giscard d'Estaing « qu'il voulait quitter la vie politique […] et qu'il s'interrogeait sur sa vie, et qu'il parlait même de monter une galerie d'art ».
Quoi qu'il en soit, remplacé par Raymond Barre, il est dénoncé dès le soir du 25 août par Valéry Giscard d'Estaing dans un entretien donné à TF1. Le chef de l'État reproche à son ancien Premier ministre d'être incapable de résoudre le problème de l'inflation et d'informer clairement l'opinion publique des buts poursuivis par le gouvernement, et considère qu'il manque d'autorité et est inapte à donner aux débats politiques la sérénité nécessaire. L'opposition porte un jugement beaucoup moins dur sur son passage à Matignon, car si Georges Marchais considère Jacques Chirac comme « le Premier ministre le plus antisocial » qu'il ait jamais rencontré, François Mitterrand dit de lui qu'il a été « le meilleur Premier ministre » que la majorité ait eu à son service.

### Opposition aux giscardiens au sein de la majorité (1976-1981)

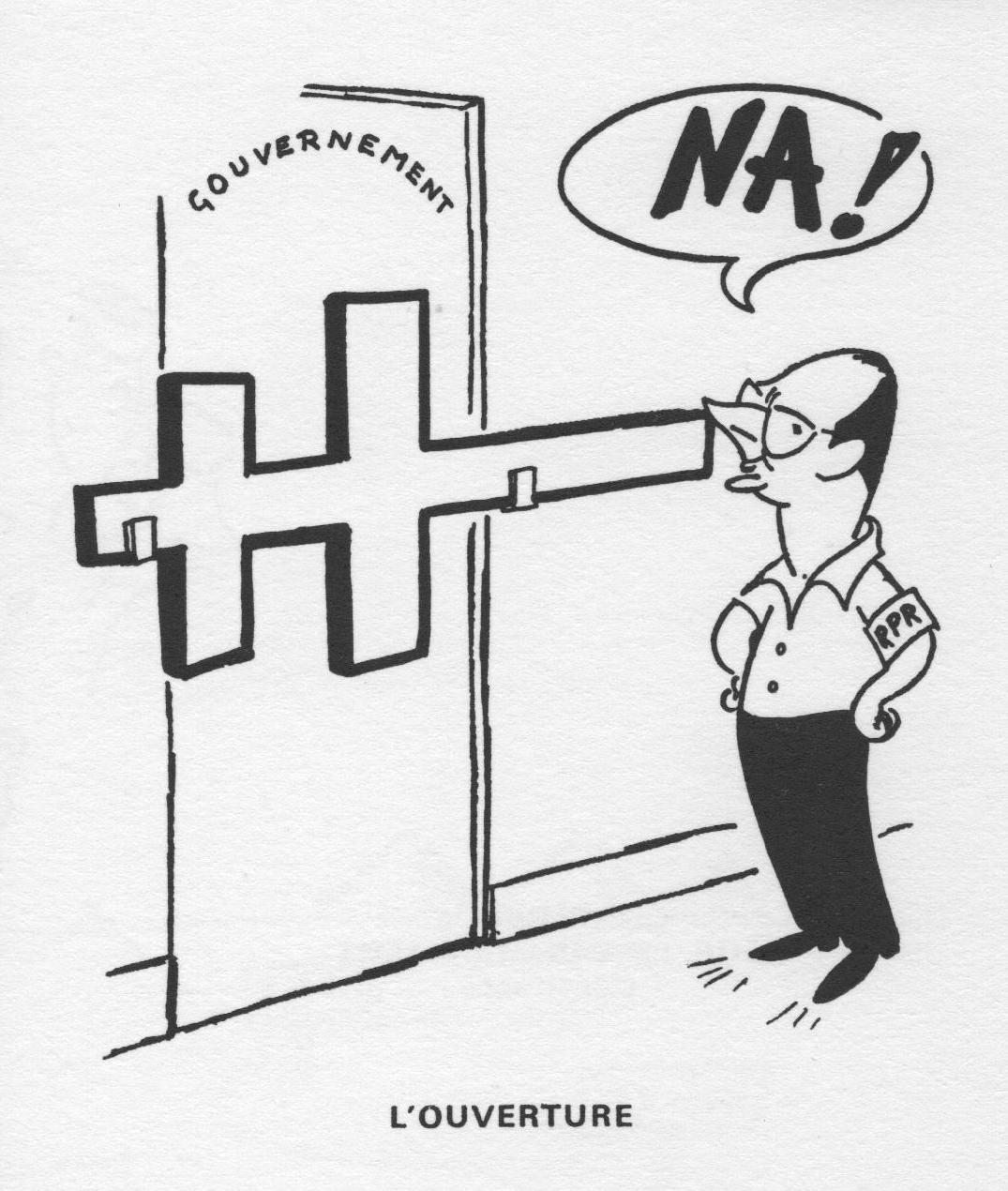
Caricature de Jacques Chirac par Maurice Tournade (1978).

#### Fondation du RPR
Son directeur de cabinet Jérôme Monod recrute le futur Premier ministre, pour la rédaction des discours et études économiques, en particulier le "discours fondateur" du 3 octobre 1976 à Égletons, en Corrèze,, "acte fondateur du RPR",, dans lequel il « théorise » une critique de gauche de la présidence Giscard,, au moment où son successeur Raymond Barre vient d'annoncer un sévère plan de rigueur et propose un « véritable travaillisme à la française ».
Ayant retrouvé sans difficulté son siège de député de la 3e circonscription de la Corrèze à l'élection partielle du 14 novembre 1976 (avec 53,65 % des suffrages exprimés dès le premier tour), son suppléant le maire d'Ussel Henri Belcour (qui occupait son siège à sa place depuis 1967) ayant démissionné pour lui permettre de se présenter à nouveau devant ses électeurs, il entre pour la première fois de manière effective à l'Assemblée nationale. Il y intègre la Commission des Affaires culturelles, familiales et sociales (il en est membre jusqu'en 1986, puis de nouveau de 1988 à 1993 et de 1994 à 1995). Il s'attache alors à s'assurer le soutien de la famille gaulliste et à affirmer son poids au sein de la majorité, face aux partisans du président de la République. Il annonce sa volonté de rénover l'UDR le 3 octobre 1976 à Égletons, en plein cœur de son fief électoral de la Corrèze, sur la base d'un « véritable travaillisme à la française ». Lors des assises nationales du parti à la Porte de Versailles à Paris le 5 décembre suivant, auxquelles participent 50 000 personnes, l'UDR se dissout pour donner naissance au Rassemblement pour la République (RPR). Jacques Chirac en est élu président à 96,52 % des voix, et désigne son ancien directeur de cabinet à Matignon, Jérôme Monod, comme secrétaire général. Jacques Chirac, désirant une force politique populaire, se déplace dans toute la France et une importante campagne de recrutement est lancée (le RPR compte ainsi 700 000 adhérents à la veille des élections législatives de 1978) et ce nouveau mouvement devient bientôt une puissante machine électorale tant orientée contre l'opposition que contre les « Giscardiens », en voulant incarner une voie médiane entre « le programme démagogique de la gauche socialo-communiste » et « les solutions de la droite conservatrice, orthodoxe, classique ». En effet, lors d'un meeting de 100 000 personnes à la Porte de Pantin le 10 février 1977, l'ancien Premier ministre dénonce le « capitalisme sauvage » et affirme que les gaullistes ne doivent pas être confondus avec les « tenants du libéralisme classique » et la « droite » assimilée au giscardisme et au centrisme. Il définit à cette époque le projet gaulliste comme la version française de la social-démocratie.

#### Élection à la mairie de Paris

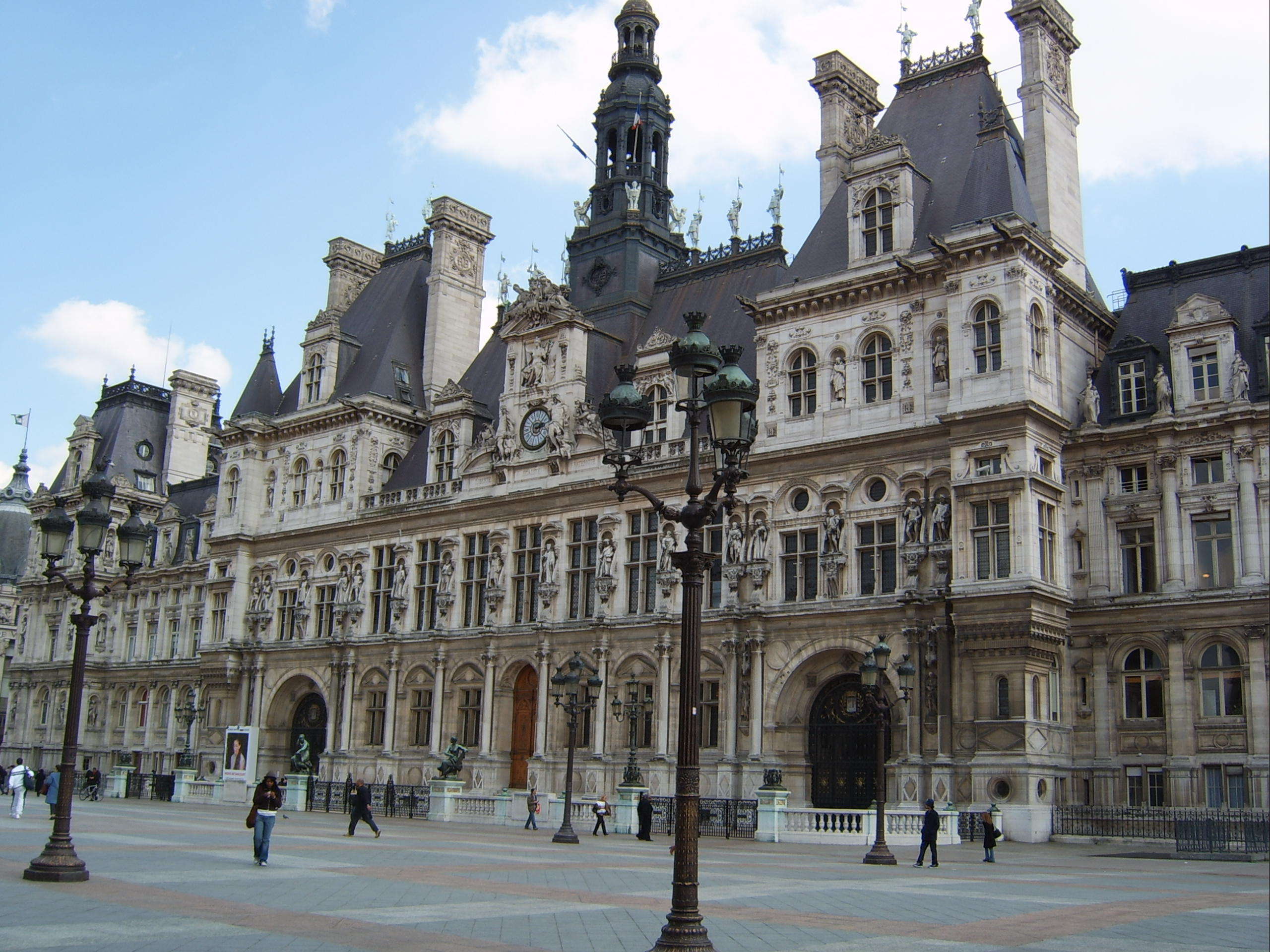
L'hôtel de ville de Paris.

En effet, Jacques Chirac critique de plus en plus ouvertement le gouvernement de son successeur Raymond Barre et multiplie les actions de déstabilisation à l'égard de Valéry Giscard d'Estaing, selon une stratégie élaborée par les conseillers Pierre Juillet et Marie-France Garaud. C'est ainsi qu'il annonce le 19 janvier 1977 sa candidature à la mairie de Paris, fonction ressuscitée après plus de 105 ans d'absence par le nouveau statut de la ville voté au Parlement en décembre 1975 (et auquel Jacques Chirac s'était opposé), contre celle de Michel d'Ornano, ministre RI en exercice proche du président de la République et soutenu directement par l'Élysée, déjà en course depuis le 12 novembre 1976. Ce que les médias qualifient alors de « bataille de Paris » donne lieu, à coup de sondages « trafiqués » fournis par les deux camps toutes les semaines et de petites phrases, à une campagne acharnée entre les listes « Union pour Paris » du président du RPR et celles « Protection et Renouveau pour Paris » du giscardien, qui s'affrontent dans 17 des 18 secteurs de vote créés par le statut de 1975 (dans le seul 7e arrondissement la majorité réussit à s'unir derrière le député RI et conseiller sortant Édouard Frédéric-Dupont). Michel d'Ornano, maire sortant de Deauville, est présenté par ses adversaires et perçu par beaucoup de Parisiens comme un « parachuté » et un aristocrate « élevé dans un pantalon de flanelle ». Les partisans de Jacques Chirac, lui aussi élu d'un autre département, présentent en revanche ce changement de fief électoral comme un « retour aux sources », étant né et ayant fait l'essentiel de sa scolarité dans la capitale. De plus, il n'est tête de liste dans aucun secteur de vote, n'étant présent qu'en seconde position sur celle du 5e arrondissement, derrière Jean Tiberi.
Il sait également s'appuyer sur la classe politique locale, autant sur les gaullistes historiquement bien implantés dans la capitale que sur la droite dite « modérée », pourtant plutôt proche des RI, mais n'appréciant guère la décision de Valéry Giscard d'Estaing et de Raymond Barre d'appuyer un non-Parisien pour mener la majorité présidentielle. Ainsi, sur les 105 noms des listes « Chirac », pas moins de 37 sont des élus de la capitale, soit :
- 17 députés sur les 31 élus (dont 11 sont également conseillers sortants de Paris) dans les circonscriptions de la ville et notamment 15 sur les 18 du RPR (et non des moindres puisque l'on peut citer parmi eux l'ancien Premier ministre et ministre des Affaires étrangères du général de Gaulle Maurice Couve de Murville dans le 8e, une parente par alliance du maréchal Leclerc, Nicole de Hauteclocque, dans le 15e, le président sortant du Conseil de Paris, et donc dernier à avoir exercé cette fonction, Bernard Lafay dans le 17e ou l'ancien Résistant Joël Le Tac dans le 18e) mais aussi 2 des 6 RI (tous deux dans le 16e arrondissement),
- 31 conseillers de Paris (dont 11 sont également députés, et un d'entre eux, le RI Pierre-Christian Taittinger, est ministre en exercice).

Les « chiraquiens » mettent en place une campagne active et féroce : leur candidat multiplie les tournées des marchés et des commerces et les bains de foule, insiste sur des thèmes porteurs tels que la propreté de la ville, la fuite des familles modestes et moyennes qu'il veut interrompre et parle de « démocratie du quotidien ». L'agressivité culmine avec l'« affaire Françoise Giroud » : la secrétaire d'État à la Culture doit se retirer de la liste « d'Ornano » du 15e arrondissement, après avoir revendiqué sur des tracts être décorée de la Médaille de la Résistance alors qu'aucun document officiel n'indique qu'elle ait jamais reçu cette décoration, ce que l'équipe du RPR a mis à profit d'autant plus facilement qu'il a aligné face à elle dans cet arrondissement une parente du maréchal Leclerc. Au premier tour le 13 mars, l'Union de la gauche, emmenée par le communiste Henri Fiszbin et le socialiste Georges Sarre, arrive en tête grâce aux divisions de la droite et à sa forte implantation dans l'est parisien, avec 32,1 % des suffrages exprimés, tandis que les listes « Chirac » remportent les « primaires » de la majorité avec 26,2 % contre 22 % à Michel d'Ornano (seule la liste d'union d'Édouard Frédéric-Dupont, avec près des deux tiers des voix dans son secteur de vote, obtient des élus — 4 — au premier tour). L'« Union pour Paris » dépasse ainsi « Protection et Renouveau pour Paris » dans 11 secteurs (à savoir ceux des 1er-4e, 5e, 6e, 8e, 9e, 10e, 11e, 13e, 14e, 15e et 17e arrondissements). Au second tour, la semaine suivante, il l'emporte avec à peine 2 000 voix d'avance sur l'Union de la gauche, 45 % des voix et 50 sièges (auxquels se sont ajoutés les 4 élus du 7e arrondissement), contre 40 à l'opposition et 15 aux candidats de la liste d'Ornano,,.
Le 25 mars 1977, il devient le premier maire de Paris depuis Jules Ferry. Le poste qu'il obtient, nouvellement créé, est très important : quinze milliards de francs de budget, 40 000 fonctionnaires. C'est un contre-pouvoir important mais aussi et surtout un excellent tremplin électoral. Ses premières mesures consistent essentiellement à revenir sur des décisions ou projets gouvernementaux : abandon du projet de radiales entrant dans Paris, abandon (et destruction du premier niveau déjà réalisé) du projet controversé de « Monument au Vert » aux Halles de Paris confié jusqu'alors à l'architecte espagnol Ricardo Bofill, soutenu par l'Élysée, et remplacé par les non moins critiqués « parapluies » du français Jean Willerval, inaugurés en 1983 ; le soutien dès 1978 à la reprise de la construction de la Voie Express - Rive gauche, voulue par Georges Pompidou mais abandonnée par Valéry Giscard d'Estaing en 1974. Mettant de plus l'accent sur la propreté (avec le lancement du programme « Paris ville propre » qui comprend une augmentation et une modernisation du matériel de ramassage de détritus, dont les fameuses « motocrottes », la hausse des effectifs avec la constitution des « Commandos de la Propreté », la réhabilitation de certaines friches industrielles, notamment sur les quais de la Seine, et de quartiers populaires ou encore la lutte contre la pollution de la Seine avec l'adoption du Plan de modernisation de l'assainissement parisien et la promesse qu'il s'y baignerait en 1993), la réalisation d'espaces verts, de crèches, de gymnases, de bibliothèques, d'écoles ; il gagne assez vite la confiance des Parisiens puisqu'un sondage Louis Harris - France pour L'Express démontre que 62 % des habitants de la capitale interrogés le jugent bon maire, et 52 % un maire plutôt sympathique, tandis que 36 % reconnaissent qu'il donne alors la priorité à son rôle de président du RPR contre 27 % à celui de premier magistrat de la ville. Mais l'opposition, emmenée par le socialiste Paul Quilès, lui reproche de ne rien faire pour améliorer l'habitat social et pour lutter contre la hausse du foncier, et de favoriser l'« embourgeoisement ». Ses adversaires l'accusent également d'avoir mis en place un système jugé « clientéliste » et d'avoir utilisé, pour l'appareil du RPR et à des fins purement électorales, un certain nombre de moyens de la municipalité parisienne : emplois fictifs, marchés publics du bâtiment (voir les affaires), frais de bouche.
À la fin de l'année, Jacques Chirac composa avec Marcel Jullian une autobiographie, Les mille sources, le titre est une référence au plateau de Millevaches en Corrèze. Son entourage et ses conseillers lui déconseillèrent la publication de l'ouvrage — le manuscrit est toujours inédit — pour son ton trop agressif contre le président, ce qui serait contre-productif pour sa carrière,.

#### Difficultés à s'imposer au sein de la majorité
Fort de ce succès à Paris, Jacques Chirac espère affirmer la place de son nouveau parti comme première force politique de la majorité lors des élections législatives des 12 et 19 mars 1978, et devancer ainsi la grande formation formée le 10 janvier 1978 par la réunion de tous les mouvements du centre et de la droite non gaulliste (le Parti républicain qui a pris la relève des RI, le CDS, les radicaux valoisiens et le PSD) afin de soutenir directement l'action du président de la République et de son gouvernement : l'Union pour la démocratie française (UDF). Or, le résultat du RPR est loin de rejoindre les espoirs de ses dirigeants mais il demeure toutefois en tête au résultat final des partis avec 154 députés, l'UDF 137, le PS 114 : en hausse de 12 sièges, le PC en hausse également avec 86 députés. Après avoir eu de meilleurs sondages que la droite et avoir semblé remporter le scrutin, la gauche, divisée (rupture de l'union de la gauche de 1977), perd de peu la bataille électorale en voix et la perd nettement en sièges, avec 200 députés contre 291 à la droite[source insuffisante].
Au premier tour le 12 mars, le parti chiraquien n'arrive qu'en troisième position avec 22,8 % des suffrages exprimés (soit près de deux points de moins que le score obtenu par l'UDR en 1973, la famille gaulliste perdant pour la première fois depuis 1958 son statut de première force politique du pays), derrière l'alliance PS-MRG (26,3 %) et surtout après l'UDF (23,9 %) formation d'union soutenue par le Président de la République et le Premier Ministre. Le second tour permet toutefois au RPR de conserver sa place de premier groupe politique à l'Assemblée nationale, avec 154 sièges sur 491, mais lui fait perdre tout de même 29 députés par rapport à la législature sortante. Jacques Chirac est quant à lui réélu dans sa troisième circonscription de la Corrèze sans difficulté et dès le premier tour, en améliorant de plus son résultat de 1976 avec 55,8 % des voix.
Cette victoire en demi-teinte, qui évite au président Giscard d'Estaing la cohabitation, affaiblit la position de Chirac comme chef de file du camp gaulliste, et il se retrouve pris en tenaille entre les partisans d'une rupture totale avec les giscardiens (emmenés par Michel Debré qui, aux assises de Biarritz en septembre 1978, propose le dépôt d'une motion de censure) et ceux au contraire favorables à un rapprochement (tels Jacques Chaban-Delmas, qui retrouve la présidence de l'Assemblée nationale le 3 avril grâce au soutien des députés UDF et contre le candidat officiel du groupe RPR, Edgar Faure, ou encore des ministres gaullistes du gouvernement Barre III). Jacques Chirac adopte alors une position médiane, sanctionnant ceux devenus trop proches du pouvoir (dès le début de la nouvelle législature, le conseil national du parti décide que les fonctions de président de l'Assemblée et de membres du gouvernement sont incompatibles avec un poste de dirigeant du mouvement) tout en rejetant la rupture, lui préférant une pression continue sur l'exécutif notamment dans les domaines économiques et sociaux. Il s'attire ainsi de plus en plus l'hostilité des « barons » et des ministres, qui lancent une campagne contre la « bande des quatre », constituée des quatre principaux conseillers de Jacques Chirac (Yves Guéna, Charles Pasqua, Pierre Juillet et Marie-France Garaud) et dont l'influence est jugée trop importante.
Le 26 novembre 1978, Jacques Chirac est victime d'un accident sur une route de la Corrèze et est transporté à l'hôpital Cochin à Paris. De là, il lance l'« appel de Cochin », écrit par Pierre Juillet et apporté dans sa chambre d'hôpital par Marie-France Garaud : il y dénonce le « parti de l'étranger », c'est-à-dire l'UDF, en accusant le parti de Valéry Giscard d'Estaing d'agir au nom de l'Europe et contre les intérêts de la France dont il « prépare l'inféodation » et « consent à l'idée de son abaissement ». La réaction au sein des « giscardiens » du RPR ne se fait pas attendre : Lucien Neuwirth décide de ne plus voter aux conseils nationaux, Hélène Missoffe et Alexandre Sanguinetti démissionnent tandis que le garde des Sceaux Alain Peyrefitte écrit une lettre à tous les parlementaires du parti dans laquelle il condamne « ces propos outranciers ». Pour cela, il est exclu du mouvement pour six mois, mais tous les membres RPR du gouvernement se solidarisent avec lui. C'est au tour d'Yves Guéna, premier de la « bande des quatre » à rompre avec lui, de marquer son mécontentement au début de l'année 1979 pour protester contre le fait qu'il n'ait pas été mis au courant au préalable de l'annonce faite par Jacques Chirac aux journées parlementaires du parti à la Guadeloupe qu'il allait demander la mise en place de deux commissions d'enquête (dont une sur l'information à la radio et à la télévision, où il estime que son image y est malmenée) et la convocation d'une session extraordinaire du Parlement pour remettre en cause la politique économique et sociale du gouvernement. Pourtant, lors de la tenue de cette dernière, obtenue grâce à la même demande de la gauche, du 14 au 16 mars 1979, Jacques Chirac n'intervient pas et empêche que le RPR vote la motion de censure déposée par l'opposition socialiste (le parti néo-gaulliste choisit alors l'abstention).
Le 7 juin 1979, l'organisation des premières élections européennes au suffrage universel direct lui donne une nouvelle fois l'occasion d'affronter les partisans du président de la République. Il prend ainsi lui-même la tête de la liste « Défense des intérêts de la France en Europe » et reprend le thème traditionnel gaulliste de l'« Europe des Nations », défendu dans l'Appel de Cochin et par Michel Debré, et s'oppose à la liste UDF, très fédéraliste et « européiste », emmenée par Simone Veil. Lors d'un meeting à Bagatelle le 4 juin, il déclare : « Ce qui nous sépare de l'UDF sur l'Europe est incomparablement plus profond que ce qui nous unit ». C'est alors un échec retentissant, ne réussissant pas à intéresser un électorat gaulliste très peu enthousiasmé par ce scrutin : sa liste n'arrive qu'en quatrième position avec seulement 16,31 % des suffrages et 15 sièges de parlementaire européen sur les 81 dont dispose la France, et est dépassé non seulement par Simone Veil qui arrive en tête (27,61 %, 25 élus), mais aussi par les socialistes de François Mitterrand (23,53 %, 22 sièges) et les communistes de Georges Marchais (20,52 % et 19 élus). L'abstention s'est élevée à près de 40 %. Bien que techniquement élu au Parlement européen de Strasbourg, Jacques Chirac abandonne immédiatement ce mandat, préférant ses fonctions locales ou nationales. Après cette défaite, et sur l'insistance de certains de ses proches (dont Bernadette Chirac) de plus en plus critiques à l'égard de l'influence de Pierre Juillet et Marie-France Garaud, il se sépare de ces derniers et commence à réorganiser ses troupes en vue de la présidentielle de 1981.
En 1979, la famille Chirac recueille la réfugiée vietnamienne Anh Đào Traxel, qui deviendra leur « fille de cœur ».

##### 1981: première candidature à l'Élysée

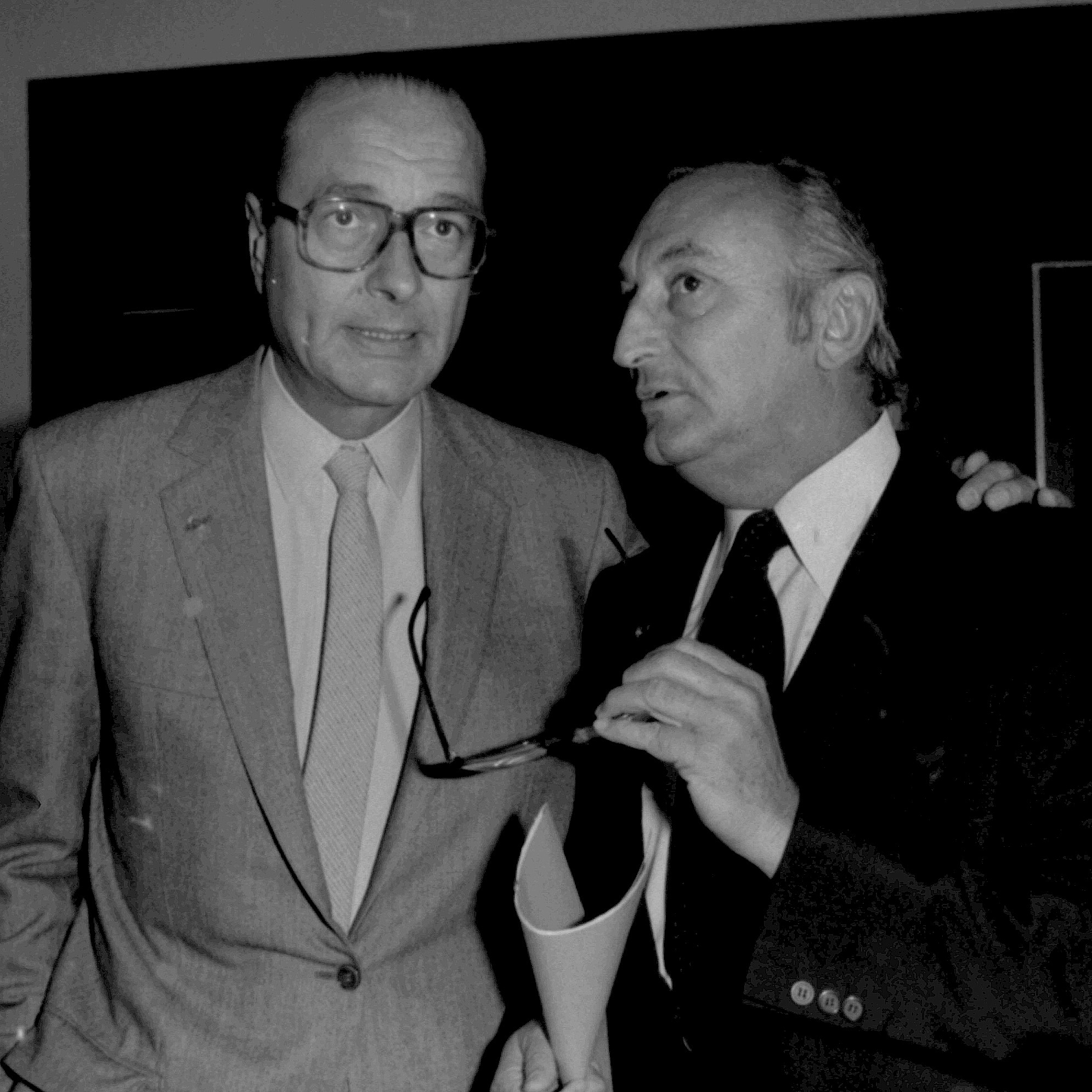
Jacques Chirac et André Bord en septembre 1980

Sa candidature à l'élection présidentielle semble pourtant être remise en question : sa position est en effet particulièrement instable au sein du RPR, s'étant attiré la méfiance tant de la vieille garde orthodoxe du mouvement gaulliste, groupée autour de Michel Debré, qui annonce sa propre candidature le 30 juin 1980, mais aussi de l'aile la plus « giscardienne » (Jacques Chaban-Delmas, Olivier Guichard, Jean Foyer ou Yves Guéna) opposée à l'attitude d'opposition à peine voilée adoptée par Jacques Chirac à l'égard du gouvernement et du président de la République (ainsi, le RPR pousse le gouvernement à recourir à l'Article 49.3 et donc à engager sa responsabilité sur une série de projets de loi lors de la session d'automne 1979, tandis que le 9 décembre Jacques Chirac évoque devant le comité central du parti « l'incapacité de ceux qui ont mission de guider le pays »). De plus, certains de ses proches, dont Bernadette Chirac, Jean de Lipkowski ou Alain Juppé estiment qu'il serait prématuré pour lui de se lancer déjà dans la bataille pour la présidentielle, tandis que d'autres (Charles Pasqua ou Bernard Pons) le poussent au contraire à s'engager.
Jacques Chirac hésite ainsi, estimant qu'une « bonne candidature » doit représenter « le refus de ce qui semble inévitable », « symboliser le renouveau et l'espérance qui sont l'essence même du gaullisme » et ne doit être déposée que si l'on a la volonté « de gagner, donc d'être présent au second tour ». Toutefois, le 25 octobre 1980, il déclare : « Longtemps j'ai attendu un changement de la part du président » et compare la situation politique du moment avec la fin de la IVe République. Beaucoup estiment alors que sa candidature n'est plus qu'une question de temps. Il annonce sa candidature le 3 février 1981, depuis l'Hôtel de ville de Paris, en se présentant comme le seul légitime à pouvoir se poser en « rassembleur des gaullistes » et en se fixant pour objectif d'« arrêter le processus de dégradation de la France » qu'il attribue « au comportement des responsables de l'État ». Il installe son quartier général rue de Tilsitt à Paris, tandis que Charles Pasqua est nommé coordonnateur de sa campagne. Il expose son programme le 10 février, en l'axant sur les thèmes de la réduction des impôts — suivant l'exemple de Ronald Reagan — du retour à une politique étrangère volontariste et du « changement sans risque », effectuant ainsi un virage à droite depuis son discours du « travaillisme à la française » de la fin des années 1970, entamant ce que certains politologues, dont Jean Baudouin, ont appelé le « moment néo-libéral du RPR ». Il attaque tout particulièrement le président sortant dont il dénonce « l'irrésolution » en politique étrangère (reprenant alors le thème du « parti de l'étranger »), le « manque de fermeté » dans le maintien de l'ordre républicain et une tendance au « collectivisme rampant ». Il mène une campagne dans les plus importants groupes de médias français, avec le soutien des industriels Jacques Dauphin et Marcel Dassault,. Il est également soutenu par certaines personnalités des lettres, du spectacle ou du monde sportif, tels l'accordéoniste Aimable, les acteurs Jean Marais et Moustache, la romancière Juliette Benzoni, le comédien Roger Carel, le peintre Bernard Buffet et son épouse l'écrivaine Annabel, la meneuse de revue et chanteuse Line Renaud et son époux et compositeur Loulou Gasté, la présentatrice de télévision Sophie Darel, l'athlète médaillé olympique de 110 mêtres haies Guy Drut ou encore le judoka lui aussi champion olympique Thierry Rey. Sa chanson de campagne Jacques Chirac, maintenant, de Pascal Stive (également co-auteur de la chanson de campagne de son adversaire, Mitterrand président), aux « paroles entêtantes », aux « guitares funky », et aux « accents disco », est a posteriori moquée pour son kitsch,.
Il obtient au premier tour, le 26 avril, 18 % des suffrages exprimés, soit un peu plus de cinq millions de voix, et se retrouve largement distancé par Valéry Giscard d'Estaing (28,32 %) et François Mitterrand (25,85 %). Toutefois, il confirme son statut de chef naturel de la famille politique gaulliste, puisqu'il fait mieux que Jacques Chaban-Delmas en 1974 (15,10 %), tandis que les scores cumulés des deux autres candidatures gaullistes, celles de Michel Debré et de Marie-France Garaud, sont de 3 %.
Jacques Chirac annonce, au lendemain du scrutin, que chacun doit « voter selon sa conscience » et déclare, qu'« à titre personnel », il ne peut que voter pour le chef de l'État sortant. Ses militants retiennent le peu de conviction du message et votent massivement pour le candidat de l'opposition. Une lettre de Philippe Dechartre est même envoyée aux adhérents pour appeler à la mobilisation pour Mitterrand. Selon Valéry Giscard d'Estaing, Raymond Barre et Christian Bonnet, la permanence du RPR conseille de voter pour François Mitterrand entre les deux tours ; Valéry Giscard d'Estaing explique que François Mitterrand lui aurait confirmé avoir rencontré Jacques Chirac chez Édith Cresson à cette occasion. Toujours selon Valéry Giscard d'Estaing, la stratégie de Jacques Chirac est alors de faire élire François Mitterrand puis d'essayer d'obtenir une nouvelle fois la majorité au parlement, le dirigeant socialiste étant obligé de dissoudre la chambre issue de 1978. Pour Jacques Chirac, la présence de ministres communistes créerait chez les Français un tel sentiment de peur, comparable à celui de mai 1968, qu'il provoquerait un nouveau raz-de-marée gaulliste. Jean-François Probst, Charles Pasqua et Raymond Barre confirment ultérieurement cette stratégie venant de l'état-major du RPR. Pierre Messmer confirme cette version des faits. Édith Cresson et d'autres personnalités confirmeront l'accord secret, alors que Chirac niera toujours son existence,. Toutefois, une majorité des parlementaires RPR appellent à voter VGE, tandis que Jacques Chirac met en garde le 6 mai les électeurs contre François Mitterrand qui, selon lui « persiste à s'inspirer de principes économiques qui ont échoué partout où ils ont été appliqués ». Au second tour, le 10 mai, le candidat socialiste est élu, avec 51,76 % contre 48,24 % au président sortant.
Serge July, cofondateur de Libération, explique : « En 1981, la chance [pour François Mitterrand] s'appelait Jacques Chirac. La tactique suicidaire du PCF d'un côté et l'existence d'une fracture à droite, c'était une configuration de rêve. Sans la campagne anti-giscardienne de Jacques Chirac, François Mitterrand n'aurait pas été élu. Le dirigeant du RPR pense se débarrasser de Giscard en le faisant battre et il ne donne pas cher de la présidence Mitterrand et à ses ministres communistes, qui sont condamnés à très court terme. Le leader socialiste n'oubliait jamais de répéter que la droite était majoritaire en France, et que pour gagner il fallait utiliser autant que possible ses divisions, et ne pas mettre tout le monde dans le même panier ».
Aux élections législatives de juin 1981, qui sont marquées par une « vague rose » née de l'« état de grâce » du nouveau président, le RPR n'obtient que 20,9 % des suffrages exprimés (et l'« Union pour la nouvelle majorité », coalition de droite fondée sur des candidatures uniques dans chaque circonscription et qui l'associe à l'UDF et aux divers droites, ne réunit que 42,9 % des suffrages, face aux 36 % du PS et aux 54,3 % de la majorité présidentielle en général) et ne remporte que 83 sièges. Pour sa part, Jacques Chirac est réélu en Corrèze, une nouvelle fois au premier tour mais plus faiblement qu'auparavant puisqu'il ne passe que de peu la barre de la majorité absolue (50,6 %), face à un jeune candidat socialiste tout juste sorti de l'ENA, François Hollande, et à son adversaire habituel depuis 1976, le communiste Christian Audouin.

## Sous la présidence de François Mitterrand

### Principal dirigeant de l'opposition de droite (1981-1986)

#### Évolution du RPR
Malgré ce premier échec, Jacques Chirac s'attache à rapidement s'assurer un rôle de premier plan au sein de l'opposition, fort des sondages qui font état, dès la fin de l'année 1981, de 32 % de Français interrogés le considérant comme le meilleur candidat à la prochaine élection présidentielle, contre 13 % à Valéry Giscard d'Estaing et 8 % à Raymond Barre. Ainsi, le 7 octobre 1981, le « Club 89 » est créé au sein du RPR. Présidé par Michel Aurillac, et animé par un fervent « chiraquien », Alain Juppé, il s'agit d'un « laboratoire d'idées » chargé de « préparer un projet politique applicable dans l'environnement de 1989 », mais en réalité véritable « contre-gouvernement » chargé d'élaborer les programmes du parti pour les principales échéances futures : les législatives de 1986 et la présidentielle de 1988. En attendant, Jacques Chirac retrouve sans difficulté la présidence du parti, qu'il avait quittée à la veille de sa candidature à la présidence, lors des Assises de Toulouse en janvier 1982. Le 6 octobre 1982, il reçoit le 14e dalaï-lama lors de sa première visite en France.
Il affirme alors son virage vers le libéralisme économique entamé durant la campagne présidentielle, afin de se poser comme le véritable rempart face au « socialo-communisme » du gouvernement Mauroy et comme une alternative au « libéralisme avancé » de l'UDF qui, selon lui, a déçu en étant trop libéral sur le plan des mœurs et de la sécurité, et pas assez sur le plan économique, et dont la politique menée à partir de 1976, qu'il qualifie de « socialisme rampant », a ouvert le chemin à la victoire de la gauche[réf. nécessaire]. Il condamne tout d'abord le « trop d'État » dans le domaine économique et social, ce que Michel Aurillac résume lors d'une réunion du Club 89 en 1983 : « L'État est un garant et non un gérant, il faut donc lutter contre son hypertrophie », s'oppose aux nationalisations et prône donc la fin de la planification et la déréglementation de l'économie, la dénationalisation et la lutte contre la bureaucratie de l'État et la libéralisation du système de protection sociale, selon le modèle de la politique menée à la même époque au Royaume-Uni par le Premier ministre britannique Margaret Thatcher. Mais dans le même temps, il défend un profond ordre moral et donc un renforcement de l'État dans les domaines de la sécurité des personnes et des biens (et cela même si Jacques Chirac est l'un des rares parlementaires de l'opposition à avoir voté pour l'abolition de la peine de mort le 18 septembre 1981). Le RPR et Jacques Chirac s'alignent donc sur les mouvements du conservatisme libéral des autres pays d'Europe, et, pour ce faire, abandonne les aspects les plus « gaulliens » sur le plan de la politique étrangère et européenne, n'hésitant pas à défendre devant Ronald Reagan, lors d'une rencontre avec le président américain en janvier 1983, l'idée d'une « défense européenne commune » étroitement liée à l'OTAN. Ces prises de position tendent alors à s'approcher des aspirations de ceux considérés comme l'électorat traditionnel du mouvement gaulliste et duquel celui-ci, gagné par l'usure du pouvoir, s'était peu à peu éloigné, à savoir les petits entrepreneurs, commerçants, les professions libérales, les agriculteurs, les propriétaires et les personnes âgées.
Cette « révolution idéologique » s'accompagne d'un renouvellement et d'un rajeunissement des cadres du parti, favorisé par le départ ou la mise à l'écart de la plupart des grands « barons du gaullisme » dans la suite de la candidature manquée de Michel Debré. Selon le journaliste politique Alain Duhamel, sur les 500 000 militants revendiqués par le RPR, 80 % d'entre eux n'ont jamais adhéré aux différents mouvements qui l'ont précédé dans cette famille politique (UNR puis UDR). Et, à la suite des élections municipales de 1983, 48 % des nouveaux maires issus du parti élus à la tête d'une commune de plus de 30 000 habitants ont moins de 43 ans. Parmi ces trentenaires et quadragénaires, on peut citer Alain Juppé (proche collaborateur de Jacques Chirac à la mairie de Paris, secrétaire général du Club 89, maire du 18e arrondissement depuis 1983 et secrétaire national du parti au redressement économique et social à partir de 1984), Jacques Toubon (maire du 13e arrondissement de Paris en 1983 et secrétaire général du RPR à partir de 1984), Philippe Séguin (maire d'Épinal en 1983 et secrétaire national du parti chargé de la Décentralisation en 1984) ou Nicolas Sarkozy (protégé de Charles Pasqua, ancien président du comité de soutien des jeunes à la candidature de Jacques Chirac à la présidentielle de 1981 et maire de Neuilly-sur-Seine en 1983).

#### Succession de victoires électorales
Alors que le gaullisme, tout en s'étant imposé comme une force politique de premier ordre sur le plan national, n'avait jamais réussi à percer réellement dans les élections locales (cantonales ou municipales), l'une des premières conséquences du « recentrage » du RPR vers des positions traditionnelles de la droite lui permet de se « notabiliser » et donc de remporter un certain succès lors des élections cantonales de 1982 et des municipales de 1983. Aux premières, le RPR obtient ainsi le score le plus important jamais obtenu par une formation gaulliste à ce type de scrutin, à savoir 17,9 % des suffrages exprimés au premier tour et finalement 323 nouveaux sièges de conseillers généraux (portant le nombre d'élus départementaux du parti à 495, contre 343 avant l'élection, tandis que le mouvement préside désormais 13 assemblées départementales). Et, à la suite des secondes, en mars 1983, le nombre de communes de plus de 30 000 habitants dirigées par le parti chiraquien passent de 15 à 35, dont de grandes villes. Une étude statistique montre que la majorité du pays est repassée à droite avec 53,54 % des voix[source insuffisante]. Par conséquent, les élections sénatoriales de septembre 1983 consacrent cette nouvelle assise locale puisque le groupe RPR à la chambre haute du Parlement français passe de 41 à 58 sénateurs.
La position de Jacques Chirac au sein de la majorité est d'autant plus confortée que lui-même remporte une importante victoire aux municipales de Paris en 1983. Pourtant, celles-ci s'annonçaient difficiles. Tout d'abord, la loi PLM du 31 décembre 1982 (qui divise notamment la Ville de Paris en vingt mairies, soit une par arrondissement, chaque conseil d'arrondissement envoyant une partie de ses membres au conseil de Paris qui cumule les fonctions de conseil municipal à l'échelle de la Ville de Paris et de conseil général du département) est préparée par le ministre de l'Intérieur socialiste Gaston Defferre sans que Jacques Chirac ait été consulté, celui-ci y voyant alors une manœuvre électoraliste visant à diminuer son autorité dans la gestion de la capitale et à augmenter l'influence de la gauche, minoritaire sur l'ensemble de la ville mais bien implantée dans les arrondissements de l'est. Ensuite, une campagne de certains membres du gouvernement et de médias est lancée à partir de 1982 contre sa gestion. Gaston Defferre est notamment condamné en avril 1982 en première instance à 1 500 F d'amende et à verser un franc symbolique de dommage et intérêt à Jacques Chirac pour diffamation après avoir accusé la Ville de Paris ainsi que son maire, Bernard Pons et Charles Pasqua d'avoir bénéficié de largesses et perçu de l'argent au profit de la municipalité de la part du cercle de jeu Haussmann dirigé par Marcel Francisci, assassiné en mars 1982. Un reportage de TF1 dénonce les conditions de vie des pensionnaires de la maison médicale de Cachan, puis une enquête de Libération vise les « bureaux d'études » utilisés par la Ville et enfin le Canard enchaîné accuse le président du RPR d'avoir financé en partie sa campagne de 1981 à partir de fonds reçus du régime Gabonais d'Omar Bongo par le biais d'Elf Aquitaine et de son « Monsieur Afrique », André Tarallo, ancien condisciple de Jacques Chirac à l'ENA (une accusation que Valéry Giscard d'Estaing réitèrera en 2009, à la mort de Bongo). Enfin, de nombreuses figures du gouvernement ou de la majorité s'investissent personnellement dans les différentes listes menées à l'échelle de la ville par Paul Quilès (lui-même candidat dans le 13e arrondissement), à l'instar du Premier secrétaire du PS Lionel Jospin dans le 18e arrondissement face à Alain Juppé, le ministre de la Culture Jack Lang dans le 3e contre Jacques Dominati ou encore le ministre délégué de la Jeunesse et des Sports Edwige Avice dans le 14e pour combattre Christian de La Malène.
Pourtant, le jour du scrutin, les listes de la majorité parisienne sortante (unissant cette fois-ci l'ensemble de la droite de gouvernement) obtiennent non seulement facilement leur maintien à la tête de la capitale, avec plus des deux tiers (67,29 %) des conseillers de Paris, mais le camp chiraquien réussit également à remporter le « grand chelem » en obtenant les vingt mairies d'arrondissement (treize RPR, cinq UDF dont deux PR, deux CDS et un radical valoisien, et deux CNI). Sa fonction de maire de la capitale lui donne les moyens de s'opposer directement à la majorité socialiste et à certains « grands projets présidentiels ». Ainsi, obtient-il que François Mitterrand renonce, le 5 juillet 1987, à son ambition de voir Paris organiser l'exposition universelle de 1989.

#### Vers les élections législatives de 1986
Dès le 14 janvier 1983, dans un entretien accordé au magazine L'Express, l'ancien président Valéry Giscard d'Estaing envisage un changement de majorité aux prochaines législatives, avec un retour au pouvoir de la droite, sans que celle-ci n'attende ou ne demande alors la démission de François Mitterrand de la présidence de la République. Ce concept est bientôt repris au RPR. Un des proches de Jacques Chirac, Édouard Balladur, donne même, dans un entretien au quotidien Le Monde du 16 septembre 1983, un nom à cette situation : la « cohabitation », terme retenu ensuite par l'ensemble des médias et de la classe politique. Deux jours plus tard, sur la radio RTL, le maire de Paris évoque à son tour l'éventualité d'une nouvelle majorité et se prononce en faveur de la cohabitation : selon lui, François Mitterrand ayant apparemment l'intention d'aller au bout de son mandat quoi qu'il arrive, les électeurs ne comprendraient pas que la droite, si elle est victorieuse, refuse de gouverner sous le prétexte que le président ne démissionne pas, ce qui pourrait être interprété comme une atteinte aux institutions. Il s'oppose sur ce point à Raymond Barre, qui n'a pas abandonné l'espoir de prendre la tête de l'opposition : le 10 juillet 1984, l'ancien Premier ministre décrit une éventuelle cohabitation comme une « trahison du principe de la Ve République », ce à quoi Jacques Chirac réplique que le refus de la cohabitation pourrait aboutir à « une crise de régime ».
En septembre 1983, alors que lors d'élections municipales partielles, une liste de rassemblement entre Jean-Pierre Stirbois (Front national) et Jean Hieaux (RPR) conquiert la mairie de Dreux, Jacques Chirac juge cette alliance « tout à fait naturelle », bien qu'elle suscite des polémiques dans son parti.
Quoi qu'il en soit, Jacques Chirac s'attache à rapprocher le RPR de l'UDF, et tient à rassurer cette dernière concernant sa vision de l'Europe en modérant largement son propos depuis le fameux appel de Cochin et en proposant, dès juin 1983, la constitution d'une liste d'union dirigée par la très européiste Simone Veil aux élections européennes du 17 juin 1984. Cette liste arrive alors largement en tête, avec 43,02 % des suffrages (mais une abstention encore plus forte, à 43,27 %) et 41 sièges de députés européens sur les 81 alloués à la France, le PS n'obtenant que 20,45 % des suffrages et le PC 11,2 %. Le 10 avril 1985, une semaine après l'instauration de la proportionnelle pour les législatives et dont il critique « l'esprit de tricherie », il signe avec Jean Lecanuet, président de l'UDF, un accord pour « gouverner ensemble » (la plate-forme commune des deux partis pour les législatives sera quant à elle signée le 16 janvier 1986). Un mois plus tard, le 8 juin, il est présent, aux côtés de Raymond Barre, à la « convention libérale » réunie à Paris pour rassembler l'opposition à l'initiative de Valéry Giscard d'Estaing.
Il tente également de transformer son image et travaille activement sa communication en vue des législatives. Pour ce faire, il fait appel à partir d'octobre 1981 aux services du publicitaire Élie Crespi, dont le but avoué est de travailler son style et de contrôler son attitude afin de casser son image d'énarque raide et de révéler le « véritable Chirac », « rude et généreux », chaleureux, aimant les choses simples mais appréciant également la poésie dont Saint-John Perse et les objets d'art. Il le fait ainsi changer de lunettes, abandonner son costume trois pièces, lui fait recevoir à l'hôtel de ville de Paris des écrivains, des artistes ou des acteurs, ou le pousse à être le premier homme politique à accepter de participer à l'émission satirique de l'imitateur Patrick Sébastien. À l'approche du scrutin, au printemps 1985, il change à nouveau d'équipe de communication en la confiant cette fois-ci à Bernard Brochand et Jean-Michel Goudard. Ces derniers, déjà responsables de la campagne du RPR aux législatives de 1978, s'attachent à montrer au grand public un Jacques Chirac serein et responsable,.
Très médiatisé (il est l'invité à quatre reprises de L'Heure de vérité sur Antenne 2 entre juin 1982 et février 1986), il multiplie les déplacements dans toute la France (durant la campagne des législatives, il visite pas moins de cent cinquante villes, prononce deux cents discours et parcourt quelque 80 000 km) et se rend même en Nouvelle-Calédonie à la fin du mois de septembre 1985 (en plein cœur des Évènements qui opposent violemment depuis un an partisans et opposants à l'indépendance, il s'oppose au projet d'« indépendance-association » proposé par Edgard Pisani et le gouvernement socialiste dans un grand meeting « bleu, blanc, rouge » sur la place des Cocotiers à Nouméa, devant 7 000 personnes, mais se dit favorable à l'organisation d'un référendum d'autodétermination ouvert à tous les néo-calédoniens, quelles que soient leurs origines). Il se forge également une assise internationale, par le biais notamment de sa fonction de maire de Paris, et est l'un des principaux participants (aux côtés de certains dirigeants du monde occidental de l'époque à commencer par le Premier ministre britannique Margaret Thatcher, le vice-président américain George Bush ou le chancelier allemand Helmut Kohl) à la réunion de l'hôtel InterContinental de Londres le 24 juin 1983 où fut fondée l'Union démocrate internationale (UDI), grande association regroupant à l'échelle internationale les grands partis de droite et dont Jacques Chirac devient l'un des vice-présidents.
Finalement, son rôle de chef de l'opposition lui est reconnu et s'affirme lors d'un débat télévisé sur TF1 qui l'oppose le 27 octobre 1985 au Premier ministre Laurent Fabius (Raymond Barre avait lui aussi été sollicité mais avait refusé cette confrontation). Activement préparé par Édouard Balladur et Alain Juppé pour faire face au jeune chef de gouvernement considéré comme un maître de la communication et un excellent orateur, et afin de démontrer sa cohérence idéologique contestée depuis son passage du « travaillisme à la française » au libéralisme, Jacques Chirac obtient l'avantage sur son adversaire. Ses partisans soulignent une attitude calme et posée face à un Premier ministre offensif voire agressif, refusant de lui serrer la main devant les photographes, l'accusant de « dire n'importe quoi » et l'interrompant quatre-vingt-onze fois (quand Jacques Chirac ne le coupe en retour que vingt-cinq fois). Jacques Chirac finit par répliquer par un : « Cessez de m'interrompre comme un roquet », attaque ad personam et métaphore qui symbolisent aux yeux des observateurs l'ascendant pris par le président du RPR sur Laurent Fabius. Une étude Sofres pour Europe 1 publiée le lendemain montre que 44 % des personnes interrogées le considèrent comme le vainqueur du débat (contre 24 % pour le Premier ministre, 28 % estimant le match nul et 4 % restant sans opinion), tandis que sa popularité passe de 57 à 70 % chez les électeurs de droite et de 9 à 17 % à gauche. Il apparait surtout moins autoritaire (73,4 % des sondés le considéraient ainsi à 19 h 30, avant le débat, ils ne sont plus que 57 % à 21 heures), plus convaincant (25 % avant, 32 % après) et plus sympathique (il passe dans ce domaine de 15 à 26 %). Un sondage Ifrès pour France-Soir montre quant à lui que Jacques Chirac l'a remporté sur son adversaire sur les thèmes de la sécurité, l'immigration (37 contre 28 % pour ces deux domaines), l'incitation aux entreprises à embaucher (41 contre 27 %), la défense des intérêts de la France dans le monde (37 contre 36 %) et la gestion d'une crise grave (35 contre 31 %).
Il apparait que la droite est en bonne position pour l'emporter aux législatives, la cote de François Mitterrand passant de 32 % de satisfaits en 1983 à 28 % en 1984 selon des sondages de l'Ifop et la gauche perdant à nouveau les élections cantonales en 1985 (57,79 % de voix à droite)

### Chef de gouvernement sous la première cohabitation (1986-1988)

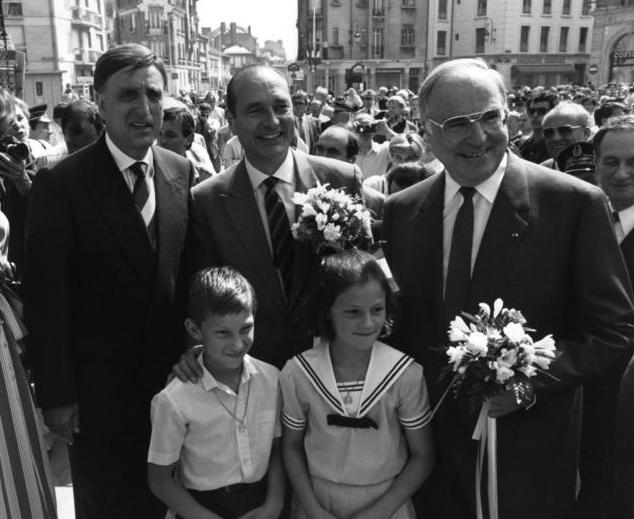
Jacques Chirac et le chancelier allemand Helmut Kohl, en 1987.

Le 16 mars 1986, lors des élections législatives à la proportionnelle, l'union RPR-UDF obtient deux sièges de plus que la majorité absolue (291 députés sur 577). Le RPR-UDF recueille 45 % des voix, le FN 10 %, tandis que le PS baisse (mais à un niveau moindre que prévu) à 31 % et que le PCF obtient 10 %. Le RPR est le premier groupe de la majorité avec 155 membres et apparentés, mais le deuxième de l'hémicycle, derrière le PS. L'UDF compte 129 députés.
Le même jour que les législatives, les élections régionales, les premières, confirment mais bien plus nettement, la décrue de la gauche. La droite obtient la présidence et la majorité dans 20 régions sur 22.
Jacques Chirac, président du plus important parti de la majorité à l'Assemblée nationale, est nommé Premier ministre le 20 mars. C'est la première cohabitation entre un président de gauche et une majorité parlementaire de droite. Outre lui-même, le gouvernement Chirac compte initialement 37 membres, nombre porté à 40 cinq jours plus tard, à savoir : un ministre d'État (un de ses plus proches alliés au sein du RPR, Édouard Balladur, chargé de l'Économie, des Finances et des Privatisations), 13 ministres (6 RPR, 5 UDF se répartissant entre 2 PR, 2 CDS et 1 radical, et 2 indépendants), 10 ministres délégués (8 RPR et 2 UDF-PR) et 16 secrétaires d'État (9 UDF dont 4 CDS, 3 PR, 1 radical et 1 PSD, 6 RPR et 1 indépendant). Les trois personnalités issues de la société civiles qui font leur entrée dans son ministère sont le diplomate Jean-Bernard Raimond (jusque-là ambassadeur en URSS) au ministère des Affaires étrangères, le président de la FNSEA François Guillaume à l'Agriculture et le French doctor Claude Malhuret (directeur général de Médecins sans frontières) comme secrétaire d'État aux droits de l'Homme.
Dans son discours de politique générale prononcé devant l'Assemblée nationale le 9 avril, il déclare : « Notre nouvelle frontière, ce doit être l'emploi ». Le lendemain, il obtient la confiance des députés par 292 voix (l'ensemble des groupes RPR et UDF, 5 non inscrits sur 9 et un député d'extrême droite sur 35) contre 285.
Il continue toutefois à exercer ses fonctions de maire de Paris, et à habiter dans son logement de fonction de l'Hôtel de Ville plutôt qu'à Matignon : chaque matin, il donne ainsi tout d'abord ses directives sur les grands dossiers municipaux avant de rejoindre son bureau de chef de gouvernement. Ce cumul de mandats lui permet alors notamment d'être le principal défenseur de la candidature de la capitale française pour l'organisation des Jeux olympiques d'été de 1992, et il mène ainsi la délégation parisienne à la 91e session du CIO à Lausanne le 17 octobre 1986 : Paris y est battu au troisième tour par Barcelone, arrivant en seconde position avec 23 voix contre 47 à la capitale catalane, mais se déclare quand même satisfait de la victoire d'Albertville pour les Jeux olympiques d'hiver la même année.
L'une de ses premières mesures, dès le 20 mai, est de revenir sur la proportionnelle et de rétablir le scrutin uninominal majoritaire à deux tours dans le cadre de 577 nouvelles circonscriptions établies par une commission présidée par Charles Pasqua.

#### Politique économique et de l'emploi

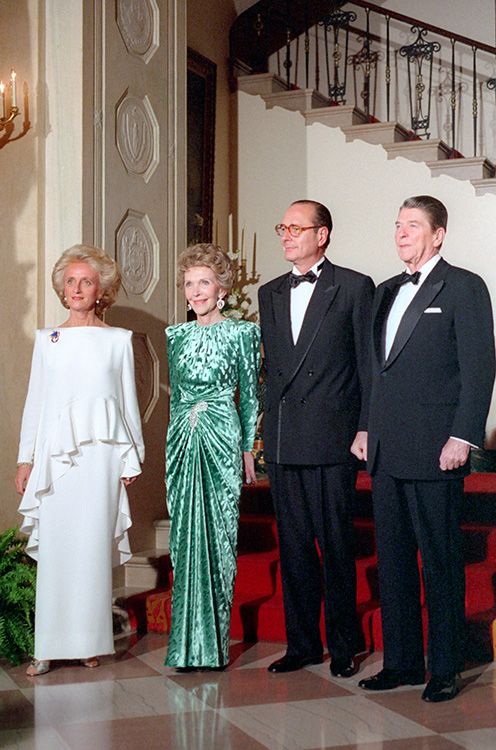
Jacques et Bernadette Chirac avec Ronald et Nancy Reagan (Maison-Blanche, 31 mars 1987).

Comme promis lors de la campagne, il met en place une politique libérale sur le plan économique, avec une importante vague de privatisations d'entreprises publiques nationalisées à la fin de la Seconde Guerre mondiale (la banque Société générale, la société de défense, d'aéronautique-aérospatiale, de transport et télécommunications Matra, l'agence médiatique et publicitaire Havas et le groupe d'assurances mutuelles MGF) ou par les gouvernements socialistes de Pierre Mauroy entre 1981 et 1983 (les banques Paribas, CCF et du BTP, le groupe de télécommunication Compagnie générale d'électricité CGE qui devient Alcatel-Alsthom, le producteur et transformateur de matériaux Saint-Gobain, la Compagnie financière Suez), ainsi que de l'une des trois chaînes publiques, TF1. Organisées et gérées par Édouard Balladur, seul ministre d'État du gouvernement et titulaire des portefeuilles de l'Économie et des Finances, elles se sont surtout réalisées par le biais de souscriptions publiques par des petits actionnaires et ont ainsi permis à l'État de vendre des actifs publics pour un montant oscillant, selon les sources, entre 70,5 (hypothèse du Quid) et 100 milliards de francs (valeur 1999, selon l’édition 2001 de L’État de la France - La Découverte).
Pour lutter contre le chômage, le gouvernement décide de rendre le marché du travail plus flexible en supprimant, dès le 8 juin 1986, l'autorisation administrative de licenciement, et prend une série de mesures visant à encourager l'investissement et l'entreprise privée (loi de finances rectificative du 16 avril 1986 supprimant l'impôt sur les grandes fortunes IGF et décidant une amnistie fiscale et douanière pour les capitaux rapatriés, loi du 19 novembre 1986 autorisant les activités privées dans le commerce, l'artisanat, les services, libération des prix, soumis à un contrôle depuis 1945, à compter du 1er janvier 1987, et mise en place le 17 juin suivant d'incitations fiscales au développement des stock options) ainsi que l'épargne des salariés par la relance du vieux projet gaulliste de la participation (par les ordonnances du 15 octobre 1986, tout en assouplissant les règles de l'intéressement et de l'abondement de l'entreprise au PEE). S'y associent plusieurs mesures sociales en faveur de l'emploi engagées par le ministre des Affaires sociales Philippe Séguin, dont l'ordonnance du 11 août 1986 subordonnant le recours au travail intermittent par les entreprises à la signature d'un accord préalable, la loi du 10 juillet 1987 pour la lutte contre le chômage de longue durée et celle, entrée en vigueur le même jour, en faveur de l'emploi des travailleurs handicapés qui introduit pour la première fois dans le code du travail la notion d'« Obligation d'emploi » pour ces derniers, avec une politique de discrimination positive instaurant un quota de 6 % d'employés handicapés dans les entreprises de plus de 20 salariés. 710 000 stages « emploi-formation » pour les jeunes de 16 à 25 ans sont également créés.
Cette politique, aidée par une meilleure conjoncture internationale et une baisse du prix du pétrole, semble en partie porter ses fruits et permet à la France de se ré-aligner en partie sur le « bon élève » de l'Europe qu'est la République fédérale d'Allemagne sur le plan de l'inflation (dont le taux repasse en 1986 sous la barre des 4 % pour la première fois depuis 1968, en s'établissant autour des 3 %, sans pour autant obtenir de réelle inversion de la tendance économique) notamment. L'investissement industriel se redresse à 4,5 % du PIB en 1987 et 10 % en 1988, et profite à un nombre important de PME dynamiques qui favorisent le freinage du chômage (passant de 10,5 % des actifs en 1986 à 10,3 % en 1987 puis à 9,8 % en 1988) sans obtenir toutefois une réelle stabilisation. La croissance du PIB passe de 2 % à la fin de l'année 1986 à près de 4,5 % au début 1988, entraînant dans le même temps une stabilisation des taux d'intérêt réels sur 3 mois de la dette publique et une baisse de ceux sur 10 ans. Toutefois, le taux de croissance reste inférieur au coût réel moyen de la dette, et ne permet donc pas d'entamer un réel remboursement de cette dernière,.

#### Mesures sur la sécurité et l'immigration

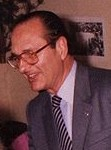
Jacques Chirac dans les années 1980, durant la première cohabitation.

Autre pilier de son gouvernement, et lui aussi gaulliste historique et proche de Jacques Chirac, le ministre de l'Intérieur Charles Pasqua met l'accent sur la lutte répressive contre l'insécurité. Une série de lois est votée le 7 août 1986, concernant la criminalité, la délinquance, le terrorisme et les atteintes à la sûreté de l'État. La politique de Chirac et Pasqua est aussi marquée par quelques actions symboliques dans le domaine de la lutte contre le terrorisme (alors qu'une vague d'attentats a touché Paris en 1986), comme l'arrestation le 21 février 1987 des membres d'Action directe ou la libération des otages du Liban, le 4 mai 1988.
Pour l'aider dans le domaine de l'antiterrorisme, Jacques Chirac décide, dès son installation en mars 1986, la création d'un Conseil national de sécurité (sur le modèle du National Security Council américain) rattaché à Matignon et comprenant des fonctionnaires de l'Intérieur, de la Justice, de la Défense et des Affaires étrangères, mais aussi de la sous-direction anti-terroriste (SDAT) à la direction centrale de la Police judiciaire et d'une chambre spécialisée dans les actes de terrorisme. Il met l'accent dans ce domaine sur plus de coopération internationale, notamment en favorisant l'extradition de terroristes vers les pays où ils ont commis des exactions, selon la Convention de Strasbourg de 1977 signée par la France mais jamais ratifiée, entraînant de vives divergences avec le président de la République qui y est opposé. La lutte contre la drogue est également renforcée selon un axe plus répressif à travers un plan présenté le 23 septembre 1986 par le garde des Sceaux Albin Chalandon : celui-ci demande une application stricte de la loi de 1970 (qui considère le toxicomane comme un délinquant) et aggrave les peines contre les trafiquants.
Par ailleurs, Chirac alourdit considérablement les conditions d'entrée et de séjour sur le territoire français. D'une part, la loi dite Pasqua du 9 septembre 1986 rend plus difficile l'accès à la nationalité française, restreint l'accès à la carte de séjour de 10 ans, et permet des expulsions par décision préfectorale. 101 Maliens sont ainsi expulsés dès le 18 octobre suivant. D'autre part, à la suite de la vague d'attentats, Paris suspend tous les accords de dispense du visa d'entrée et rétablit l’obligation du visa d’entrée pour les ressortissants de la totalité des États du monde, à l’exception de ceux de la Communauté européenne, de la Suisse, du Liechtenstein, de Monaco, de Saint-Marin et du Saint-Siège. L'accord européen sur le régime de circulation des personnes entre les pays membres du Conseil de l'Europe et celui relatif à la suppression du visa pour les réfugiés sont suspendus. Outre le visa d'entrée, Chirac impose, via une circulaire non publiée du 28 novembre 1986, un visa de sortie que les étrangers résidant en France devaient demander pour voyager. Le Gisti (Groupe d'information et de soutien aux travailleurs immigrés) attaqua en justice cette circulaire, et gagna au bout de six ans de procédures, le 22 mai 1992, devant le Conseil d'État.
Selon la même volonté de rétablir « l'ordre républicain », le gouvernement revient totalement sur la politique menée par les socialistes depuis 1984 face au conflit opposant partisans et opposants de l'indépendance en Nouvelle-Calédonie : le statut Fabius-Pisani en vigueur depuis 1985 est révoqué et remplacé par le statut dit Pons I, du nom du ministre des DOM-TOM Bernard Pons. Celui-ci prévoit notamment un référendum d'autodétermination limité aux seuls citoyens pouvant justifier 3 années de résidence dans l'archipel, organisé le 13 septembre 1987 : boycotté par les indépendantistes (qui réclament un référendum auquel ne participeraient que les Kanaks), il se solde par une victoire massive du maintien au sein de la République, choisi à 98,3 % des suffrages exprimés et avec une participation de 59,1 % des inscrits. Dès l'annonce du résultat, Jacques Chirac, qui s'était déjà déplacé une première fois sur le Territoire en août 1986, se rend sur place pour annoncer, devant 20 à 25 000 loyalistes acquis à sa cause, sa volonté d'établir une autonomie du territoire associant toutes les tendances politiques, le maintien du pouvoir d’arbitrage de l’État, la redéfinition et le renforcement des pouvoirs des régions et la représentation du pouvoir coutumier. Dans le même temps, les effectifs des forces de l'ordre présentes en Nouvelle-Calédonie sont sans cesse renforcés pour surveiller par « nomadisation » les tribus.

#### Politique étrangère et de défense
Concernant les affaires étrangères et de la défense, considérées comme faisant partie du « domaine réservé » du président de la République, il semble y avoir, tout du moins officiellement, une identité de vues entre l'Élysée et Matignon. Dans les faits, chacune des deux têtes de l'exécutif tente de prendre l'avantage sur l'autre dans ces domaines. Ainsi, lorsque, le 12 avril 1986, la France, par la voix de François Mitterrand (Jacques Chirac étant en déplacement en Côte d'Ivoire), refuse la requête des États-Unis de faire traverser par des avions américains le territoire français dans le but d'aller bombarder les bases terroristes en Libye ; les deux hommes revendiquent ensuite la paternité de cette décision (le président déclarant l'avoir prise après avoir consulté les ministres concernés et n'en avoir informé son Premier ministre qu'ensuite, et ce dernier au contraire affirme que le chef de l'État l'a contacté pour prendre son avis et que c'est lui qui l'a convaincu de refuser). D'autres dissensions se font jour, notamment sur la question de l'Initiative de défense stratégique (IDS) américaine, le Premier ministre critiquant dans une conférence de presse du 22 mai 1986 l'attitude négative de la France et du président de la République à son égard.
Jacques Chirac estime également normal qu'il accompagne François Mitterrand aux grandes réunions internationales. Il se rend ainsi à ses côtés au sommet du G7 de Tokyo du 4 au 6 mai 1986 (il n'en avertit l'Élysée qu'après avoir contacté le gouvernement japonais) : c'est alors la première fois qu'un des États membres est représenté par deux chefs de l'exécutif, créant de fait certains problèmes de protocole. Il est de nouveau présent l'année suivante, du 8 au 10 juin 1987, au G7 de Venise, et participe également aux réunions du Conseil européen. Le 27 mai 1986, il rencontre pour la seconde fois le dalaï-lama, en visite en France,.
Mais, en règle générale, les deux hommes tentent de parler d'une seule voix et restent d'accord sur l'essentiel de la diplomatie française, comme en témoigne le fait que la nouvelle majorité ratifie sans heurt le 16 décembre 1986 l'Acte unique européen, signé par le précédent gouvernement socialiste le 28 février. De même, l'Élysée et Matignon prennent conjointement la décision, le lendemain, de parachuter du matériel aux troupes Tchadiennes, afin de se défendre contre l'armée libyenne qui a investi la région du Tibesti, et de procéder à des bombardements français au nord du 16e parallèle nord à compter du 5 janvier 1987 en riposte à un bombardement libyen au sud de cette ligne. Ils font également l'état d'une totale convergence de vue concernant la crise des euromissiles.

#### Relations tendues avec François Mitterrand

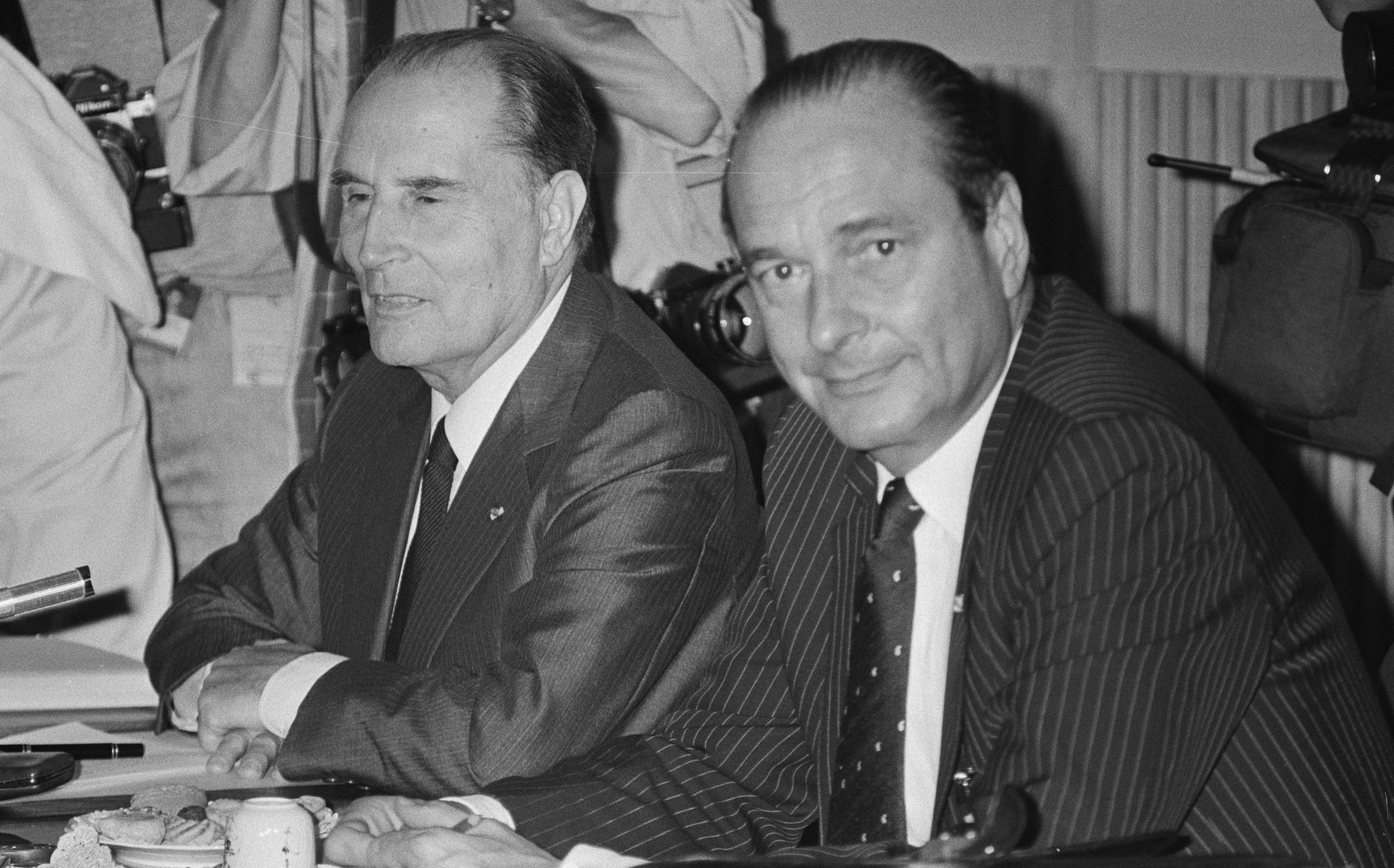
François Mitterrand et Jacques Chirac en 1986.

Mais la cohabitation est avant tout l'occasion d'une guerre de tranchées entre le Premier ministre et le président, le premier affirmant son contrôle de la politique intérieure et le deuxième cherchant à défendre sa « chasse gardée » (affaires étrangères et défense). De plus, François Mitterrand critique ouvertement l'action de son Premier ministre et se pose en président impartial. Il refuse de signer des ordonnances (celles sur les privatisations, sur le découpage électoral ou sur l'aménagement du temps de travail, notamment) et Jacques Chirac doit recourir à l'article 49 al 3 pour faire adopter notamment la loi relative à la liberté de communication et celle rétablissant le scrutin majoritaire pour les législatives de 1988. La stratégie du président favorise la lassitude de l'opinion vis-à-vis de la méthode et des réformes du gouvernement, dont certaines sont mal comprises et impopulaires (notamment la suppression de l'IGF ou l'amnistie pour les fuites de capitaux).
Confronté à une série de mouvements sociaux étudiants ou des services publics durant l'hiver 1986-1987, il paye surtout la défiance de la jeunesse, à laquelle son ministre Alain Devaquet s'est heurté en novembre 1986, et la mort d'un étudiant manifestant, Malik Oussekine, tué par les forces de l'ordre le 6 décembre, pousse le ministre à démissionner et le chef du gouvernement à retirer le projet de loi de réforme de l'enseignement supérieur. Il paye également l'image de son ministre Charles Pasqua, populaire à droite mais détesté à gauche qui l'accuse de chasser sur les terres de l'extrême droite. Par conséquent, selon les sondages IFOP pour Le Journal du dimanche, François Mitterrand redevient plutôt populaire entre 1986 et 1987 (alors que sa cote d'opinions favorables était tombée à 31 % contre 48 % d'insatisfaits en 1985, elle remonte à 55 % en juin 1986 et culmine à 57 % lors du début des manifestations étudiantes), tandis que le taux de satisfaits de Jacques Chirac, établi à 51 % en octobre 1986, se fait dépasser par le nombre d'insatisfaits de sa politique en février 1987 (39 % contre 48 %). À partir de ce moment, il décide de mettre en suspens certaines des réformes prévues (notamment de l'enseignement, le projet de création de prisons privées ou du code de la nationalité) et de ralentir le rythme des privatisations en attendant l'élection présidentielle de 1988.

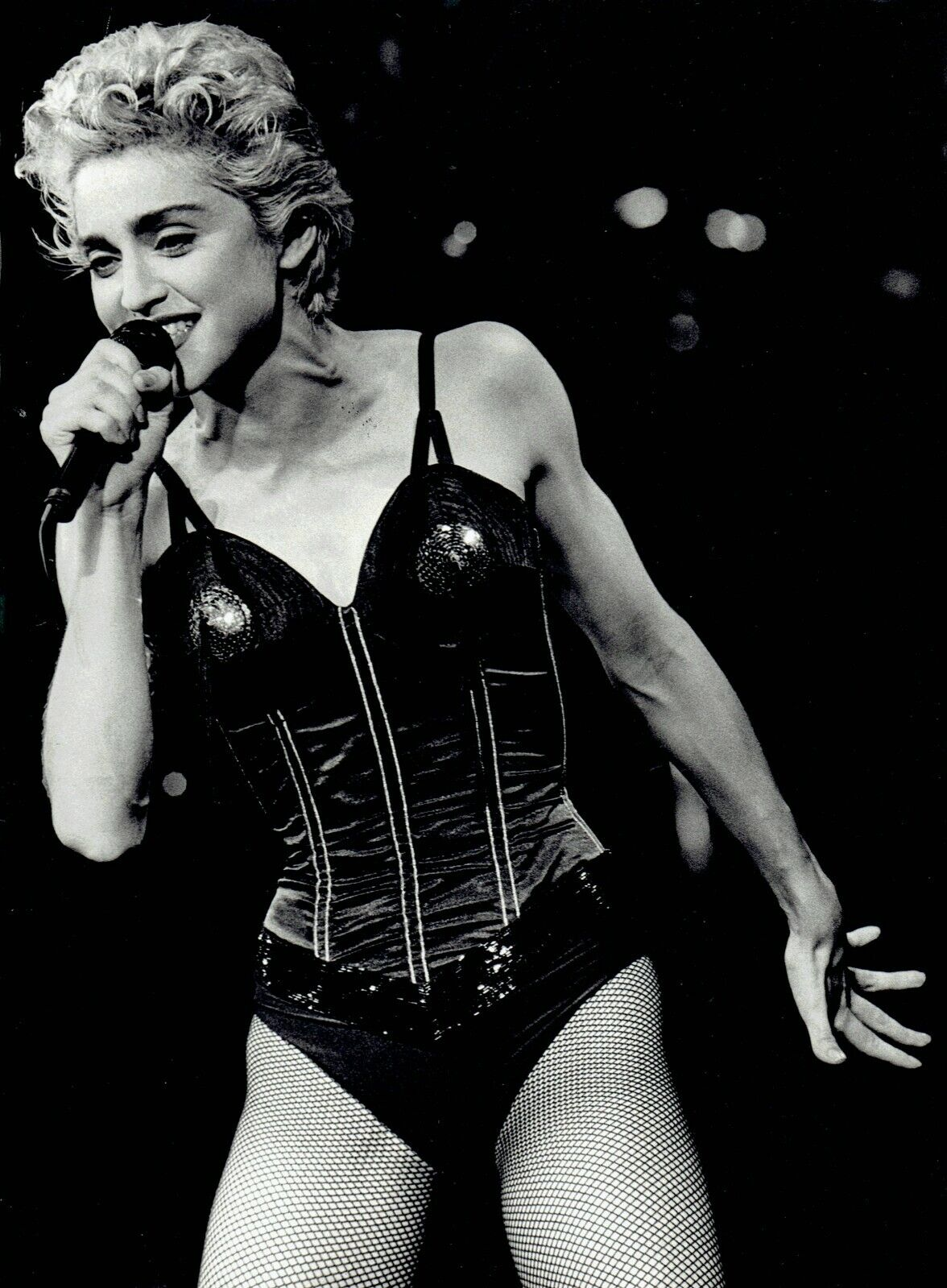
Madonna pendant son en en août 1987

C'est dans cette optique qu'en août 1987, Jacques Chirac, sur les conseils de sa fille Claude, intervient pour favoriser la tenue d’un concert de la chanteuse américaine Madonna. Malgré les vives protestations du maire UDF de la ville Pierre Ringenbach, le conseil général des Hauts-de-Seine, propriétaire du parc de Sceaux, autorise le concert le 29 août dans le parc. Le 28 août, veille du concert, la star en tournée mondiale avec son Who's That Girl Tour est reçue par Chirac à l'hôtel de ville de Paris, où elle offre à l’association de Line Renaud (l’Association des artistes contre le sida) une partie des recettes de son concert pour un montant de 500 000 F. Le geste, accompagné d'un entretien au magazine pour adolescents Podium dans lequel Chirac, Premier ministre, annonce une baisse de la TVA sur le disque et le lancement d'une chaine de télévision musicale (la future M6), est vivement commenté par la classe politique française et vu comme une tentative de s'attirer le vote des jeunes pour la présidentielle,. Selon une rumeur persistante, Madonna aurait jeté sa petite culotte à Jacques Chirac durant le concert, mais celui-ci était en réalité parti au Canada pour une visite d’État quelques heures plus tôt.

#### Deuxième candidature à une élection présidentielle
Le 16 janvier 1988, Jacques Chirac explique depuis l'hôtel de Matignon qu'il se présente à l'élection présidentielle. Son directeur de campagne est à nouveau Charles Pasqua, et Alain Juppé son porte-parole. Confronté à la remontée spectaculaire de François Mitterrand dans les sondages, et à une « primaire » à droite qui l'oppose au premier tour à Raymond Barre, investi par l'UDF, il se lance dans une tournée dans toute la France pour expliquer sa politique. Son équipe de communication, toujours menée par Bernard Brochand et Jean-Michel Goudard, mais incluant désormais également sa fille Claude Chirac, tente de le réconcilier avec le grand public : il apparaît ainsi pour la première fois sans ses éternelles lunettes sur ses affiches électorales et monte une campagne d'affichage dans toute la France grâce à l'appui de l'afficheur et industriel français Jacques Dauphin, en simple chemise, l'air décontracté et bienveillant, avec pour slogan un seul mot, « la volonté ». Il reçoit également, de manière plus active qu'en 1981, l'appui de personnalités du spectacle, du cinéma ou de la chanson, comme en témoigne le « On a tous en nous quelque chose de Jacques Chirac » de Johnny Hallyday, qui reprend ainsi son Quelque chose de Tennessee en faveur du candidat du RPR lors d'un concert de soutien à l'hippodrome de Vincennes, le 20 mars, avec plusieurs personnalités.
Au premier tour, le 24 avril, il obtient seulement 19,9 % des suffrages exprimés (soit un score à peine supérieur à celui de 1981), étant talonné à droite par Raymond Barre, qui recueille 16,5 %. Les deux candidats de droite se trouvent largement distancés par François Mitterrand (34,1 %), même si leurs scores cumulés placent la droite en tête du premier tour de scrutin. Immédiatement, l'ancien Premier ministre sous Valéry Giscard d'Estaing appelle à voter pour Jacques Chirac au second tour. Mais surtout, avec 14,4 % des voix, Jean-Marie Le Pen confirme l'ascension électorale connue par l'extrême droite depuis le début des années 1980 et le report de ses électeurs devient l'un des enjeux de cette élection. Le journaliste Éric Zemmour a rapporté que Jacques Chirac aurait eu une entrevue secrète avec le président du Front national entre les deux tours, ce qu'il a toujours nié. En fait, il y aurait eu deux rencontres selon Franz-Olivier Giesbert. La première se serait déroulée un mois avant le premier tour par l'intermédiaire d'un ami commun, le général Pierre de Bénouville. Il s'agissait d'une prise de contact afin que les deux hommes puissent se jauger. Une seconde rencontre aurait eu lieu entre les deux tours. Cette fois, Charles Pasqua fut l'intermédiaire qui organisa l'entrevue chez un ami armateur. L'attitude qu'adopte alors Jacques Chirac vis-à-vis de Jean-Marie Le Pen fait l'objet de récits contradictoires. Lors de son allocution du 1er mai 1988, Jean-Marie Le Pen ne pouvait plus que déclarer : « Pas une voix pour Mitterrand ! », laissant ses électeurs libres de choisir entre le vote blanc et le bulletin Chirac[réf. incomplète]. Depuis cette date, Jean-Marie Le Pen nourrit une rancune envers Jacques Chirac.
Le 28 avril, lors d'un débat télévisé particulièrement rugueux, François Mitterrand, qui a déjà l'expérience de deux de ces faces-à-faces, prend l'ascendant sur son Premier ministre (les médias retiendront sa répartie cinglante et ironique à un Jacques Chirac insistant à l'appeler M. Mitterrand et non M. le président : « Mais vous avez tout à fait raison, M. le Premier ministre »), et lui affirme « dans les yeux » qu'il l'avait informé de l'implication dans les attentats de Paris de 1986 du diplomate iranien Wahid Gordji, pourtant libéré en novembre 1987 et renvoyé dans son pays, apparemment dans le cadre des tractations concernant les otages au Liban.
Les derniers jours de la campagne sont marqués par deux évènements, en outre-mer et au Proche-Orient, qui vont fortement marquer l'opinion. Ainsi, le 4 mai, le ministre de l'Intérieur Charles Pasqua se rend personnellement au Liban pour ramener les trois otages français, retenus en captivité dans ce pays du Proche-Orient depuis trois ans, pour les ramener en France où ils sont accueillis, le 5, par Jacques Chirac. Officiellement, le gouvernement français n'a payé aucune rançon, mais Matignon doit admettre le 6 qu'un accord a été signé avec l'Iran, lequel, en contrepartie de la libération des otages, prévoit le rétablissement du statut d’actionnaire de l’Iran dans Eurodif et la livraison « sans restriction » d’uranium enrichi à Téhéran. À la même période, l'affaire de la prise d'otages d'Ouvéa en Nouvelle-Calédonie, commencée deux jours avant le premier tour (le 22 avril, des indépendantistes kanaks du FLNKS ont attaqué la gendarmerie de Fayaoué sur l'île d'Ouvéa, tuant quatre gendarmes et prenant les vingt-sept autres en otages, dont la plupart sont emmenés dans la grotte de Gossanah), se termine dans le sang le 5 mai par l'opération Victor (la grotte est prise d'assaut par des membres des forces spéciales sur ordre de Matignon et avec l'accord de l'Élysée, entraînant la mort de dix-neuf preneurs d'otages et de deux militaires, mais tous les otages sont libérés).
Au soir du second tour de l'élection le 8 mai 1988, Jacques Chirac subit une défaite assez importante en n'obtenant que 45,98 % des voix. Son camp est démoralisé, et son épouse va jusqu'à affirmer : « Les Français n'aiment pas mon mari ». Lui-même souhaite : « Bonne chance à la France et bonne chance aux Français ». Même s’il le nie, il traverse une période de dépression, à la suite de cet échec et aussi à cause de la maladie de sa fille Laurence qui s'aggrave, envisageant un temps d'arrêter sa carrière politique,.
Le 10 mai, il présente la démission de son gouvernement et cède l'Hôtel de Matignon à Michel Rocard, son ancien condisciple de Sciences Po et le grand rival de François Mitterrand au sein du PS. Le 15, l'Assemblée nationale, toujours majoritairement à droite, est dissoute.

### Dernières années avant l’accession à l'Élysée (1988-1995)
Aux élections législatives qui suivent la reconduction de François Mitterrand à la tête de l'État et voient la gauche revenir au pouvoir, il est réélu sans difficulté député dans la nouvelle 3e circonscription de la Corrèze, née du découpage de 1986, et cela dès le premier tour, le 5 juin 1988, avec 58,04 % des voix. Au niveau national, le RPR reste la première force d'opposition et limite quelque peu sa défaite, puisqu'il conserve tout de même 130 sièges sur 577, contre 275 au PS et 90 à l'UDF. Les 41 députés du CDS forment quant à eux un groupe à part, l'Union du centre, qui s'allie à la majorité socialiste et à la politique « d'ouverture » prônée par Michel Rocard. En mars 1989, il est réélu triomphalement maire de Paris en remportant pour la seconde fois le « grand chelem », et à nouveau il s'emploie à se servir de cette position pour contrer les « grands travaux présidentiels ». Ainsi, en 1991, le conseil de la ville vote le plan d'aménagement de zone de la ZAC Seine Rive Gauche, qui doit apporter la marque « chiraquienne » à ce quartier où est en train de se construire la Très Grande Bibliothèque (nouveau siège principal de la Bibliothèque nationale de France, voulu par le président de la République).

#### Multiplication des courants internes au RPR

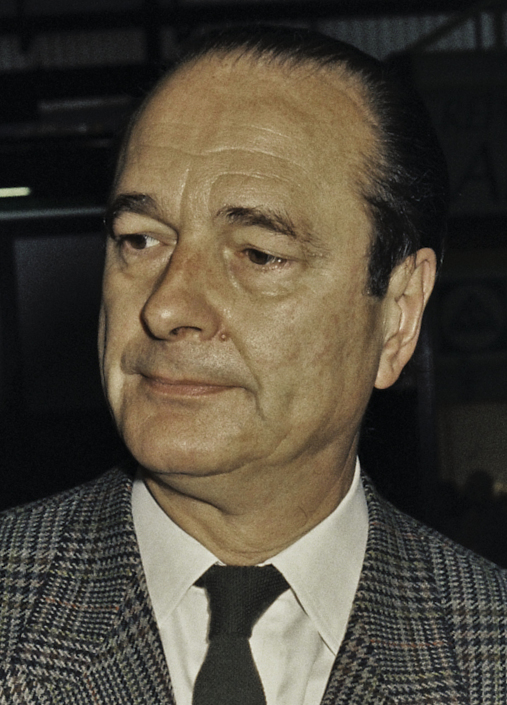
Jacques Chirac en 1990.

Mais encore une fois, l'opposition est agitée de remous, d'autant qu'une première démocratisation dans le mode de fonctionnement du mouvement chiraquien entraîne la reconnaissance par la direction des courants internes dès juillet 1989, et laisse donc place aux premières contestations internes.
Celles-ci viennent essentiellement à partir de 1989 d'un groupe de douze jeunes parlementaires trentenaires ou quadragénaires issus autant du RPR (le député-maire d'Épinal et ancien ministre des Affaires sociales Philippe Séguin, le député-maire de Lyon Michel Noir, celui de Grenoble Alain Carignon, le député président du conseil général de Savoie Michel Barnier, le député-maire de Sablé-sur-Sarthe François Fillon et le député adjoint au maire de Versailles Étienne Pinte) que de l'UDF (le président du groupe UDF à l'Assemblée nationale et de la Région Rhône-Alpes Charles Millon, le député président du conseil général de Vendée Philippe de Villiers et le député François d'Aubert pour le PR, le député-maire de Toulouse Dominique Baudis, celui d'Annecy Bernard Bosson et François Bayrou pour le CDS). Ils signent, le 6 avril 1989, un « manifeste de la rénovation », qui demande un renouvellement des appareils des deux partis ; ils remettent donc en cause l'autorité de Jacques Chirac et de Valéry Giscard d'Estaing, et envisagent de présenter une liste autonome aux élections européennes de juin, ce à quoi ils doivent rapidement renoncer. Le 15 juin, la liste d'union UDF-RPR emmenée par Valéry Giscard d'Estaing et Alain Juppé, et soutenue par Jacques Chirac, arrive en tête avec 28,9 % des suffrages (mais avec une abstention qui bat des records en dépassant les 51 %) et 26 élus (dont 12 RPR). Mais l'expérience des « rénovateurs » ne s'arrête pas là et si certains, dont Philippe Séguin, rentrent dans le rang, d'autres continuent leur fronde contre Jacques Chirac. Le 5 mars 1990, une formation transpartisane de l'opposition, « Force unie », est créée par l'UDF-PR François Léotard, connu pour ses nombreux heurts avec le dirigeant néo-gaulliste lorsqu'il était son ministre de la culture et pour ses idées très « néo-libérales » : y adhèrent immédiatement les RPR Michel Noir, Alain Carignon, Michèle Barzach (ancienne ministre de la Santé de Jacques Chirac de 1986 à 1988), Jean-Louis Bourlanges (député européen élu sur la liste centriste de Simone Veil en 1989) et Patrick Devedjian (député-maire d'Antony). Au sein de la formation gaulliste, ces « néo-rénovateurs » forment en septembre 1989 le courant « Vitalité-Imagination-Écologie » (VIE). Finalement, Alain Carignon est « mis en congé » des instances dirigeantes du parti le 11 juin suivant (il ne réintègre pleinement le parti chiraquien qu'en 1992) et, le 6 décembre, Michel Noir et son adjoint à Lyon le professeur Jean-Michel Dubernard ainsi que Michèle Barzach démissionnent à la fois du mouvement et de l'Assemblée nationale (seuls les deux premiers y retrouvent un siège lors d'élections partielles en 1991).
Mais la contestation vient aussi de la vieille garde du RPR. Ainsi, aux assises du parti au Bourget le 11 février 1990, deux courants s'opposent : d'une part les plus fidèles chiraquiens, emmenés par le secrétaire général du mouvement Alain Juppé, et d'autre part ceux qui, tout en ne remettant pas en cause l'autorité de Jacques Chirac, appellent à « un nouveau rassemblement » et à un retour à certains fondamentaux d'un gaullisme qualifié de social, à l'instar de Philippe Séguin et Charles Pasqua. La motion Juppé, finalement soutenue par les rénovateurs du courant VIE, obtient la majorité avec 68,6 % des votes des militants (et donc 90 élus sur les 100 désignés directement par les assises nationales pour faire partie des 735 membres du conseil national, et 17 membres sur les 30 du bureau politique) contre 31,4 % à la motion Pasqua-Séguin. Jacques Chirac est réélu président à l'unanimité du conseil national. Si le courant de Charles Pasqua et Philippe Séguin se dissout en avril 1991, ils continuent à animer ensemble l'association Demain la France. Les deux camps s'opposent à nouveau en 1992 sur la question du traité de Maastricht : ainsi, si Jacques Chirac déclare en 1991 qu'il est « absolument hostile au plan Delors tendant à instituer en Europe une monnaie unique », il apporte finalement son soutien au « oui » au référendum sur la ratification du traité le 27 août 1992, convaincu par Alain Juppé, Édouard Balladur ou Jacques Toubon tout en se mettant en porte-à-faux avec une majorité de membres de son propre parti qui, derrière Charles Pasqua et Philippe Séguin, font activement campagne pour le « non ». En juin 1990, Jacques Chirac s'oppose à la Loi Gayssot, qui interdit la négation de crimes contre l'humanité.

#### Perspective des élections législatives de 1993
En 1991, dans un contexte de percée électorale du Front national, plusieurs déclarations de Jacques Chirac sur la question de l'immigration font polémique. Dans un discours prononcé le 19 juin 1991 à Orléans, il parle de « bruit et d'odeur » pour désigner les désagréments causés par les immigrés en France. En septembre suivant, il qualifie de « bon sens » la proposition de Valéry Giscard d'Estaing de renoncer au droit du sol pour le droit du sang en matière d'acquisition de la nationalité française, et estime qu'il ne faut « pas masquer les vrais problèmes ».
À la fin du second mandat de François Mitterrand, il apparaît nettement que la gauche va subir le contrecoup de l'usure de sa gouvernance et de la crise économique : la cote du chef de l'État descend en effet à 22 % de satisfaits dans le baromètre de l'IFOP de décembre 1991 ; lors des élections régionales de 1992, la droite reconduit son succès de 1986 en emportant 19 et bientôt 20 régions sur 22, le PS n'obtient plus que 18,3 % des suffrages en métropole ; aux élections cantonales, la droite conquiert la majorité dans 76 départements sur 99. Édith Cresson est contrainte à la démission et remplacée par Pierre Bérégovoy. Le nombre de chômeurs dépasse pour la première fois le cap des 3 millions, atteignant officiellement 3,1 millions. Tout annonce une décrue importante de la gauche, d'autant que les « affaires » du camp socialiste se succèdent. La défaite sera encore plus lourde que prévu pour la gauche.

#### Deuxième cohabitation et tensions avec Édouard Balladur
Face aux grandes difficultés du gouvernement de gauche, Jacques Chirac participe activement à la campagne législative de 1993 qui voit la victoire écrasante de la droite. Le RPR devient la première force politique du pays en nombre de sièges avec 242 députés, un record, cependant que l'UDF obtient 207 sièges, au total une majorité massive de 485 députés, soit 85 % des sièges de l'assemblée, contre 68 sièges seulement au PS et divers et 24 au PC.
En voix, l'Union pour la France UDR-UDF (qui est un rassemblement des deux formations de droite) dépasse 69 % des voix au premier tour, tandis que le PS atteint 17,39 % et le PC 9,18 %[source insuffisante].
Dans sa circonscription, Jacques Chirac est largement réélu dès le premier tour, avec 60,68 % des voix. Échaudé par l'expérience précédente, ayant déjà été Premier ministre à deux reprises, il préfère rester en retrait et laisse son ami Édouard Balladur devenir Premier ministre, formant ainsi la deuxième cohabitation. L'accord tacite qui aurait été passé entre les deux hommes est le suivant : l'hôtel de Matignon à Balladur, le palais de l'Élysée pour Chirac en 1995. Pour sa part, Édouard Balladur a toujours nié l'existence d'un accord, écrivant : « Contrairement à ce qu'il a fait répéter par la suite, il n'y eut aucun « pacte » entre nous, ni, de ma part, aucun engagement d'aucune sorte. J'aime trop ma liberté pour me lier par avance, et j'eusse trouvé indigne de me prêter à un tel troc ».

## Élection présidentielle de 1995

### Lancement de campagne
Édouard Balladur, devenu très populaire (65 % d'opinions favorables au début de l'année 1995 selon le baromètre Sofres), décide de se présenter à l'élection présidentielle (candidature officiellement annoncée le 18 janvier 1995) : les partisans du président du RPR crient à la trahison, d'autant que le Premier ministre entraîne avec lui une large partie des chiraquiens du premier cercle, la plupart membres de son gouvernement, dont Nicolas Sarkozy et Charles Pasqua. Philippe Séguin, un temps hésitant, se lance dans la bataille auprès du candidat « légitime », et devient avec Alain Juppé et Alain Madelin un des principaux soutiens de Jacques Chirac. Celui-ci, espérant devancer Édouard Balladur, annonce sa candidature tôt, le 4 novembre 1994 et résume sa vision politique à travers deux livres programmes parus à quelques mois d'intervalle : Une nouvelle France, Réflexions 1 en juin 1994 et La France pour tous (qui devient son slogan) en janvier 1995.

### Campagne dynamique
Il entame une campagne dynamique, centrée sur le thème de la « fracture sociale », et comble progressivement l'écart le séparant du Premier ministre dans les intentions de vote en développant une stratégie de communication (développée par Jean-Michel Goudard ou Claude Chirac) tendant à le rendre plus humain et plus proche des Français que son adversaire. A posteriori, l'émission satirique Les Guignols de l'info est considérée comme ayant influé significativement sur les résultats de l’élection présidentielle du fait du traitement accordé à Jacques Chirac, transfiguré par les auteurs en personnage de anti-héros sympathique, devenant l'une des marionnettes les plus populaires (la phrase « Mangez des pommes », développée à partir du logo de la campagne chiraquienne figurant un pommier, est vite reprise dans les médias et au sein de la population). À ce sujet, Benoît Delépine, l'un des auteurs de l'émission, explique : « On détestait Balladur. Il était d’une prétention hallucinante avec un côté aristo qui faisait penser à l’époque giscardienne. Les Guignols ont sans doute participé à le déstabiliser. Cela dit, il s’est surtout déstabilisé tout seul. Chirac, lui, avait ce côté un peu loser sympa. Il s’était fait discret pendant quelques années et bénéficiait de l’image d’un homme neuf. Jospin n’était pas prêt. Il paraissait même surpris d’être là. On connaît la suite… ».
La campagne a lieu aussi sur le terrain, où il a « retrouvé les accents de son premier discours d'Égletons », celui où il préconisait l'alliance des « valeurs essentielles du gaullisme » et d'un véritable travaillisme à la française.

### Victoire au second tour
Jacques Chirac réussit à éliminer Édouard Balladur (qui se classe troisième avec 18,58 % des suffrages) au premier tour, au terme d'une lutte féroce et marquée par la sortie de plusieurs affaires politico-financières (telles que l'affaire Schuller-Maréchal), en obtenant la deuxième place (avec 20,84 % des voix) derrière Lionel Jospin, candidat socialiste (23,30 %). Jacques Chirac est élu président de la République au second tour face à Lionel Jospin, le 7 mai 1995, avec 52,64 % des voix.

## Président de la République

### Premier mandat présidentiel

#### Gouvernements d’Alain Juppé (1995-1997)

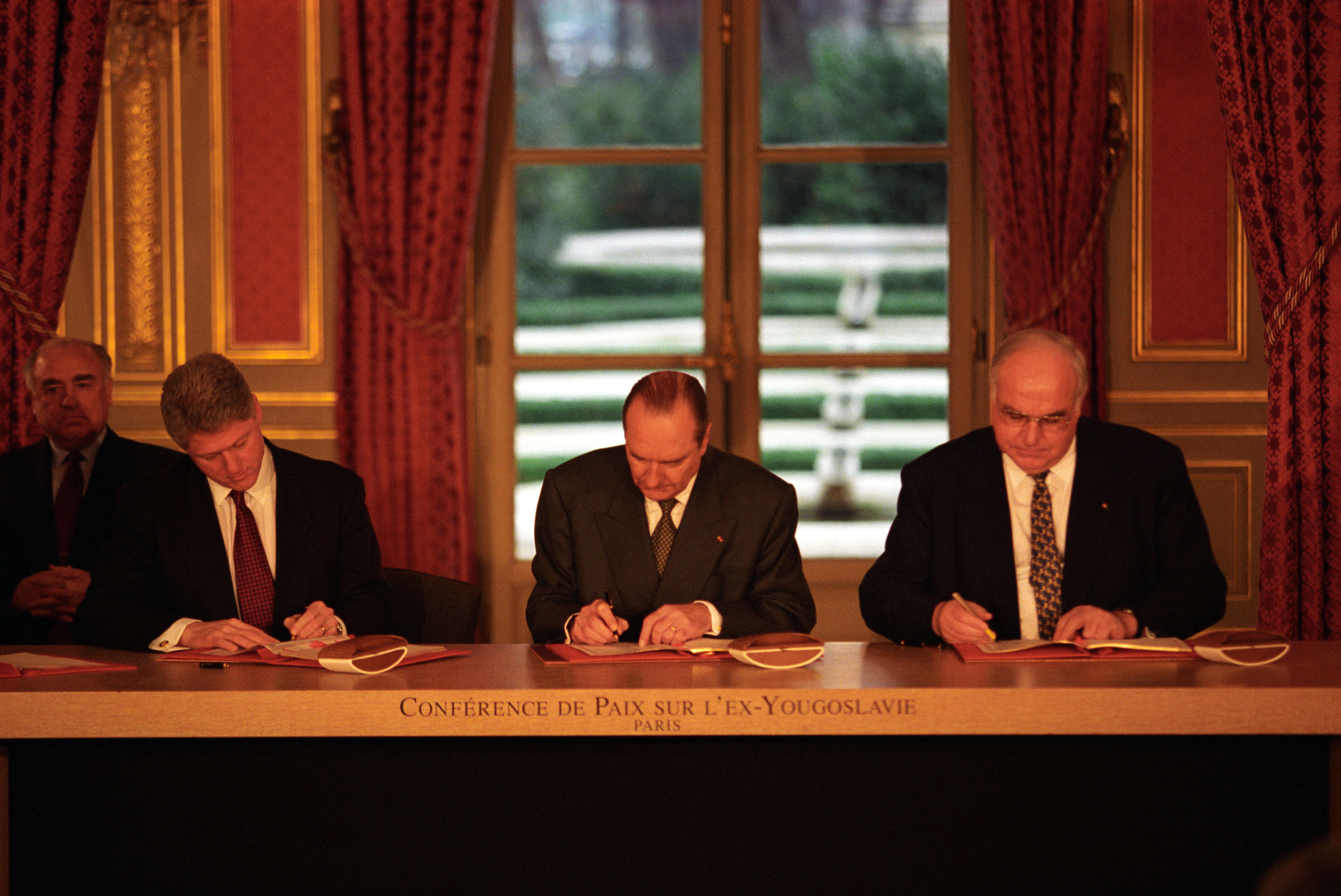
Jacques Chirac avec Bill Clinton et Helmut Kohl à la conférence de paix sur l'ex-Yougoslavie (Paris, 14 décembre 1995).

La cérémonie d'investiture lors de laquelle il prend ses fonctions de président de la République a lieu le 17 mai 1995. Jacques Chirac est accueilli par François Mitterrand sur le perron de l'Élysée, après quoi s'ensuit le traditionnel entretien entre le président élu et le président sortant. Roland Dumas annonce ensuite les résultats définitifs de l'élection présidentielle et proclame Jacques Chirac président de la République. Le nouveau chef de l'État se rend dans l'après-midi à l'Arc de Triomphe, où il dépose une gerbe de fleurs en mémoire du Soldat inconnu. Le même jour, il nomme Alain Juppé Premier ministre. Lors des premiers jours de son mandat, le nouveau président de la République décide de ne pas dissoudre l'Assemblée nationale, préférant s'appuyer sur la majorité parlementaire élue deux ans plus tôt et qui compte 472 députés (257 du RPR et 215 de l'UDF). Le gouvernement formé s'appuie sur des chiraquiens comme Jacques Toubon ou Jean-Louis Debré — le président de la République ayant donné comme consigne de ne pas nommer des « traîtres » — et sur des personnalités ayant une expérience politique limitée. Nicolas Sarkozy et Charles Pasqua affirmeront a posteriori que la composition de ce gouvernement a constitué une des causes de l'échec de la droite aux élections législatives de 1997.
Après avoir promu durant sa campagne la fracture sociale (taxée par certains de décorum de campagne), le président veut faire respecter le traité de Maastricht et réduire les déficits, une sorte de tournant de la rigueur. Il l'annonce à la télévision le 26 octobre 1995, dans un entretien avec Alain Duhamel. Chirac met l'accent sur la lutte contre le déficit budgétaire et la dette de l'État afin de respecter le pacte de stabilité de l'Union européenne et d'assurer l'arrivée de l'euro. Pour ce faire, le mouvement des privatisations, engagés entre 1986 et 1988 et depuis 1993, se poursuit : il touche les groupes industriels Pechiney et Usinor-Sacilor en 1995, de la compagnie d'assurances AGF, de l'armateur CGM (qui fusionne avec la Compagnie maritime d'affrètement pour devenir le groupe CMA-CGM) et de la Banque française du commerce extérieur (BFCE, vendue de gré à gré au Crédit national pour devenir la banque de financement et d'investissement Natexis) en 1996, ou encore du concepteur et constructeur informatique Bull en 1997. Un projet de réforme des retraites est également prévu.
Le 16 juillet 1995, dans une allocution, à l'occasion du 53e anniversaire de la rafle du Vélodrome d'Hiver, Jacques Chirac reconnaît « la faute collective » de la France, et déclare : « ces heures noires souillent à jamais notre histoire et sont une injure à notre passé et à nos traditions. Oui, la folie criminelle de l'occupant a été secondée par des Français, par l'État français ».

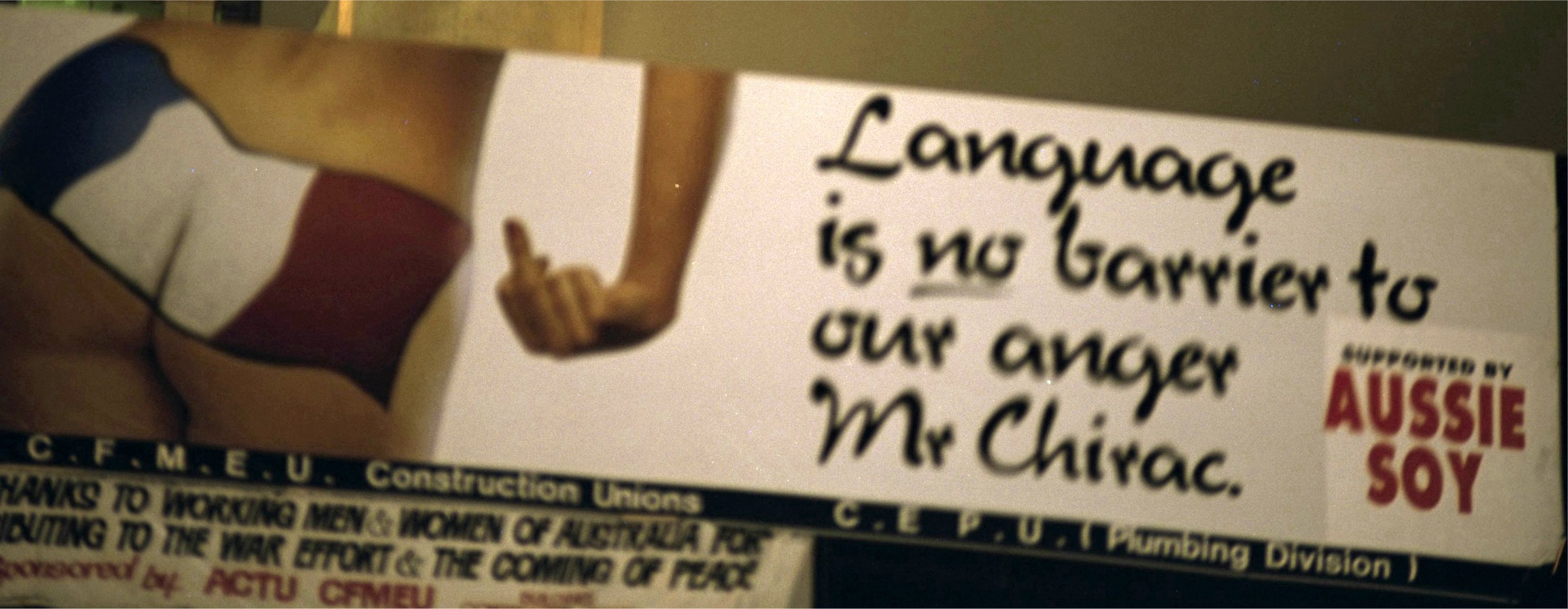
En 1996, protestations en Australie à la suite des essais nucléaires français dans le Pacifique.

Dès juillet 1995, une de ses toutes premières décisions est d'effectuer une ultime campagne d'essais nucléaires avant la signature du TICE, afin de permettre au CEA de développer son programme Simulation. Cette décision, arrivée au moment du cinquantenaire des bombardements de Hiroshima et de Nagasaki, provoque un tollé, en particulier en Nouvelle-Zélande, en Australie, au Japon, aux États-Unis et dans les milieux écologistes, sans qu'il cède : la campagne d'essais a lieu. Elle se clôt le 27 janvier 1996, et le Centre d'essais du Pacifique (installations des atolls de Moruroa et Fangataufa en Polynésie française) commence à être démantelé à partir du mois de février. Le 24 septembre 1996, 32 États, dont la France, signent à New York le TICE (ratifié par la France le 6 avril 1998).
La politique internationale de la France change subitement en Bosnie-Herzégovine, où le président ordonne, à la suite du meurtre de soldats français, des représailles conjointes avec l'OTAN, ce qui met fin à la guerre civile. C'est au Palais de l'Élysée que sont signés les Accords de Dayton (qui tirent leur nom de la ville de Dayton dans l'Ohio, où ils ont été négociés) le 14 décembre 1995 par les présidents serbe (Slobodan Milošević), croate (Franjo Tuđman) et bosniaque (Alija Izetbegović), mettant un terme au conflit. Il mène parallèlement une politique qui le rapproche des pays arabes tout en travaillant au processus de paix dans le conflit israélo-palestinien. La France rejoint le comité militaire de l'OTAN, après avoir tenté d'obtenir pour un militaire européen (en fait, français), le commandement sud de l'Otan, basé à Naples.
Le 22 février 1996, le président annonce sa décision de professionnaliser les armées et de suspendre le service national. Ce choix de suspension, et non d'abolition, doit permettre de le rétablir en cas de conflit armé.
Le 22 octobre 1996, il se rend en Israël. Il exige, à l'impromptu, de visiter le quartier musulman de la vieille ville de Jérusalem. Tout contact avec la population palestinienne étant empêché par la sécurité israélienne, Jacques Chirac se met en colère, menaçant de repartir en France et accusant le chef de la sécurité de provocation. Ce coup de colère fera le tour du monde arabe, et Chirac sera acclamé par la population le lendemain, lors de sa visite dans les territoires occupés.

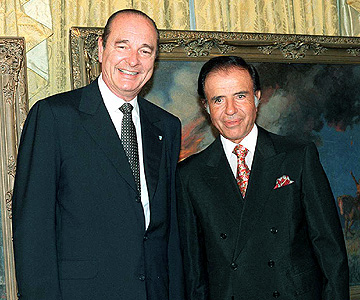
Jacques Chirac avec le président argentin Carlos Menem (1997).

De plus en plus impopulaire, le gouvernement d'Alain Juppé doit affronter des grèves massives durant l'hiver 1995-1996, les plus longues mobilisations depuis Mai 68, dues à la réforme des retraites du public (plan Juppé annoncé le 15 novembre 1995 prévoyant un allongement de la durée de cotisation de 37,5 à 40 annuités pour les salariés de la fonction publique afin de l'aligner sur celle du secteur privé déjà réformé en 1993, l'établissement d'une loi annuelle de la Sécurité sociale fixant les objectifs de progression des dépenses maladies et envisageant la mise en place de sanctions pour les médecins qui dépassent cet objectif, l'accroissement des frais d'hôpital, des restrictions sur les médicaments remboursables et le blocage et l'imposition des allocations familiales versées aux familles avec enfants les plus démunies, combiné avec l'augmentation des cotisations maladie pour les retraités et les chômeurs) et au gel du salaire des fonctionnaires. Le plan Juppé sur les retraites est finalement retiré dès le 15 décembre 1995, mais le gouvernement refuse de céder sur la réforme de la Sécurité sociale, une loi votée le 30 décembre suivant lui permettant de légiférer par ordonnances en la matière. Désormais, le budget de la Sécurité sociale est voté au Parlement, la hausse de la CSG (Contribution sociale généralisée) est décidée, tandis qu'une Contribution pour le remboursement de la dette sociale (CRDS) est créée. Mais les analystes politiques notent surtout le recul du gouvernement sur ce qui était présenté comme l'essentiel, la réforme des retraites, Jean-François Revel accusant notamment Jacques Chirac de lâcheté pour n'avoir pas expliqué les réformes nécessaires lors de la campagne présidentielle, expliquant ainsi l'ampleur du mouvement. Dans un article du 15 février 1996, il estime ainsi que : « Quand, durant la campagne des présidentielles, Jacques Chirac parlait de réformes visant à réduire la fracture sociale, les Français comprenaient qu'ils allaient être noyés sous une pluie de subventions. Les réformes qui visent une réduction des déficits publics ou des déficits sociaux, ils ne les comprennent pas du tout ».

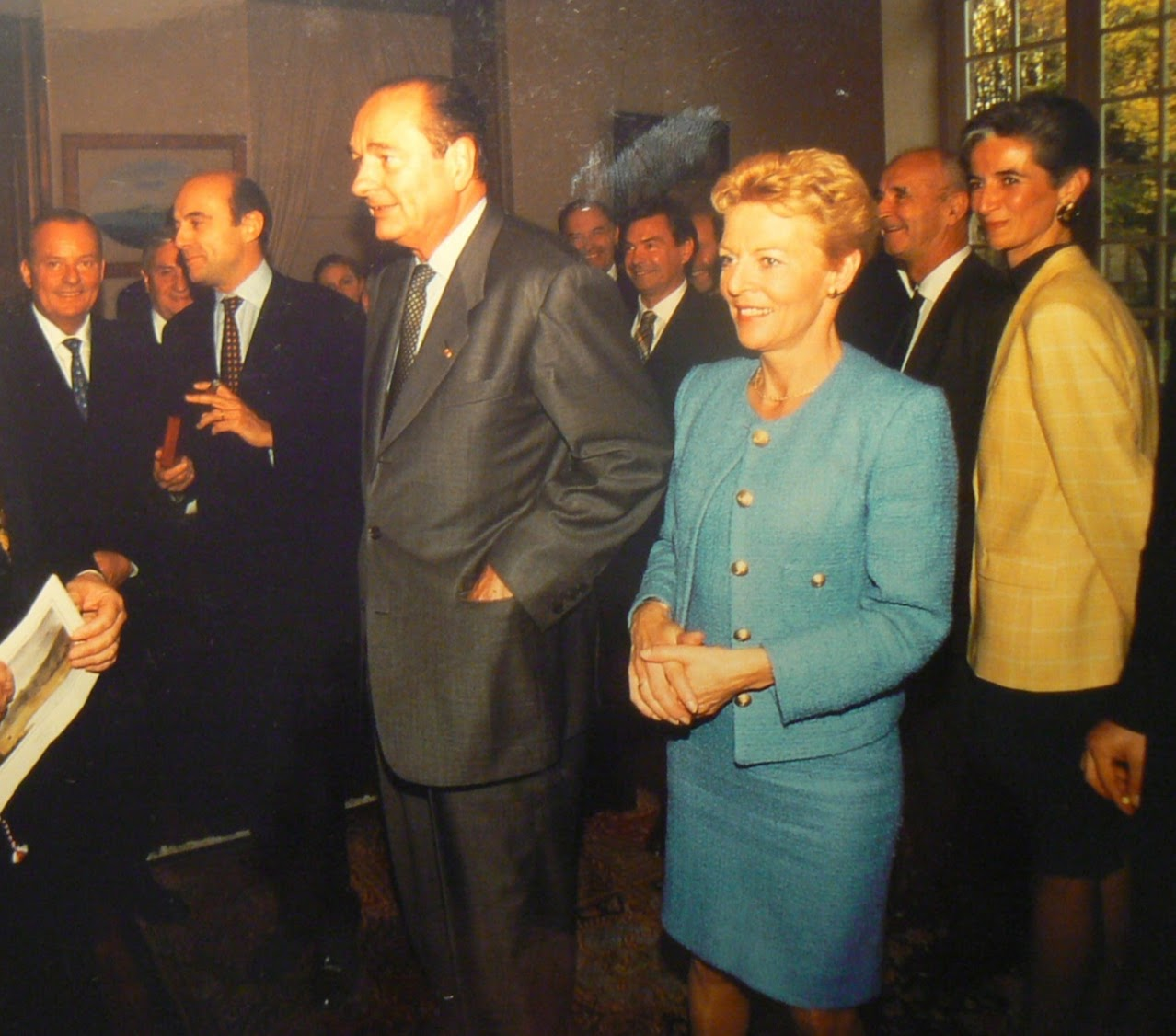
Jacques Chirac à Bordeaux en 1996, avec le maire et Premier ministre, Alain Juppé, et ses adjoints Véronique Fayet, Chantal Bourragué et Jean-Paul Jauffret.

D'autres événements affaiblissent encore la popularité du gouvernement Juppé, comme l'occupation de l'église Saint-Ambroise à Paris par 300 étrangers en situation irrégulière, d'origine africaine, demandant leur régularisation, à partir du 18 mars 1996. Après avoir été expulsés de l'église Saint-Ambroise, ils vont errer d'occupation en occupation pour finir par occuper l'église Saint-Bernard. Dix d'entre eux entament alors une grève de la faim qui va durer deux mois. C'est un redémarrage des mouvements de l'immigration, avec la constitution de collectifs divers, tels que « Des papiers pour tous » en 1996, le « Collectif anti-expulsion » en 1998, entre autres. Finalement, l'évacuation musclée par la police des étrangers en situation irrégulière occupant l'église Saint-Bernard est décidée le 23 août 1996. Plusieurs d'entre eux sont renvoyés au Mali. La grève de la faim prend fin, tandis que l'un des occupants meurt quelques mois plus tard des séquelles de celle-ci.
Devant l'essoufflement de sa majorité, anticipant un échec aux différentes élections de 1998 (législatives, régionales et cantonales), Jacques Chirac risque une dissolution. Il avait pourtant écarté cette idée lors de l'entretien du 14 juillet 1996, déclarant qu'une telle mesure est utile uniquement en cas de crise politique. Il refuse de se séparer de Juppé, qui tente un remaniement en 1995. Cette dissolution de l'Assemblée nationale, conseillée par le secrétaire général de l'Élysée, Dominique de Villepin, intervient le 21 avril 1997, soit onze mois avant la date prévue des élections législatives. Pris de court, ni son parti, ni son électorat ne comprennent son geste tandis que l'opposition crie à la manœuvre. Les élections qui suivent voient la victoire de la « gauche plurielle », menée par Lionel Jospin (319 sièges sur 577 dont 250 pour le PS, le RPR retombe à 134 députés). Jacques Chirac nomme ce dernier Premier ministre, ouvrant ainsi la troisième cohabitation. On théorisa cela comme la malédiction des deux ans, référence au fait qu'il garda seulement le pouvoir deux ans après l'avoir conquis (son gouvernement sous VGE de 1974 à 1976, son gouvernement sous Mitterrand de 1986 à 1988 et son gouvernement avec Juppé) de 1995 à 1997. Son fidèle conseiller en communication, Jacques Pilhan, meurt peu après.

#### Troisième cohabitation (1997-2002)

Jacques Chirac et Bill Clinton (Palais de l'Élysée, 17 juin 1999).

La troisième cohabitation est bien plus longue que les précédentes, puisqu'elle dure cinq ans. Le président et le Premier ministre tentent de parler d'une seule voix dans le cadre de l'Union européenne ou de la politique étrangère, se rendant ensemble aux sommets européens (comme lors des deux autres cohabitations, voire assurant conjointement la présidence tournante du Conseil de l'Union européenne dévolue à la France de juin à décembre 2000), même si on y assiste parfois à des passes d'armes verbales entre les deux hommes. Ainsi, ils agissent conjointement concernant la crise du Kosovo (organisation de la conférence de Rambouillet pour essayer de trouver une issue pacifique du 6 au 19 février 1999 puis participation à l'opération Allied Force menée par l'OTAN dans les Balkans de mars à juin 1999) ou encore la guerre contre le terrorisme après les attentats du 11 septembre 2001 (participation à l'opération Enduring Freedom puis à la Force internationale d'assistance et de sécurité en Afghanistan à partir d'octobre 2001). Les affaires étrangères et la défense constituant traditionnellement le « domaine réservé » de la présidence de la République, il s'agit des secteurs dans lesquels Jacques Chirac est le plus actif durant ces années de cohabitation. Il s'entend particulièrement bien avec le ministre des Affaires étrangères, Hubert Védrine.
C'est à cette époque qu'éclatent les affaires politico-financières au sujet du RPR et de la mairie de Paris (voir ci-dessous).
À l'initiative d'un député socialiste, Arnaud Montebourg, trente députés (dix-neuf PS, quatre « verts », quatre radicaux, deux PCF et un MDC) déposent une motion demandant la traduction de Jacques Chirac devant la Haute Cour de justice. La motion est rejetée. Dans une décision du 22 janvier 1999, le Conseil constitutionnel, alors présidé par le socialiste Roland Dumas, confirme au président son immunité telle qu'elle est définie dans la Constitution.
Le gouvernement Jospin connaît une popularité importante, marquée par la loi des 35 heures, la baisse du chômage et la reprise économique mondiale de la fin du siècle, mais aussi par plusieurs événements favorisant une amélioration du moral des Français telle que la victoire de l'équipe de France lors de la Coupe du monde de football qui a lieu en France. Ces événements bénéficient toutefois tout particulièrement à la popularité du président, très présent et enthousiaste lors des matchs,, alors qu'il n'est pas un amateur de football.
Partant favori, le Premier ministre décide de rétablir le calendrier initial des élections (la présidentielle avant les législatives) et surtout obtient du président (pressé également par l'ancien président Valéry Giscard d'Estaing), d'abord très réticent, qu'il propose la modification de la Constitution pour transformer le septennat en quinquennat. Le 24 septembre 2000, la réduction du mandat présidentiel de sept à cinq ans est adoptée par un référendum marqué par une abstention record (30,19 % de participation, 73,21 % de oui 26,79 % de non). Cette réforme permet d'aligner les élections présidentielles et législatives à un créneau proche, réduisant ainsi les risques de cohabitation et favorisant le fait majoritaire. Bien que sa marge de manœuvre politique semble réduite, il s'attache à remplir sa fonction présidentielle et à se présenter comme le garant des valeurs républicaines. Ainsi, il intervient pour mettre en garde contre toute alliance entre la droite de gouvernement et le FN après le bon score réalisé par ce dernier aux élections régionales de 1998. Le mot d'ordre est suivi par le RPR, qui préfère perdre les présidences des conseils régionaux d'Aquitaine, de Haute-Normandie et d'Île-de-France au profit de la gauche plutôt que de les conserver avec l'appui de l'extrême droite. Sur les douze régions pouvant être conservées par la droite par le biais de cette alliance controversée, seuls cinq présidents de région (tous UDF, et exclus de ce parti à la suite de cela) décident de s'appuyer sur le FN pour se maintenir à leur poste.

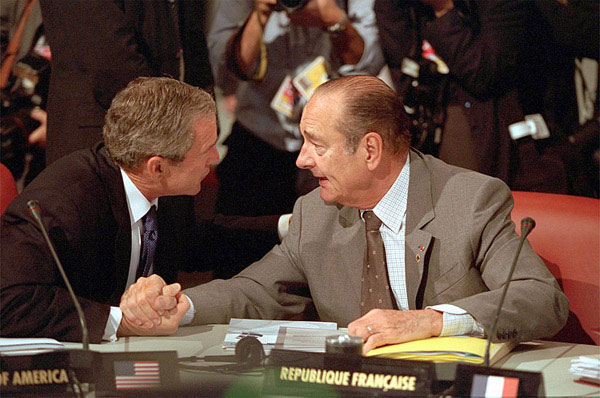
Jacques Chirac aux côtés de George W. Bush, en juillet 2001.

Mais les années de cohabitation sont également marquées par une certaine perte de contrôle de son propre camp, et plus particulièrement du RPR. En crise interne après la défaite de 1997, il a porté à sa tête Philippe Séguin avec pour projet d'en rénover profondément les structures. Ainsi, il adopte une attitude très indépendante à l'égard de l'Élysée (en témoigne le retour en force, après deux ans de traversée du désert, des balladuriens dans la direction, incarné par la nomination de Nicolas Sarkozy au poste de secrétaire général) et propose que les militants votent de façon directe pour élire à l'avenir le président : seul candidat, il est réélu à la tête du parti avec 95,07 % des voix des adhérents. Ne parvenant pas à établir une liste unique aux élections européennes et sous la pression des chiraquiens, Philippe Séguin abandonne finalement la direction du RPR en avril 1999, dénonçant les déclarations de Bernard Pons (un des fidèles du président de la République) et un « manque de loyauté » de Jacques Chirac à son égard. Nicolas Sarkozy prend l'intérim de la présidence mais, devant le score calamiteux récolté par la liste qu'il menait conjointement avec le président de DL Alain Madelin aux européennes de 1999 (12,82 % et 12 des 87 sièges à pourvoir, loin derrière 21,95 % et 22 élus de la liste d'union de la gauche et même devancé par la liste souverainiste de Charles Pasqua et Philippe de Villiers), il décide de ne pas se présenter à l'élection présidentielle du mouvement de novembre-décembre 1999. Jacques Chirac décide de soutenir pour celle-ci Jean-Paul Delevoye, un fidèle, sénateur-maire de Bapaume peu connu du grand public. Le choix appartenant désormais aux militants, c'est pourtant une « outsider », la députée maire de Saint-Jean-de-Luz Michèle Alliot-Marie, qui l'emporte au second tour avec 62,71 % des votes le 4 décembre 1999, preuve de la perte d'influence du président de la République sur son propre parti. Bien que déclarant sa fidélité au chef de l'État, elle tend à rendre le RPR plus autonome vis-à-vis de l'Élysée et appelle à tourner la page des « affaires » qui ont touché le parti à la fin des années 1990 en laissant faire la justice.
Lors de la crise de la vache folle, il prononce, le 7 novembre 2000, une allocution dans laquelle il réclame l'interdiction immédiate des farines animales, prenant ainsi de court le gouvernement, qui réfléchissait à d'éventuelles mesures, mais était accusé de prendre du retard en comparaison de la législation britannique. Le Premier ministre rejoint sa position le 14 novembre suivant. Dans un livre d'entretiens publié neuf ans plus tard, Lionel Jospin affirme qu'il s'agissait là d'un des pires moments de la cohabitation, et que cet épisode lui a fait prendre conscience que Jacques Chirac « n'hésitait pas à faire passer son intérêt partisan avant l'intérêt général ».

### Élection présidentielle de 2002

#### Annonce et début de sa campagne
Face à la pression de ses soutiens, les sondages lui étant peu favorables, Jacques Chirac décide d'annoncer plus tôt que prévu sa candidature pour l'élection présidentielle, le 11 février 2002 lors d'un meeting à Avignon, devançant ainsi Lionel Jospin (ce dernier annonce sa propre candidature le 20 février).

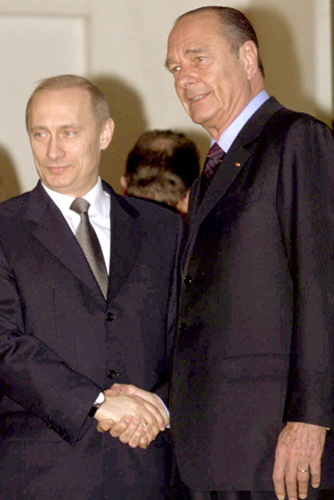
Jacques Chirac et Vladimir Poutine le 15 janvier 2002.

S'appuyant sur la jeune garde des députés RPR, mais aussi sur les anciens balladuriens (dont surtout Nicolas Sarkozy) et sur certains centristes et libéraux (tels Jean-Pierre Raffarin ou Philippe Douste-Blazy), il favorise la formation progressive d'un nouveau parti qui doit voir la fusion du RPR, de l'UDF et de DL : l'Union en mouvement (UEM) est créée le 4 avril 2001 par les partisans de cette solution, préfiguration de la future Union pour la majorité présidentielle. Les futurs éléments de ce nouveau parti (que l'UDF, dirigée par François Bayrou, refuse de rejoindre) développent les thèmes de la sécurité et de la baisse des impôts.
Après un début de campagne jugé moyen, Jacques Chirac profite des erreurs de Lionel Jospin (la phrase « un président vieilli et usé » choque). Fort de sa grande expérience des campagnes présidentielles, Jacques Chirac mène alors une campagne dynamique, notamment sur les thèmes de la baisse des impôts (promesse de baisse de 33 % de l'impôt sur le revenu) et de l'insécurité, très largement relayés et diffusés par les médias (les Guignols de l'info de Canal+ accusent TF1 et son journal de 13 h d'amplifier le mouvement ; la gauche parle de « sentiment d'insécurité ») qui multiplient le temps d'audience sur le sujet et celui de la violence urbaine. Lionel Jospin voit dans le même temps sa campagne s'essouffler et pâtir de l'éclatement de la gauche plurielle entre plusieurs candidatures.

#### Choc du «21 avril» au premier tour
Le 21 avril, Jacques Chirac arrive en tête du premier tour avec 19,88 % des suffrages, soit le plus faible score historique pour un président sortant. À la surprise générale, Lionel Jospin est éliminé. Jacques Chirac se voit opposé au président du Front national, Jean-Marie Le Pen (16,86 %), qu'il déteste et dont il considère le parti comme une création de François Mitterrand, (référence à la stratégie assumée de favoriser le FN pour affaiblir le RPR dans les années 1980),. Il refuse de débattre avec son adversaire, déclarant que « face à l'intolérance et à la haine, il n'y a pas de transaction possible, pas de compromission possible, pas de débat possible ». Des journalistes rappellent à cette occasion leurs entrevues authentifiées de 1988,, et évoquent sa crainte d'affronter un orateur de talent.

#### Victoire écrasante au second tour
Il laisse alors la gauche et la jeunesse manifester en appelant à voter pour lui afin de faire barrage à Jean-Marie Le Pen et non par adhésion à sa personne, le slogan de ses opposants les plus farouches étant « Votez escroc, pas facho » ou encore l'opération « Voter avec des gants ». Le 5 mai, il est réélu avec 82,21 % des suffrages exprimés. Il bat ainsi plusieurs records à cette élection : il est, sous la Ve République, le président élu avec la plus large majorité au second tour et avec le plus grand écart de score entre le premier et le second tour (62,3 points). Raymond Barre et Michel Rocard déclarent que son score du second tour est un leurre car constituant un vote anti-FN : selon eux, seulement 20 % des Français l'apprécient et Chirac commit une erreur d'interprétation en croyant à un triomphe politique.

### Second mandat présidentiel

#### Gouvernements Jean-Pierre Raffarin (2002-2005)

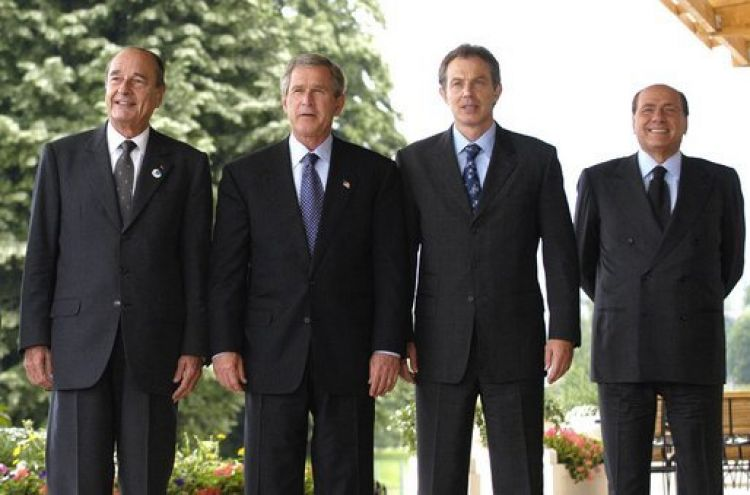
Chirac avec George W. Bush, Tony Blair et Silvio Berlusconi au sommet du G8 (Évian, le 2 juin 2003).

Lionel Jospin lui ayant aussitôt remis sa démission, il nomme un membre de Démocratie libérale, Jean-Pierre Raffarin comme Premier ministre, lequel gouverne par ordonnances pendant quelques semaines. La cérémonie d'investiture de Jacques Chirac se déroule le 16 mai 2002.
L'Union pour la majorité présidentielle (UMP), créée par l'association du RPR, de Démocratie libérale et d'une grande partie de l'UDF, remporte largement les élections législatives de juin 2002, obtenant à elle seule la majorité absolue à l'Assemblée nationale (365 sièges sur 577). Jacques Chirac peut à nouveau s'appuyer sur une majorité parlementaire. Il s'appuie également sur un groupe de députés UDF réduit à 29 membres, et nomme un seul ministre issu de ce parti, Gilles de Robien. Il ne compose pas un gouvernement d'union nationale, plutôt attendu, ce qu'il regrette a posteriori,,. Il y a néanmoins un problème idéologique avec ce gouvernement, l'UMP, issue du RPR, reprenant beaucoup d'idées de l'UDF, qui n'est pas gaulliste et beaucoup plus au centre,.
Jean-Pierre Raffarin entame dès lors la mise en œuvre de certaines des promesses de la campagne : baisse de l'impôt sur le revenu et multiplication d'actions ciblées contre la délinquance. Viendront ensuite une réforme des « 35 heures », une réforme des retraites et de la sécurité sociale, et enfin la poursuite de la réforme de l'État, incluant ce que les spécialistes ont appelé « l'acte II de la décentralisation ».
Du 26 août au 4 septembre 2002, Jacques Chirac est présent au sommet de la Terre, qui s'est tenu à Johannesbourg. Il est accompagné par des représentants de quelques entreprises françaises et d'ONG. Il y prononce cette phrase restée célèbre : « Notre maison brûle et nous regardons ailleurs ».
À la suite des attentats du 11 septembre 2001, le président des États-Unis George W. Bush, avec qui Jacques Chirac s'entend mal, mène une politique internationale plus offensive. La France soutient les États-Unis lors de l'intervention en Afghanistan, mais Jacques Chirac refuse d'intervenir en Irak, et forme un « front commun » avec l'Allemagne et la Russie contre l'invasion de l'Irak. Épaulé par son ministre des Affaires étrangères, Dominique de Villepin, qui prononce notamment un discours remarqué, il obtient que les États-Unis passent par l'ONU avant toute intervention. Profitant d'un large consensus national sur la question, Jacques Chirac se fait le chantre d'un « monde multipolaire ». Soutenu par les opinions publiques européennes, mais seulement par quelques dirigeants (le Belge Guy Verhofstadt et l'Allemand Gerhard Schröder), il s'oppose aux États-Unis et à leurs alliés, laissant entendre que la France utilisera son droit de veto au Conseil de sécurité des Nations unies tant que la situation n'évoluera pas. Cette annonce lui vaut une campagne hostile, notamment dans une partie des médias anglo-saxons (The Sun titre alors Chirac is a worm — « Chirac est un ver »). Les relations avec les États-Unis deviennent exécrables. Elles ne commenceront à se normaliser qu'à partir de la commémoration du débarquement en Normandie, quinze mois plus tard. Mais il ne se rend pas alors aux obsèques de Ronald Reagan, mort le 5 juin 2004, ce que la presse américaine lui reproche à nouveau vivement et ce qui étonne la presse française.
Lors du défilé militaire du 14 Juillet 2002, Maxime Brunerie, un jeune militant d'extrême droite, tente d'assassiner Jacques Chirac, qui s'en sort indemne. Il s'agit de la deuxième tentative d'assassinat contre un président de la République lors d'un 14 juillet sur l'avenue des Champs-Élysées, la première étant la tentative d'assassinat d'Alexandre Millerand en 1922.

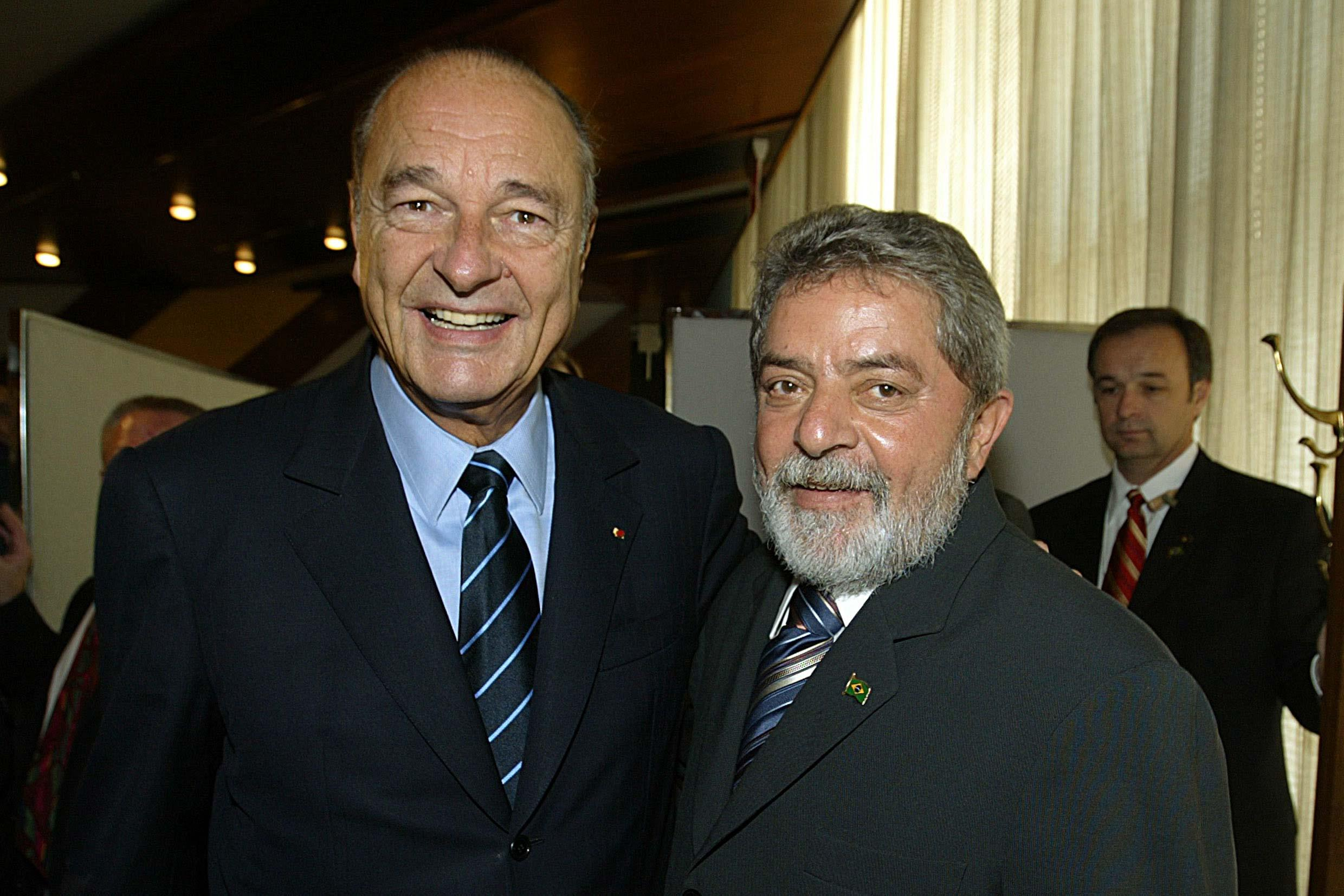
Jacques Chirac et Lula da Silva (New York, 29 septembre 2004).

Au lendemain d'une défaite massive aux élections cantonales et régionales de 2004 (20 des 22 régions de France métropolitaine sont remportées par la gauche), il nomme Nicolas Sarkozy ministre d'État, ministre de l'Économie, des finances et de l'industrie : la plupart des éditorialistes politiques (dont ceux du Canard enchaîné, du Nouvel observateur et de l'Express) y voient un moyen de contrer les ambitions de ce dernier, alors qu'il est lui-même affaibli. Face aux ambitions présidentielles affichées par ce dernier, il le met en demeure, lors de son allocution du 14 juillet 2004, de choisir entre son poste de ministre et celui de président de l'UMP. Il réaffirme également son autorité en déclarant, à propos de son ministre de l'Économie : « Nos relations sont très simples : je décide et il exécute ». En novembre, Nicolas Sarkozy est élu président du parti et quitte son ministère, alors confié à Hervé Gaymard. Quelques mois plus tard, celui-ci est contraint à la démission à la suite d'un scandale très médiatisé et il est remplacé par Thierry Breton.
Après l'épidémie de SRAS de 2002-2004, Jean-Pierre Raffarin rencontre le docteur Chen Zhu, un Shanghaien francophile ayant été formé à l'hôpital Saint-Louis, dans les services d’un proche de Jacques Chirac. En octobre 2004, lors d'un voyage à Pékin, Jacques Chirac scelle une alliance avec son homologue chinois et les deux pays décident de s’associer pour lutter contre les maladies infectieuses émergentes. Ce partenariat aboutit à la construction d'un laboratoire de type P4 à l'institut de virologie de Wuhan en dépit des réticences des experts français en guerre bactériologique de la SGDSN (secrétariat général à la Défense et à la Sécurité nationale), qui redoutent qu'un P4 puisse se transformer en arsenal biologique.
Pour impliquer les Français dans la Constitution européenne, Jacques Chirac décide qu'un référendum sera organisé pour la ratification de celle-ci, à mettre en place au plus vite afin de remporter le scrutin. Désormais favorable à l'entrée de la Turquie dans l'Union européenne (son « vœu le plus cher »), il subit les critiques d'une partie de sa famille politique qui s'oppose à cette perspective, ce qui vient brouiller les cartes du référendum : le 17 décembre 2004, l'Union européenne décide l'ouverture de négociations avec la Turquie. Le projet de directive Bolkestein détourne une partie de l'inquiétude sociale grandissante sur l'Europe, malgré les tentatives de désamorçage du Président. Pis, Jacques Chirac semble déconnecté des attentes sociales, notamment des jeunes, lors d'un débat télévisé bien encadré, le 14 avril 2005 sur TF1. Dans un contexte de quasi-unanimité en faveur du « oui » des partis de gouvernement et des médias, les sondages s'inversent trois fois, le débat enflamme les Français et mobilise les médias jusqu'au jour du référendum.

#### Gouvernement Dominique de Villepin (2005-2007)

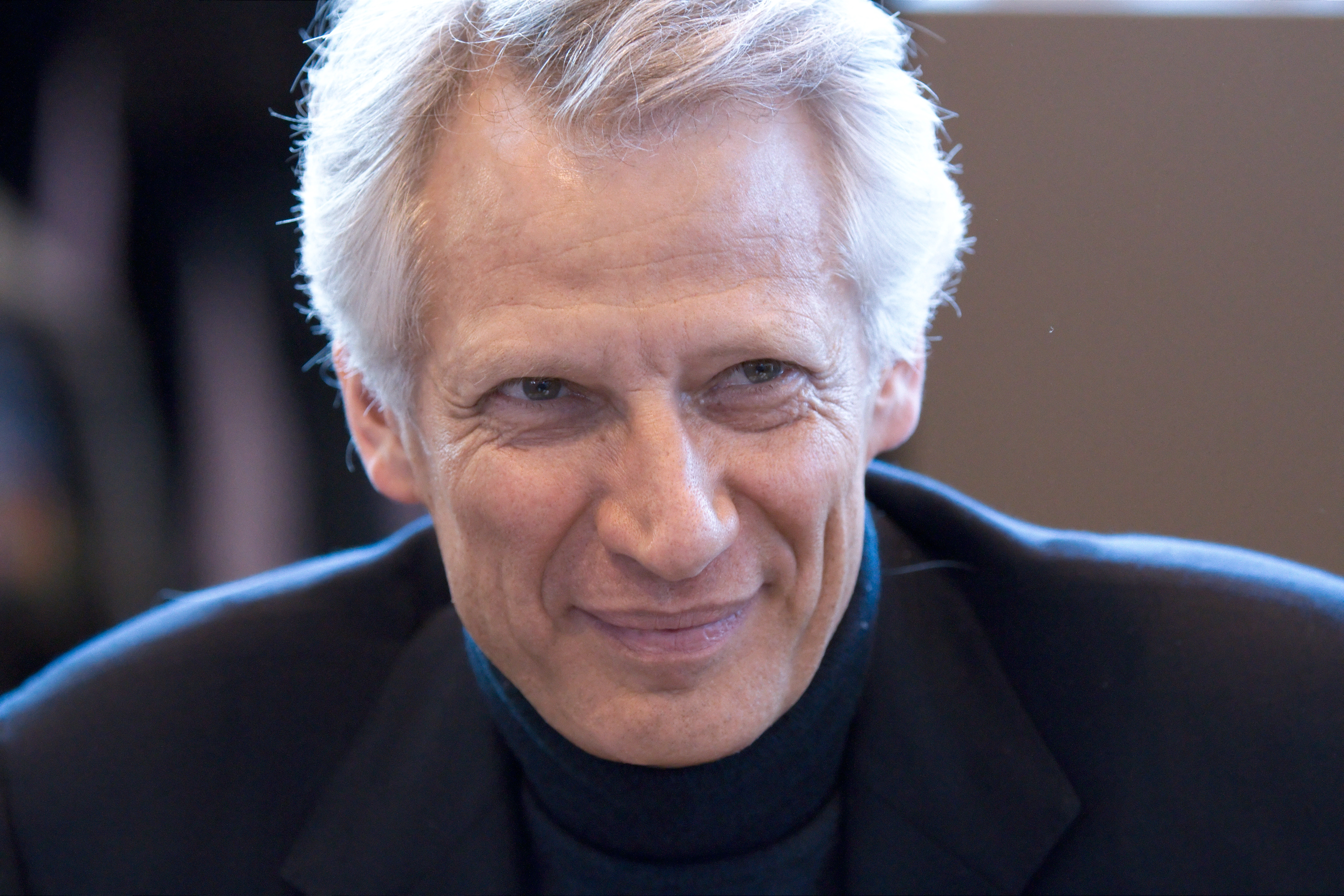
Dominique de Villepin, dernier Premier ministre sous la présidence de Jacques Chirac.

Le 29 mai 2005, après une campagne marquée par l'implication personnelle du président, le « non » l'emporte avec 54,87 % des voix et avec une forte participation de 69,74 %. Le surlendemain, Jean-Pierre Raffarin démissionne ; Jacques Chirac annonce son remplacement par un duo formé par Dominique de Villepin et Nicolas Sarkozy : l'un comme Premier ministre, l'autre comme ministre d'État, rejoignant le ministère de l'Intérieur. La presse souligne la nomination de peu de nouveaux ministres, mais est intriguée par la « cohabitation » des deux principales figures du gouvernement (on parle de « vice-Premier ministre »). Jean-Louis Borloo, l'une des figures clés du gouvernement Raffarin III, élargit son ministère en devenant ministre de l’Emploi, de la Cohésion sociale et du Logement.
Jacques Chirac entame alors un bras de fer avec Tony Blair (qui prend la présidence de l'Union européenne), sur le budget de l'Union. Cette confrontation s'étend à la candidature de Paris et Londres pour les Jeux olympiques d'été de 2012 où les deux hommes s'impliquent personnellement. Les Français partent favoris, mais, le 6 juillet, Londres est choisie par le CIO. Le 4 octobre 2005, lors d'un sommet franco-italien, Jacques Chirac reproche à la Commission européenne de ne pas lutter contre des licenciements chez Hewlett-Packard, ce qui fait réagir le président de la Commission, José Manuel Durão Barroso, qui qualifie cette accusation de « démagogie », estimant que le sujet est du domaine national.
Le projet de Charte de l'environnement voit le jour. Il a été voulu par le président Chirac, conseillé par une commission d'experts. Le texte de la Charte de l'environnement est adopté le 28 février 2005 par le Parlement réuni en Congrès, et promulgué officiellement par Jacques Chirac le 1er mars. Il figure désormais dans le Préambule de la Constitution de la Ve République. C'est la Cour de cassation qui reprend maintenant les travaux d'adaptation juridique nécessaires.
Après le référendum, les sondages de popularité de Jacques Chirac sont au plus bas. Le 2 septembre 2005, il est hospitalisé à l'hôpital militaire du Val-de-Grâce, pour un accident vasculaire cérébral ayant entraîné un « léger trouble de la vision », qui disparaît en quelques jours (version donnée par l'Élysée). Il en sort le 9 septembre 2005, mais ne doit pas prendre l'avion pendant quelques semaines ; le Premier ministre Dominique de Villepin représente alors la France au sommet de l'ONU le 13 septembre 2005.
À partir de la fin du mois d'octobre 2005, à la suite de la mort de deux jeunes à Clichy-sous-Bois électrocutés en se réfugiant dans un transformateur EDF, puis aux rumeurs évoquant une grenade lancée par les forces de police à l'intérieur de la mosquée de la même ville, les actes de violence se multiplient les nuits suivantes, les médias finissant par parler d'émeutes, se propageant dans de nombreuses banlieues en France (des milliers de voitures brûlées, des entreprises et bâtiments publics détruits, etc.). Le 8 novembre, Jacques Chirac décrète en Conseil des ministres l'état d'urgence (qui sera levé environ 2 mois plus tard, le 4 janvier 2006), les préfets pouvant déclarer le couvre-feu dans tout ou partie du territoire. Jacques Chirac s'adresse pour la première fois sur ces émeutes en banlieues directement aux Français via la télévision et la radio le 14 novembre, regardé par plus de vingt millions de téléspectateurs, une des meilleures audiences de la télévision française.
En visite le 19 janvier 2006 à l'Île Longue, base opérationnelle des sous-marins nucléaires lanceurs d'engins (SNLE) français, Jacques Chirac y réaffirme les principes de la politique de dissuasion nucléaire française, marquant une inflexion de la doctrine nucléaire du pays : ne plus raisonner « du faible au fort » mais « du fort au fou », dans une période marquée par le terrorisme et les ambitions nucléaires de pays comme l'Iran et la Corée du Nord. Si les États-Unis et le Royaume-Uni réagissent positivement à cette annonce, la classe politique allemande s'inquiète de cette position, alors que l'Iran proteste.

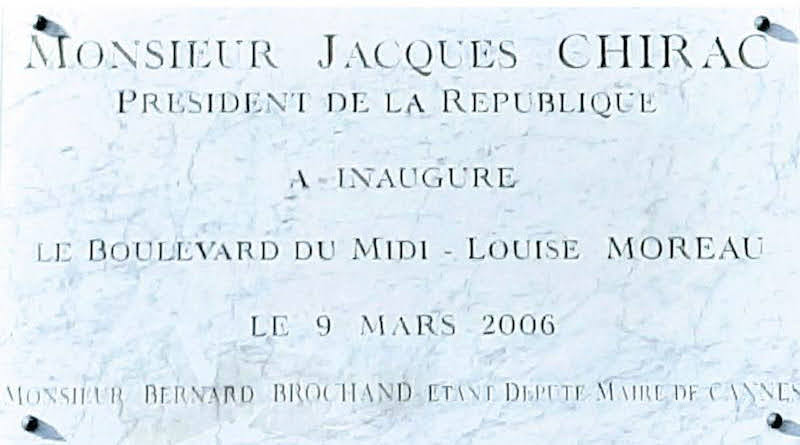
Plaque commémorative inauguration du Boulevard Louise Moreau

En visite le 9 mars 2006 du Centre spatial de Cannes - Mandelieu, une première visite d'un président de la République dans cet établissement prestigieux, il en profite pour rebaptiser le boulevard du Midi en « boulevard du Midi - Louise Moreau ».
Il est mis sur écoute par la NSA à partir de 2006. Il avait toutefois déjà par le passé, alors qu'il était premier ministre sous Valéry Giscard d'Estaing, été espionné par des agences américaines qui le décrivaient comme étant « doté d’un remarquable opportunisme politique ».

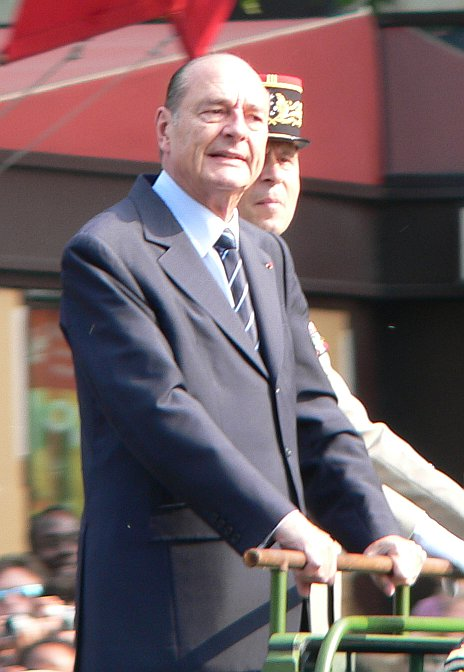
Chirac accompagné du général Henri Bentégeat au défilé militaire du 14 Juillet de 2006.

Après le contrat nouvelles embauches (CNE), Dominique de Villepin décide, au début de l'année 2006, de lancer un nouveau contrat de travail similaire, pour les jeunes, baptisé Contrat première embauche (CPE). La mobilisation syndicale et étudiante contre ce projet en particulier, et, plus généralement, contre la loi pour l'égalité des chances, qui contient les dispositions relatives au CPE, se met lentement en place, mais finit par prendre des proportions très importantes, ce qui place le Premier ministre en difficulté. Jacques Chirac prend plusieurs fois la parole pour le soutenir, mais n'intervient pas avant le 31 mars où, dans une allocution devant 21 millions de téléspectateurs, il annonce la promulgation de la loi qui contenait le CPE, tout en demandant de ne pas l'appliquer tant que de nouvelles mesures ne sont pas prises, et confie le dossier à l'UMP. Cette capitulation face aux manifestations provoque une situation inédite dans un état de droit où une loi votée par la représentation nationale est promulguée tout en s'interdisant de l'appliquer,,. Le 10 avril, le Premier ministre annonce le remplacement rapide du CPE par une autre loi.
L'affaire Clearstream 2 vient ensuite bousculer l'emploi du temps du gouvernement. Dominique de Villepin, mais aussi Jacques Chirac, sont soupçonnés par la presse d'avoir commandité des enquêtes confidentielles sur des hommes politiques français, notamment Nicolas Sarkozy, qui préparait sa candidature à l'élection présidentielle, Dominique Strauss-Kahn, Jean-Pierre Chevènement ou encore Alain Madelin, tous accusés anonymement et faussement d'avoir profité de rétrocommissions en marge de l'affaire des frégates de Taïwan. Nicolas Sarkozy porte plainte contre X en janvier 2006 pour « dénonciation calomnieuse », rapidement rejoint par une série d'autres personnalités françaises. L'affaire Clearstream 2 sera déviée par la suite vers l'affaire du compte japonais de Jacques Chirac. Malgré des informations de presse et d'agents de la DGSE, il ne sera pas ouvert d'instruction judiciaire menant à une mise en examen, faute d'élément précis sur un éventuel compte bancaire au Japon.
Lors de ses vœux du 31 décembre 2006, Jacques Chirac annonce la décision du gouvernement de Dominique de Villepin de mettre en place un droit au logement opposable dans les toutes prochaines semaines.
Dominique de Villepin lui remet la démission de son gouvernement le 15 mai 2007, à la veille de la passation de pouvoir entre le président sortant et Nicolas Sarkozy, élu président de la République.

#### Dernières années de sa présidence (2005-2007)

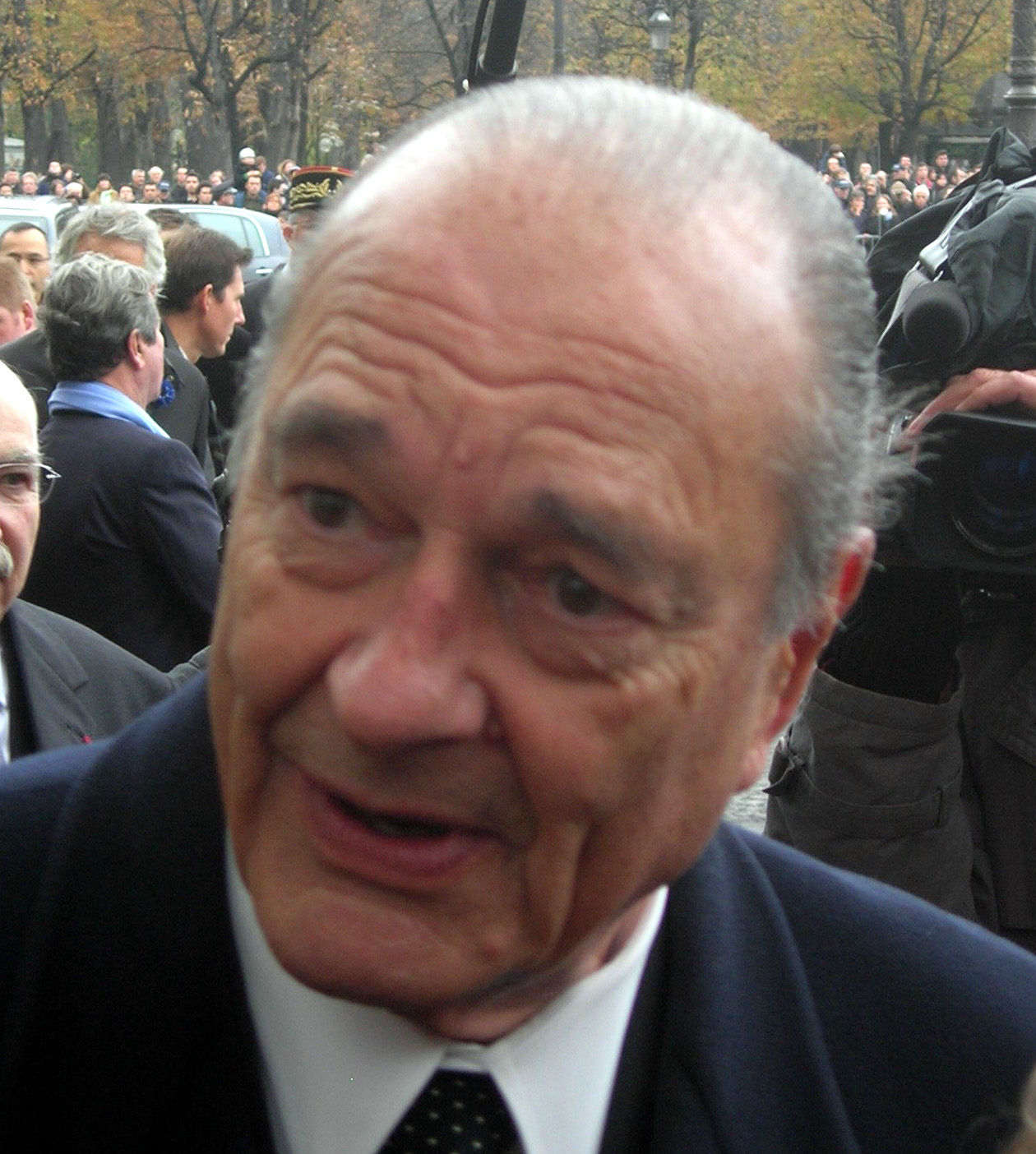
Jacques Chirac en novembre 2006.

À la suite des élections de 2004, du référendum de 2005 et de son accident vasculaire la même année, la plupart des éditorialistes estiment que Jacques Chirac n'est pas en mesure de se présenter pour un troisième mandat,,, même si quelques personnalités politiques pensent le contraire. Alors que lui-même entretient le mystère,,, des analystes pensent que Jacques Chirac envisage sérieusement de briguer un troisième mandat, raison pour laquelle il se serait rallié à l'idée du quinquennat. Ses mauvais rapports avec le favori, Nicolas Sarkozy — du fait de la « trahison » de 1995 et de ses critiques récurrentes à son égard lors de son second mandat —, seraient également un facteur le poussant à se présenter.
Mais, selon un sondage Ifop réalisé fin 2005, seul 1 % des Français souhaite qu'il soit le candidat de l'UMP à l'élection présidentielle de 2007, loin derrière Nicolas Sarkozy et Dominique de Villepin,, alors qu'en 2003 un tiers des sondés soutenaient sa candidature,. Un autre sondage Ifop, en janvier 2007, montre que 81 % des Français s'opposent à sa candidature. Antoine Guiral, journaliste à Libération, décline les nombreux facteurs rendant difficile sa candidature : son âge, ses mauvais sondages, l'absence de cellule pour préparer la campagne, le risque de divisions à droite, le soutien de nombreuses personnalités de droite, y compris de chiraquiens, à Sarkozy. De nombreux analystes soulignent alors une ambiance « crépusculaire » de « fin de règne », qui concerna aussi Mitterrand, dans un contexte d'apparition de successeurs potentiels,,,. Béatrice Gurrey, journaliste du Monde et auteur de plusieurs essais sur Chirac, expose les mêmes arguments que Guiral, jugeant peu plausible sa candidature, mais rajoute que le président voulait d'abord se consacrer à ses grands dossiers diplomatiques (conférence sur le Liban, sommet de l'environnement et sommet France-Afrique).

#### Non-candidature à un troisième mandat et départ (2007)
Le 11 février 2007, dans une édition spéciale de Vivement dimanche, Jacques Chirac est pour la première fois assez peu ambigu sur sa non-candidature, à travers la conclusion : « Il y a une vie après la politique. Il y a une vie jusqu'à la mort ». Bernadette Chirac déclare que l'Élysée « va [lui] manquer »,. Le 11 mars suivant, il annonce, lors d'un discours télévisé, qu'il ne se présentera pas à l'élection présidentielle de 2007 en ces termes : « Je ne solliciterai pas vos suffrages pour un nouveau mandat […] Au terme du mandat que vous m'avez confié, le temps sera venu pour moi de vous servir autrement ». Le 21 mars suivant, il dit « donner son vote et son soutien à Nicolas Sarkozy » dans le cadre de cette élection. L'encore actuel président accorde ce soutien au nom du parti qu'il a créé, à savoir l'UMP. « Cette formation politique [l'UMP] a choisi de soutenir la candidature de Nicolas Sarkozy […]. C'est donc tout naturellement que je lui apporterai mon vote et mon soutien ». Le 6 mai 2007, Nicolas Sarkozy est élu président de la République face à Ségolène Royal. La passation des pouvoirs a lieu le 16 mai à l’Élysée.

## Communication médiatique

### Débuts
La communication politique en France devient réellement importante dans les années 1980. C’est d’ailleurs en 1986 que Jacques Chirac commence à s’intéresser à la communication politique en concevant, grâce à Jean-Michel Goudard, l’un des premiers « teasing » politiques pour les candidatures législatives. Le premier objectif de ce teasing était dans un premier temps de montrer une bonne image de Jacques Chirac mais aussi de faire état d'une victoire indéniable de la droite.
Deux ans plus tard, Jacques Chirac, Premier ministre, candidat à l'élection présidentielle, adopte une campagne de communication allant porter ses fruits car il possède une image plutôt positive tant au niveau des Français que des médias. Ainsi, il se distingue de François Mitterrand au niveau du courage, de la séduction, du dynamisme, de la modernité. Jacques Chirac s’est d’ailleurs beaucoup investi auprès des médias français comparé aux autres candidats. En effet, il s’est mis en avant à travers une communication directe comme les interviews et les reportages.
Au cours de sa présidence, il est conseillé par le même conseiller en communication que Mitterrand, Jacques Pilhan, qui essaie de guider Jacques Chirac auprès des médias. Il est également conseillé par sa fille, Claude Chirac.

### Image médiatique
L’image médiatique de Jacques Chirac est dans l’ensemble assez indulgente. Christine Errera met en avant quatre « mythes » du président : c’est un président attaché à sa région familiale qui lui permet un goût particulier pour les terroirs et l’agriculture ; il est un homme dynamique, déterminé et plein de vigueur ; il a une attitude de chef et d’autorité militaire, d’où son nom de « hussard de la République » ; il a des amitiés fortes qui témoigneraient d'une importante loyauté. Mais, dans le même temps, Jacques Chirac est montré par comme un homme ambitieux et opportuniste.
En quarante ans de vie politique, Jacques Chirac a su marquer les esprits des citoyens nés principalement dans les Trente Glorieuses, lors desquelles un certain libéralisme commençait à s’installer dans le paysage français. Cependant, comme le souligne Mathias Bernard, au-delà de l’homme politique, on retient davantage l’homme lui-même et non l’idéologie de son parti. Il est en effet généralement perçu comme quelqu’un du peuple s'intéressant aussi bien aux citoyens des campagnes qu'à ceux des villes. Son discours, au fil des ans, s’est davantage focalisé sur la proximité et le contact auprès du peuple français. Il s’est imposé progressivement dans le spectre politique comme un homme capable de rassembler le peuple français et les militants de droite.
Pour des journalistes comme Arlette Chabot, Béatrice Gurrey ou encore Jacky Isabello, Jacques Chirac n'était pas le plus habile en communication, du moins en communication médiatique. Il aura mis beaucoup de temps pour que Jacques Chirac parvienne à en comprendre les rouages. Ce sont d’ailleurs les satires des Guignols de l'info qui ont permis de mieux le faire connaître, plutôt que ses discours parfois jugés maladroits.

## Vie après son départ de l’Élysée

### En retrait de la vie publique

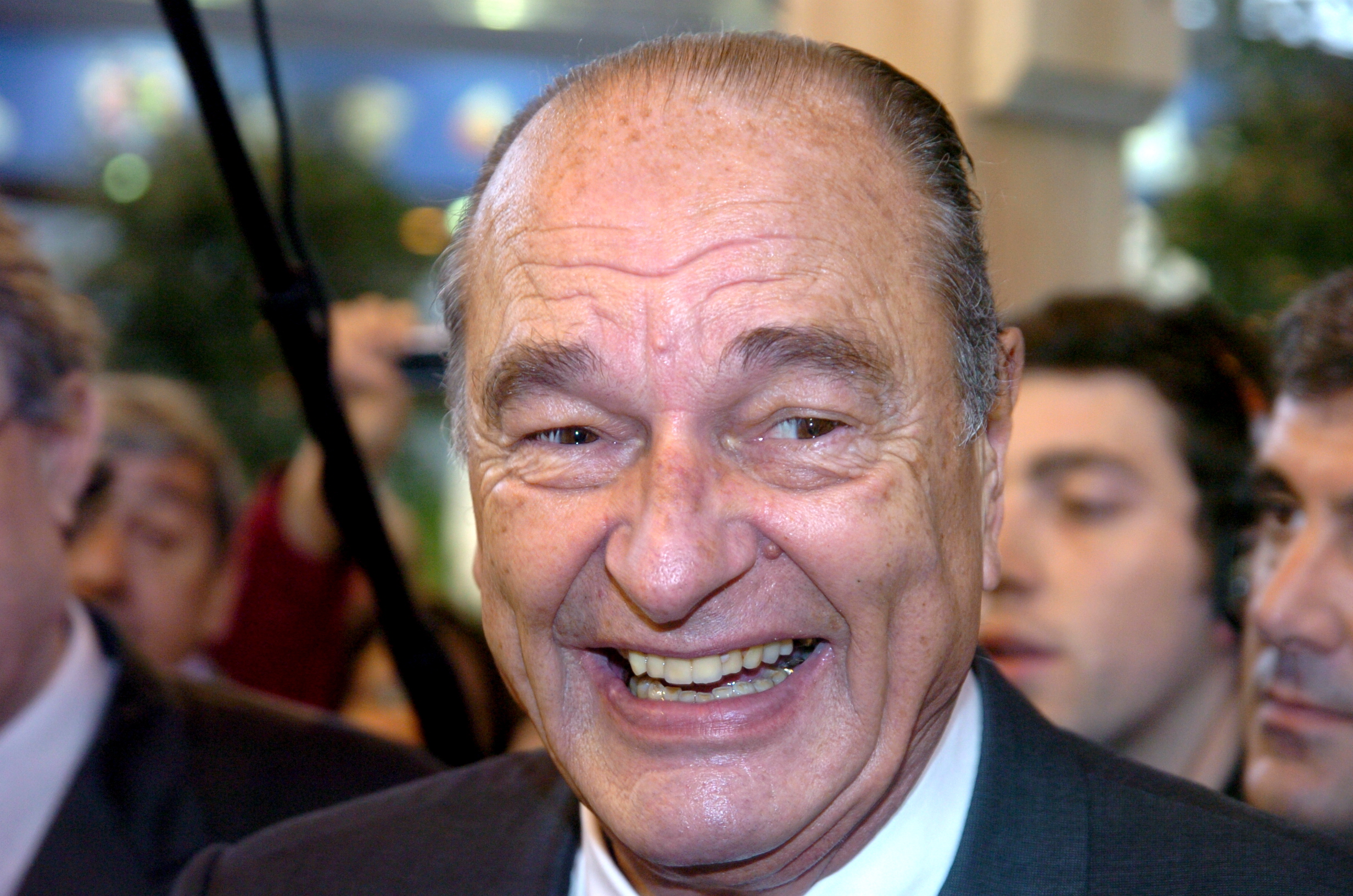
Jacques Chirac, le 26 février 2008 au Salon International de l'Agriculture de Paris.

Le 16 mai 2007, Jacques Chirac quitte le palais de l'Élysée pour un appartement quai Voltaire à Paris, prêté par la famille de l'ancien Premier ministre libanais Rafiq Hariri, assassiné dans un attentat à Beyrouth en 2005. Comme tous les anciens présidents de la République, il devient membre de droit et à vie du Conseil constitutionnel, où il côtoie Valéry Giscard d'Estaing. En tant que tel, il touche une indemnité mensuelle de 11 000 €. Selon l'association 1901 « Sauvegarde retraites », il est de plus éligible à une retraite cumulée estimée en juin 2007 à 18 781 €, répartie de la manière suivante : 3 500 € pour 5 ans à la Cour des comptes, 5 000 € pour 30 ans de mandats locaux en Corrèze et à Paris, 5 031 € pour ses 19 ans en tant que député et enfin 5 250 € pour ses 12 ans à la présidence de la république.

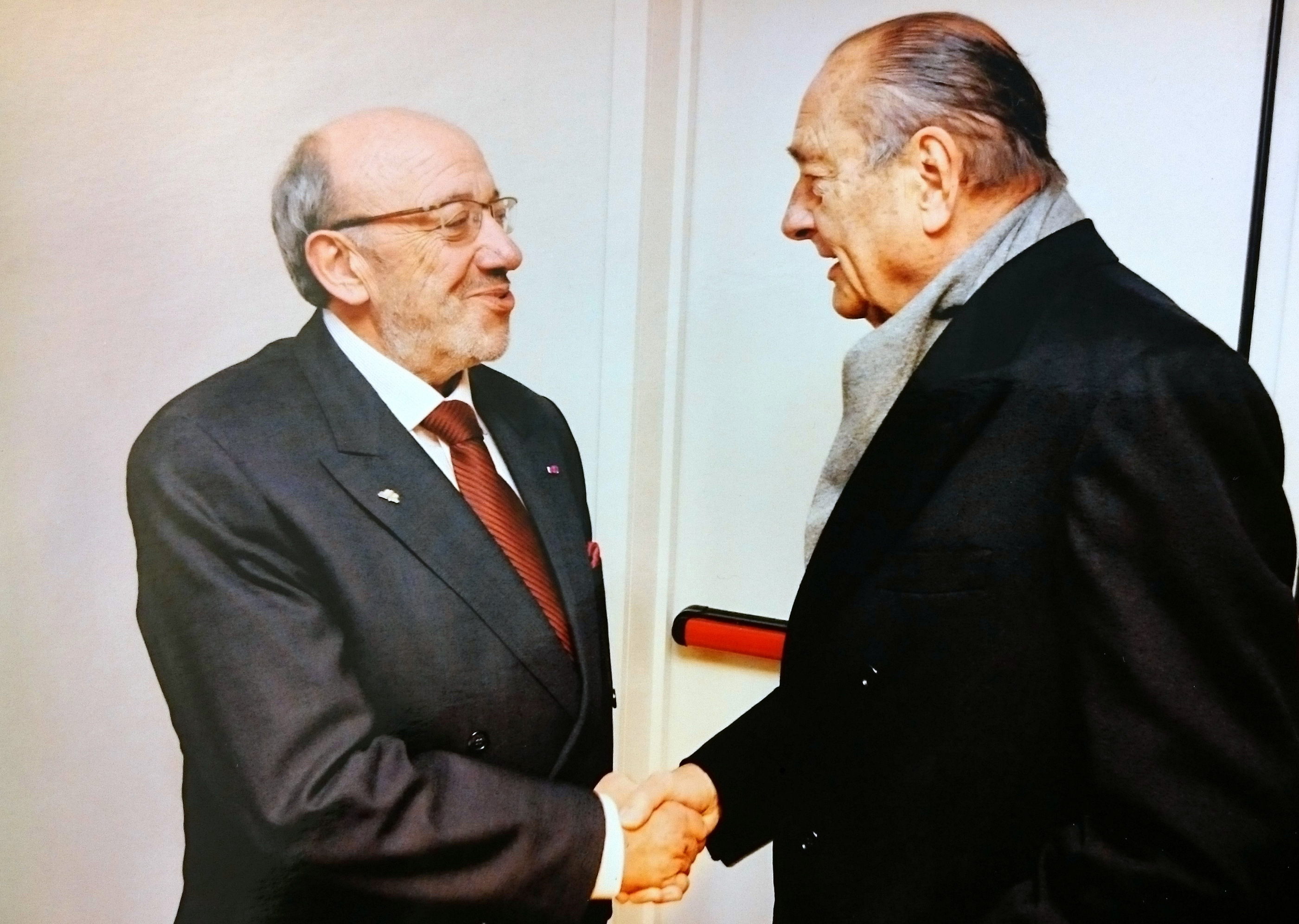
Jacques Chirac avec Louis Michel, en 2010.

Dans les mois qui suivent son départ de l'Élysée, il se rend dans plusieurs pays d'Afrique pour inaugurer des projets d'accès à l'eau, aux médicaments, à l'éducation et à deux reprises en Russie, à l'invitation personnelle de Vladimir Poutine. Toutefois, il refuse de donner des conférences pour lesquelles il est fréquemment sollicité par diverses universités dans le monde. Il accepte l'invitation de Nicolas Sarkozy à se rendre, le 16 juin 2009, aux obsèques nationales du président gabonais Omar Bongo.
Son état de santé, ainsi que ses ennuis judiciaires, le poussent à se mettre en retrait du Conseil constitutionnel, où il ne participe plus aux séances depuis le 9 décembre 2010. Il indique, dans une lettre envoyée en mars 2011 au président du Conseil constitutionnel, Jean-Louis Debré, qu'il met ses fonctions entre parenthèses « jusqu'à nouvel ordre ». Son indemnité de 11 000 euros par mois est alors suspendue.
À partir d'avril 2009, le baromètre IFOP pour Paris Match le consacre chaque mois « personnalité politique préférée des Français ». En décembre suivant, il atteint la cote inédite, dans l'histoire du baromètre, de 78 % d'opinions positives.
Le premier tome de ses mémoires, consacré à sa vie politique avant la présidence et intitulé Chaque pas doit être un but, paraît le 5 novembre 2009. Il remporte un certain succès, s'écoulant, selon sa maison d'édition, entre 15 000 et 18 000 exemplaires par jour la première semaine de sa publication. Deux semaines après sa sortie, au 18 novembre, il aurait été réimprimé trois fois pour s'établir à un tirage global de 390 000 exemplaires (contre 260 000 initialement le jour de sa publication).
En 2014, il fait connaître sa préférence pour Alain Juppé en vue de la primaire de la droite pour l'élection présidentielle de 2017, tandis que son épouse apporte son soutien à Nicolas Sarkozy.

### Dégradation de son état de santé
Victime d'un accident vasculaire cérébral en 2005, Jacques Chirac est dès lors frappé par des moments d'absence, des pertes de mémoire et est également atteint de forte surdité. En septembre 2011, les avocats de l'ancien président indiquent qu'il n'est pas « en capacité » d'assister au procès des emplois fictifs de la mairie de Paris en fournissant au président de la 11e chambre du tribunal correctionnel, Dominique Pauthe, un rapport médical établi par le neurologue Olivier Lyon-Caen faisant état de la vulnérabilité de Jacques Chirac, qui souffre en outre de « troubles de la mémoire » et présente une anosognosie. Ses apparitions publiques se font de plus en plus rares.
Il est hospitalisé à plusieurs reprises dans les années 2010, notamment en décembre 2015 pour affaiblissement et en septembre 2016 à la suite d'une infection pulmonaire. Il se déplace avec une canne puis en fauteuil roulant, tandis que sa surdité et ses difficultés pour communiquer s'accroissent. Ainsi, il ne peut aller voter à l'élection présidentielle de 2012 et effectue sa dernière apparition publique le 21 novembre 2014, lors de la remise annuelle des prix de sa fondation,.

### Investissement dans sa fondation
Il se consacre également à la fondation Chirac, qu'il lance en juin 2008 au musée du Quai Branly. Il s'investit dans l'attribution du Prix pour la prévention des conflits, l'une des contributions phares de la fondation dont il préside le jury : le 6 novembre 2009, il remet ses premiers prix à l'imam Muhammad Ashafa, au pasteur nigérian James Wuye et à l'ancien ministre sud-coréen Park Jae-Kyu, en présence notamment de Nicolas Sarkozy et de Simone Veil.
Le 6 octobre 2009, il détaille les activités de sa fondation relatives à la préservation des langues rares et des spécificités culturelles menacées, et annonce, dans cet objectif, le lancement d'un site Internet, sorosoro.org (sorosoro signifiant langue en araki, idiome de l'île du même nom au Vanuatu, menacée d'extinction avec huit locuteurs recensés en 2009). Dans son discours, il appelle à « une nouvelle forme de conscience collective » devant l'emporter sur « l'arrogance de la pensée unique ».
Il se rend le 21 novembre 2013 à la remise annuelle des prix remis par la fondation Chirac. Il y apparaît aux côtés du président de la République en fonction, François Hollande, qui lui rend hommage. Il participe à nouveau à cette remise annuelle en 2014, bien qu'affaibli, en compagnie de François Hollande et d'Alain Juppé.

### Mort, hommages et funérailles

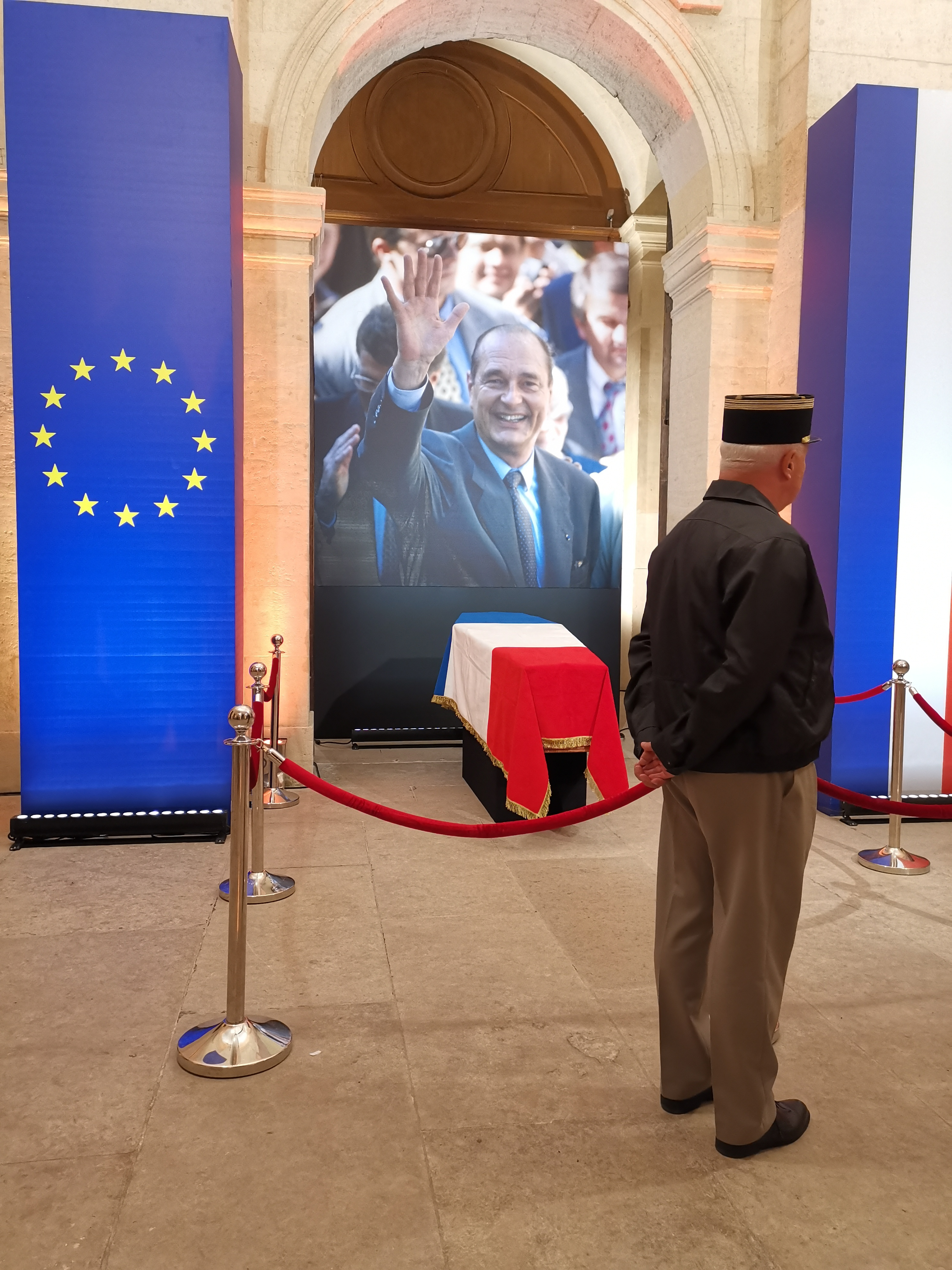
Cercueil de Jacques Chirac à l'hôtel des Invalides (Paris).

Sa santé continue de se détériorer au fil des années. Sa famille contrôle la communication et fait cesser toute apparition ou photographie en public, le tenant pour quasiment reclus à son domicile. En mars 2019, Jean-Louis Debré et Erwan L'Éléouet (biographe de Bernadette Chirac) indiquent qu'il ne reconnaît plus que quelques personnes (sa femme, sa fille et ses auxiliaires de vie) et qu'il ne parle presque plus,. Jacques Chirac meurt d'une insuffisance rénale à son domicile parisien du 4, rue de Tournon, le 26 septembre 2019 à 7 h 45, à l'âge de 86 ans,. Sa famille annonce que l'ancien président « s'est éteint au milieu des siens, paisiblement ».
Les anciens présidents Nicolas Sarkozy et François Hollande ainsi que de nombreux élus et responsables politiques de tous bords lui rendent hommage, de même que de nombreuses personnalités politiques étrangères, ; Valéry Giscard d'Estaing exprime son émotion et adresse ses condoléances à sa famille. Une minute de silence est observée à l'Assemblée nationale et au Sénat le jour de sa mort, ainsi qu'aux Nations unies. Un deuil national est déclaré en France le 30 septembre 2019 et une minute de silence est observée dans les administrations et les écoles ce jour-là à 15 heures. Plusieurs hommages lui sont également rendus en Corrèze, où un hommage officiel, à la demande de la famille et du département, se tient le 5 octobre 2019.
La ville de Paris, dont il a été maire pendant 18 ans, et l'administrateur de la tour Eiffel décident d'éteindre les lumières de l'édifice au soir de sa mort. Fait inédit après la disparition d’un président de la République, le vestibule d’honneur du palais de l'Élysée est ouvert le même soir ; dans cet espace, un recueil de condoléances est mis à disposition du public, une heure après une intervention télévisée d’Emmanuel Macron, qui déclare que « le président Chirac incarna une certaine idée de la France » et « était un grand Français, libre, […] amoureux taiseux de notre culture ».
Des réactions plus nuancées voire critiques se font cependant entendre. À l’extrême gauche, plusieurs personnalités critiquent sa politique économique et sociale ou son discours sur « le bruit et l'odeur » des immigrés. Des médias, surtout étrangers, indiquent que les hommages sont davantage adressés à sa personnalité et à son époque qu’à son « maigre » bilan politique,,. Le journaliste d'investigation Edwy Plenel insiste sur la condamnation judiciaire de l'ancien président.
Le 29 septembre 2019, un hommage populaire lui est rendu aux Invalides, où le cercueil de l'ancien président recouvert du drapeau français est exposé pour que le public puisse venir se recueillir. Les représentants de religions François Clavairoly, Dalil Boubakeur, Mohammed Moussaoui, Jean-Yves Riocreux, Haïm Korsia et Drubpon Tharchin Rinpoché y participent. Le lendemain, une première cérémonie privée est organisée à 9 h 30 à la cathédrale Saint-Louis-des-Invalides, en présence de 200 personnes. Les honneurs funèbres militaires lui sont ensuite rendus dans la Cour d'honneur des Invalides en présence du président Emmanuel Macron. À midi, un hommage solennel a lieu dans l’église Saint-Sulpice de Paris où le cercueil de Jacques Chirac, enveloppé du drapeau tricolore et porté par ses anciens officiers de sécurité à l’Élysée, remonte la nef au son du Requiem de Gabriel Fauré en présence de 1 900 invités, dont 80 dignitaires étrangers, parmi lesquels le président russe Vladimir Poutine, le prince Albert II de Monaco, le président italien Sergio Mattarella, le président de la république du Congo Denis Sassou-Nguesso ou encore le roi de Jordanie Abdallah II. Les anciens dirigeants américain Bill Clinton, chilienne Michelle Bachelet ou sénégalais Abdou Diouf sont également présents.
Jacques Chirac est ensuite inhumé au cimetière du Montparnasse (Paris 14e) auprès de sa fille Laurence.

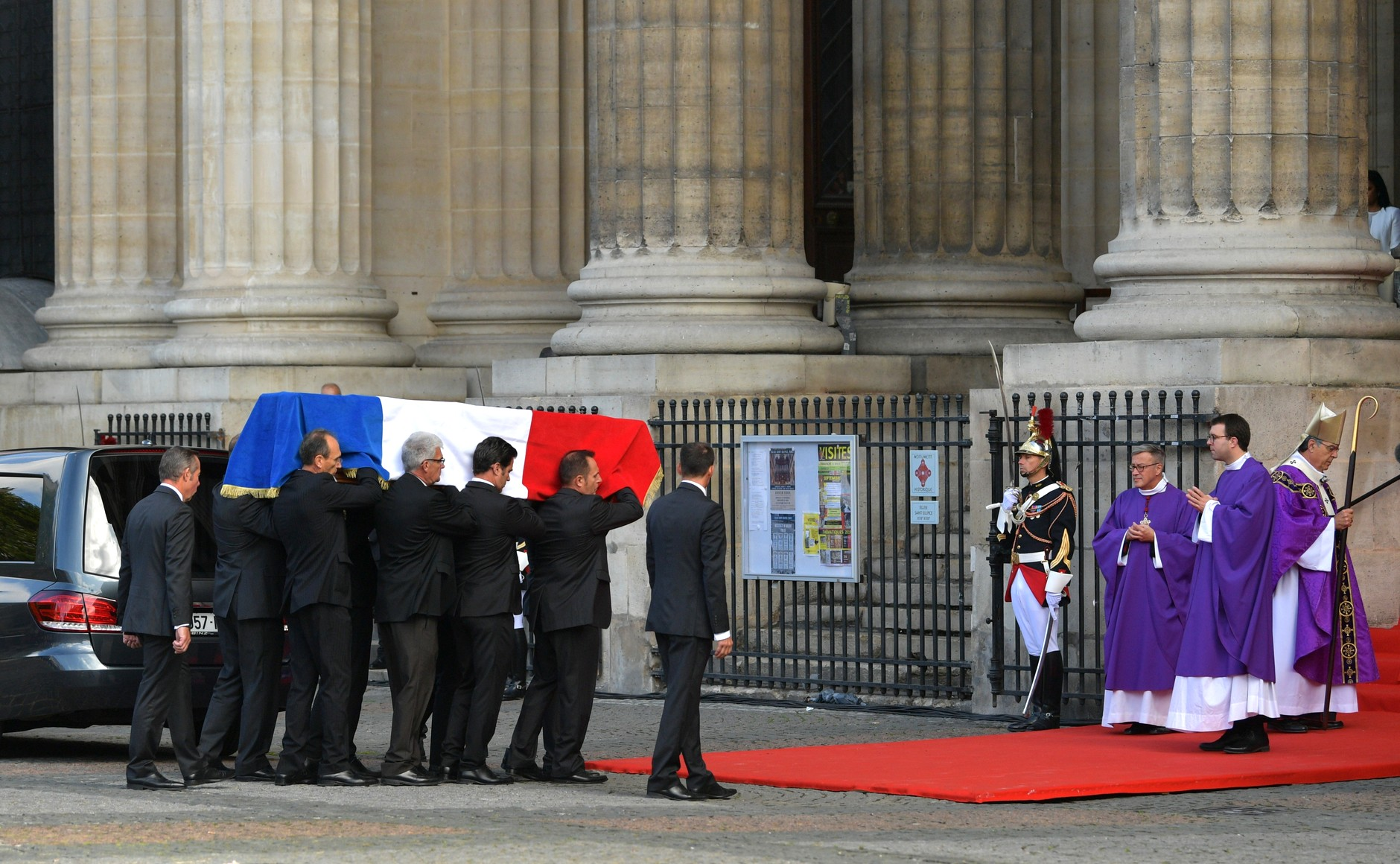
À l'entrée de l'église Saint-Sulpice, des officiers de sécurité de l'Élysée sous la présidence de Jacques Chirac portant le cercueil de celui-ci.
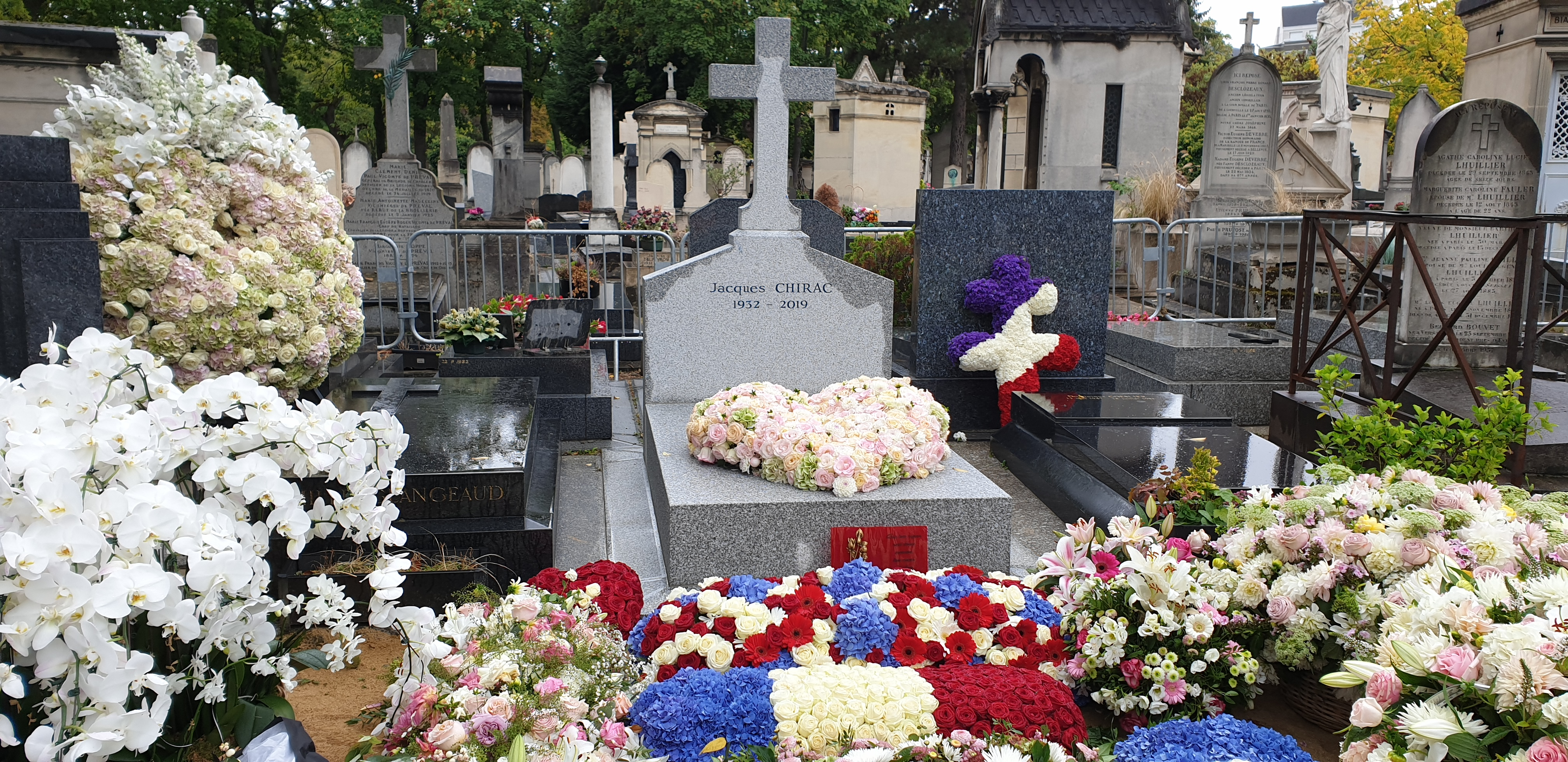
Tombe de Jacques Chirac au cimetière du Montparnasse à Paris, au lendemain de son inhumation.

## Bilan de son engagement politique

### Avant l’Élysée
Les 28 premières années de la vie politique de Jacques Chirac (de 1967 à 1995) sont donc marquées par deux évènements historiques : ses deux primatures ministérielles (de 1974 à 1976 ; et de 1986 à 1988, dans le cadre de la première cohabitation) et la fondation du RPR, le parti politique prééminent à droite durant 26 ans.
Jacques Chirac s'est aussi distingué par une activité politique ininterrompue, ayant en effet toujours eu durant cette période un ou plusieurs mandats ou fonctions en cours (Premier ministre, ministre, député, maire de Paris…), durant laquelle il a beaucoup évolué sur le plan idéologique.
Pour apparaître comme le chef de file de la droite, il n'a pas hésité à éliminer politiquement des figures de son propre camp,. Nombreuses sont ainsi les victimes de Jacques Chirac : il y a d'abord le soutien à Valéry Giscard d'Estaing, lors de l'élection présidentielle de 1974, dans le but de nuire à Jacques Chaban-Delmas, pourtant candidat sous la bannière du parti auquel appartient Chirac (l'UDR) ; puis la volonté, ensuite, de provoquer le départ de Giscard de l'Élysée, à l'élection présidentielle de 1981 (à tel point que Giscard expliquera ensuite avoir vérifié par lui-même que le RPR conseillait secrètement à ses sympathisants de voter pour François Mitterrand au second tour) ; ensuite, à la fin des années 1980 et au début des années 1990, Jacques Chirac parvient, non sans mal, à conserver son poste de président du RPR en brisant les tentatives de réforme des « Rénovateurs », puis en empêchant Charles Pasqua et Philippe Séguin de prendre la direction du mouvement ; enfin, il défait Édouard Balladur, lors de la fratricide campagne pour l'élection présidentielle de 1995.

### À la présidence de la République
Le bilan présidentiel de Jacques Chirac apparaît fortement contrasté. Si, globalement, sa politique extérieure et sa manière d'appréhender la fonction présidentielle sont louées, sa politique intérieure est loin de faire l'unanimité. En novembre 2009, un sondage BVA indique que 60 % des Français estiment que Jacques Chirac a fait un bon président, ce qui le place en avant-dernière position des présidents de la Ve République ; 71 % des sondés se déclarent insatisfaits de son action contre le chômage et 66 % contre la « fracture sociale ». Selon un sondage Odoxa réalisé en 2015, Jacques Chirac est, parmi les cinq derniers présidents, celui qui recueille le plus d'opinions positives, bénéficiant d'une cote de confiance allant au-delà de son camp politique, deux points devant François Mitterrand et cinq points devant Valéry Giscard d'Estaing. Des analystes font remarquer que cette popularité contraste avec le niveau de satisfaction qu'il obtenait lors de la présidence.

#### Sur le plan intérieur

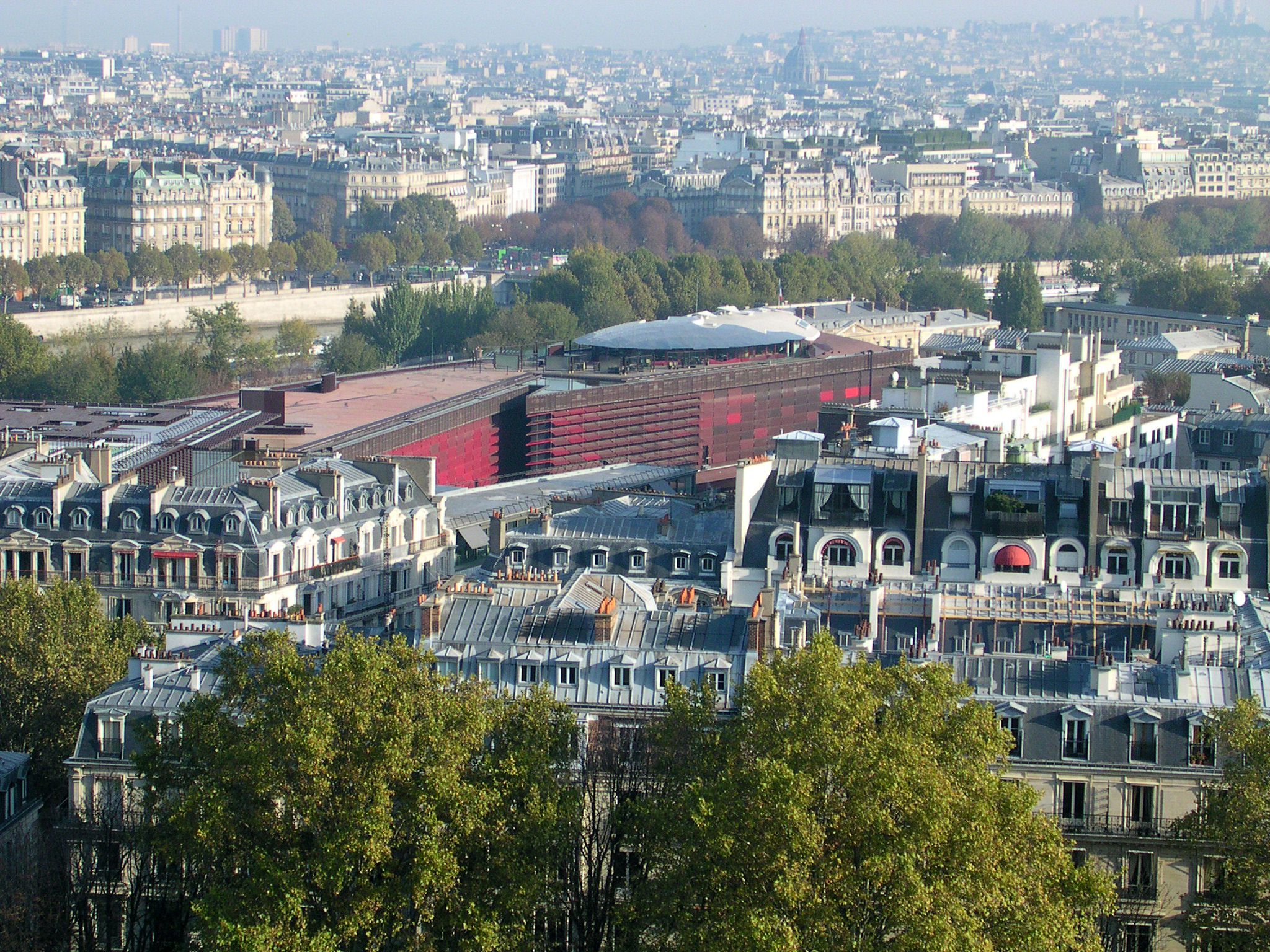
Le musée du Quai Branly.

Sur le plan intérieur, Jacques Chirac a laissé son empreinte avec des actions de différentes ampleurs.
Une de ses premières mesures concerne la suppression du service militaire, accompagnée de la professionnalisation de l’armée (une réforme parfois considérée comme étant la plus importante de ses deux mandats présidentiels).
Parmi les grands projets de son quinquennat, figurent les objectifs de lutte contre l'insécurité routière (le gouvernement affiche le bilan de − 40 % de morts sur les routes entre 2003 et 2007), contre le cancer (avec l'élaboration, en 2003, d'un plan de 70 mesures ayant conduit à l'augmentation des crédits alloués à la recherche médicale) et de soutien aux personnes handicapées (création d'une prestation de compensation du handicap).
La lutte contre l'insécurité, menée par son ministre de l'Intérieur Nicolas Sarkozy conduit à un bilan contrasté : si les crimes et délits ont baissé de 9 %, principalement grâce à la forte baisse des atteintes aux biens, les violences faites aux personnes augmentent de 16 %.

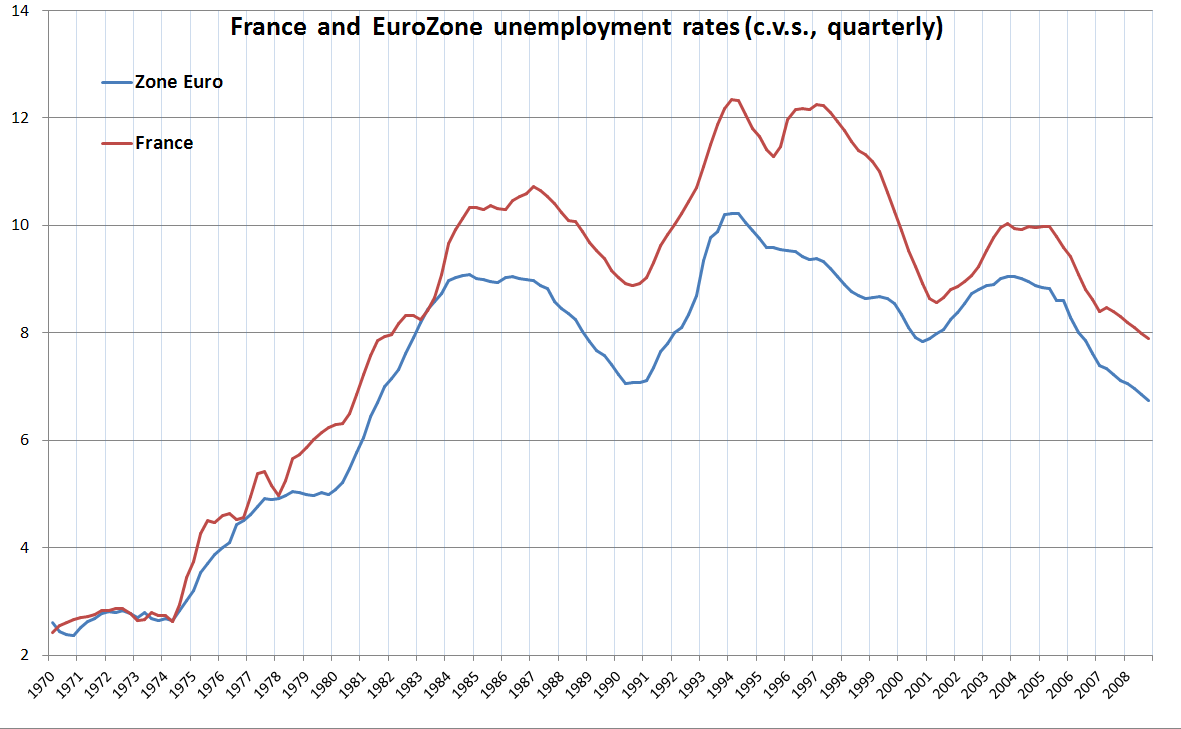
Taux de chômage en France (en rouge) et dans la zone euro (en bleu). Données trimestrielles desaisonnalisées, 1970-2007.

Jacques Chirac laisse après ses mandats présidentiels un bilan économique et social mitigé. La lutte contre le chômage (l'une des priorités de Jacques Chirac lors de son élection) s'est avérée délicate : le nombre de chômeurs s'établissait à 11,3 % de la population active à son arrivée à l'Élysée, contre 8,4 % à son départ ; mais la baisse la plus significative a eu lieu de 1997 à 2001 (-3 points environ), c'est-à-dire lors de la cohabitation (durant laquelle Jacques Chirac n'avait, de facto, pratiquement aucune prise sur les décisions de politique intérieure). Toutefois, la fin de son quinquennat (2005-2007) est également marquée par une assez forte réduction du nombre de chômeurs (-1 point environ). La dette publique, quant à elle, a augmenté de neuf points durant la présidence de Chirac, pour culminer à 63,9 % fin 2006. De plus, alors que Jacques Chirac avait fondé son élection, en 1995, sur le combat contre la « fracture sociale », les inégalités sociales ont continué de croître depuis cette date,. Sa promesse, lors de la campagne de l'élection présidentielle de 2002, de diminuer la pression fiscale, n'est, elle aussi, qu'imparfaitement respectée : certes, une réforme de l'impôt sur le revenu a été réalisée, mais ses effets ne se sont fait sentir que sur les hauts et bas revenus (au détriment de la classe moyenne) et, globalement, les prélèvements obligatoires ont, rapportés au PIB, augmenté de 1,7 point entre 1995 et 2006. Enfin, d'un point de vue sociologique, la situation et le moral des classes moyennes se sont détériorés durant la présidence de Jacques Chirac.
Dans son discours au Vélodrome d'Hiver tenu le 16 juillet 1995, Jacques Chirac rompt avec la politique de tous ses prédécesseurs en reconnaissant officiellement la responsabilité de la France dans la déportation des juifs français en Allemagne nazie lors de la Seconde Guerre mondiale. Cette allocution a ainsi revêtu une portée historique, et a été majoritairement saluée comme telle, même si les tenants de la doctrine gaullienne (qui rejettent une telle reconnaissance de la responsabilité de la France au motif que celle-ci, durant la Seconde Guerre mondiale, était incarnée à Londres par le général de Gaulle, et non par le régime de Vichy), comme Pierre Messmer ou Pierre Juillet, ont vigoureusement dénoncé ce discours.
Il lance la construction du musée des Arts premiers, qui est inauguré en juin 2006. Jacques Chirac, depuis longtemps passionné par les arts dits premiers, notamment les arts inuits,, a longuement œuvré pour la construction de ce musée. Le 21 juin 2016, dix ans après son inauguration, le musée prend le nom de l'ancien président Jacques Chirac, à l'initiative du projet. Son emblème est une statuette chupicuaro.
Sur un plan plus politique, il est considéré comme le responsable de l'échec de la dissolution de l'Assemblée nationale, en 1997 : l'Assemblée, très majoritairement aux mains du président de la République, bascule à gauche.

#### Sur le plan institutionnel
Sous les mandats de Jacques Chirac, quatorze réformes constitutionnelles ont été votées (sur 24 depuis 1958).
Parmi celles-ci, les plus emblématiques furent celle instaurant un quinquennat par référendum, en 2000 (Jacques Chirac, à cette occasion, ne donne, lors d'une intervention télévisée consacrée au sujet, aucune consigne de vote : « Si les Français disent oui, c'est très bien. S'ils répondent non, c'est très bien aussi ») ; celle ajoutant dans la constitution une « Charte de l'environnement », un projet qui lui tenait à cœur ; celle inscrivant dans la Constitution l'interdiction en France de la peine de mort ; et celle portant sur la réforme du « statut pénal du chef de l'État ».
Sur le plan de la pratique du pouvoir, Jacques Chirac s'est révélé être un Président à la communication économe, sa fille Claude, qui s'inspirait de Jacques Pilhan, conseiller en communication du président François Mitterrand, lui faisant adopter une attitude solennelle afin de donner de la hauteur à la fonction présidentielle.
Cette position, ainsi que son programme de réformes, diffère de la posture d'« hyper-président » de ses successeurs. Il est ainsi critiqué par Nicolas Sarkozy, qui taxe ses prédécesseurs de « rois fainéants ». Le journaliste Steven Erlanger parle « d'années mortes » et d'une « période digne de Brejnev ». L'écrivain et essayiste d'extrême-droite Laurent Obertone, dans La France Orange mécanique, écrit à son propos qu'il avait « un programme de conseiller général » et un « bilan que plus facile à défendre », tandis que Patrick Buisson, dans La Cause du peuple, tient des propos similaires (« domaine présidentiel réduit au périmètre du Téléthon ») et affirme que l'absence de dessein à la tête de l'État fut le contraire de sa pugnacité de candidat dans l'opposition (et également du gaullisme), et reproche aussi sa reddition systématique face aux manifestations. Buisson et Obertone estiment que Chirac ne gérait que des dossiers plutôt mineurs et d'ordre social, presque apolitiques : sécurité routière, lutte contre le cancer et aide aux handicapés,. Ce programme-triptyque est réutilisé par Éric Zemmour, lui aussi critique envers le bilan de Chirac et son manque de constance idéologique.

#### En politique étrangère

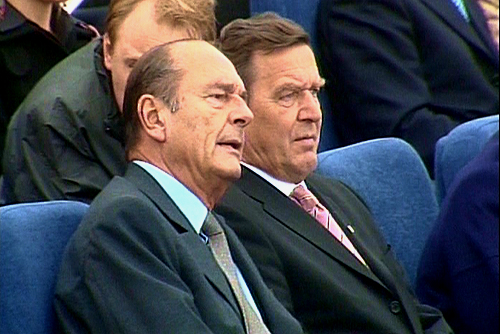
Jacques Chirac et le chancelier allemand Gerhard Schröder le 31 mai 2003.

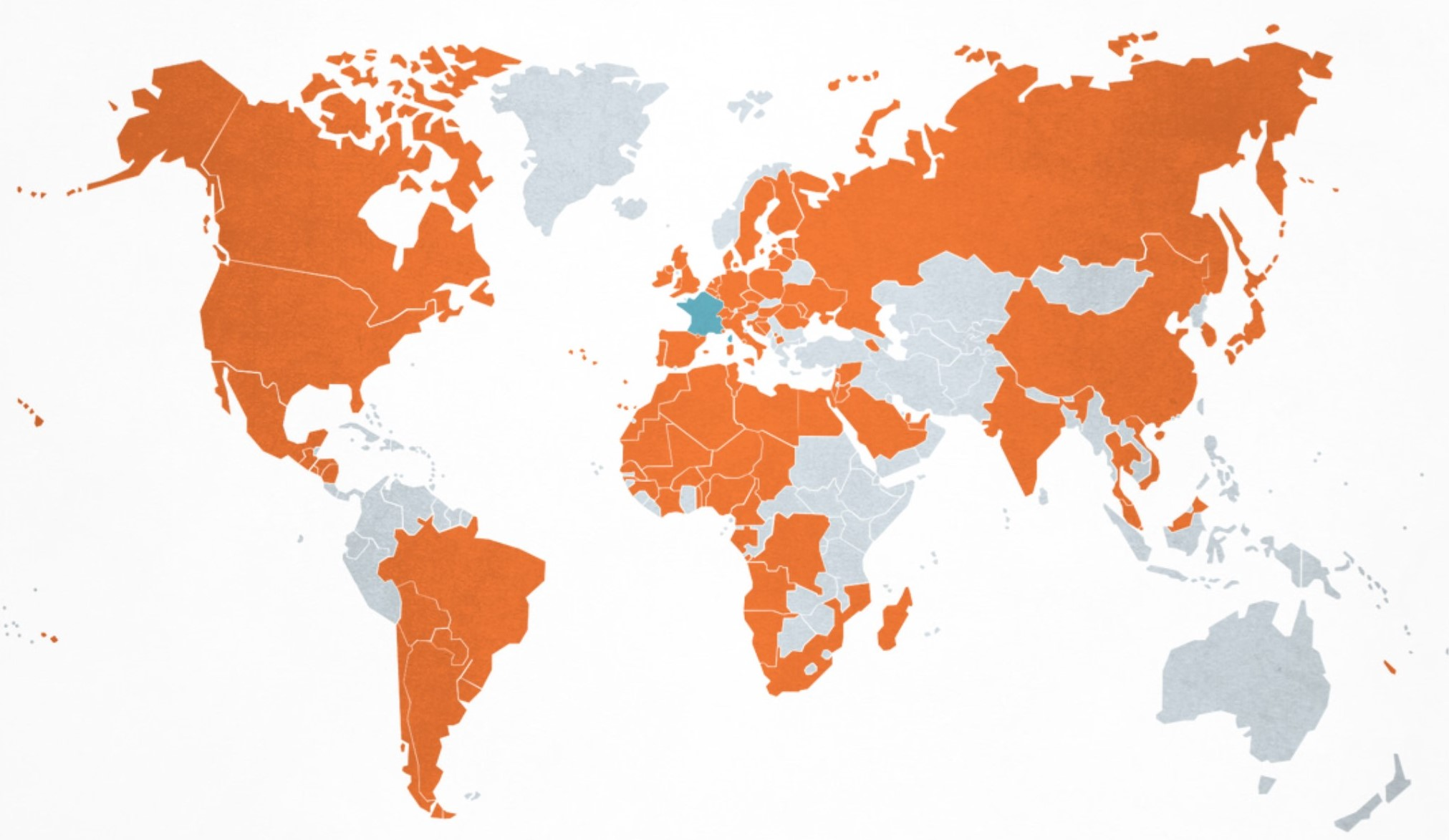
Carte des pays visités par Jacques Chirac durant ses deux mandats (1995 - 2007)

La France s'engage dans la guerre du Kosovo, en 1999, et dans celle d'Afghanistan, en 2001.
Jacques Chirac est opposé à la guerre d'Irak en 2003. Selon un sondage réalisé en 2005 par l'institut LH2, il s'agit du point le plus positif du bilan de Jacques Chirac à l'Élysée. À l'occasion de ce refus de la guerre menée par George W. Bush, le Président français a conforté sa stature internationale, ainsi que sa popularité au sein du monde arabe. Il en a surtout profité pour développer la théorie dite du « monde multipolaire » par laquelle il entend promouvoir la vision d'un monde fait d'entités régionales fortes (afin de garantir la souveraineté nationale), qui cohabiteraient entre elles en vertu d'un droit international public renforcé qu'appliquerait l'Organisation des Nations unies (ONU), de manière à empêcher toute forme d'unilatéralisme. Il s'agit donc, selon l'universitaire Laurent Lombart, d'une thèse inédite visant à concilier la politique gaullienne de défense de l'indépendance nationale et la vision internationaliste soutenue, entre autres, par l'ancien Président américain Woodrow Wilson. Jacques Chirac inscrit également cette position dans le cadre d'un rejet du concept de « guerre des civilisations », inventé par le politologue et philosophe néo-conservateur Samuel Huntington, et repris par l'administration Bush ; après son départ de la Présidence, Chirac déclare ainsi à Riyad, en Arabie saoudite : « Chacun mesure que la guerre des civilisations prophétisée par certains mauvais augures est le piège majeur du monde nouveau ».
Si Jacques Chirac a toujours aimé l'Afrique, le bilan de ses actions en Afrique n'est pas sans aspérités : certes, certaines initiatives ont été saluées, comme l'instauration d'une taxe sur les billets d'avion au profit du développement et de la lutte contre le SIDA, mais il lui a aussi été reproché d'avoir poursuivi la politique de la « Françafrique », ou encore de ne pas avoir su anticiper les mutations politiques, économiques et sociales du continent africain, ce qui s'est traduit pour la France par une perte d'influence politique et une décrue des investissements commerciaux (le tout au profit de la Chine et des États-Unis, principalement).
La reprise des essais nucléaires, à Moruroa, en Polynésie française, à l'orée de son premier mandat, a été extrêmement critiquée par la communauté internationale même si aucun accord international n'a alors été violé, la France n'adoptant, sur décision de Chirac du reste, le Traité de non-prolifération nucléaire (TNP) que postérieurement. Jacques Chirac, a par ailleurs, en 2006, apporté une évolution à la doctrine nucléaire française en ajoutant deux nouveaux cas de recours à l'arme atomique : la « garantie des approvisionnements stratégiques et la défense de pays alliés » et la lutte contre des États qui « auraient recours à des moyens terroristes contre [la France] ».
Le rejet par référendum du traité constitutionnel européen (ou « Constitution européenne »), voulu par Jacques Chirac, a entraîné la disparition de ce projet et a conduit, par voie de conséquence, à des tensions politiques au sein de l'Union européenne. Jacques Chirac est comptable de cet échec dans la mesure où de nombreux analystes politiques estiment que le mécontentement du peuple français au moment du vote et la mauvaise campagne du président de la République ont lourdement influé sur l'issue de la consultation référendaire.

### Prises de position et idéologie

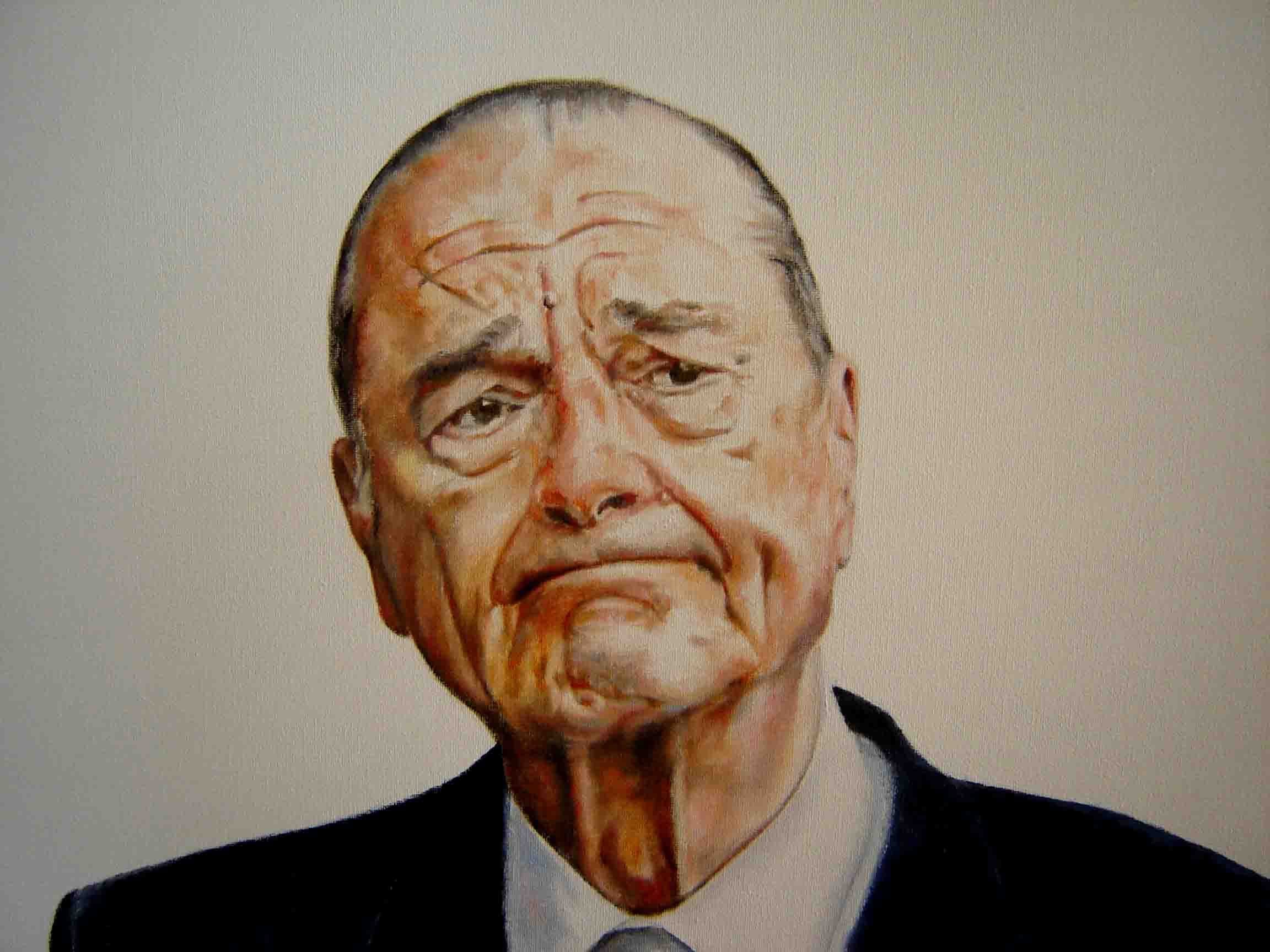
Portrait de Jacques Chirac peint par Donald Sheridan (2013).

La carrière politique de Jacques Chirac, d'une durée de plus de quarante ans, est l'une des plus importantes de la Cinquième République. Sur le plan des idées, il se montre très inconstant. Les commentateurs le qualifient d'opportuniste ou de pragmatique. Lui-même fait plusieurs déclarations contradictoires. Il déclare notamment : « Ce n'est pas de ma faute si j'ai une gueule de droite », ou, faisant référence à son militantisme communiste de jeunesse : « Quand j'avais 20 ans, j'avais un certain nombre de convictions et au fond je ne suis pas sûr qu'elles aient beaucoup changé. Je crois même qu'elles sont finalement restées les mêmes ».
Dans sa jeunesse, il est très engagé à gauche : il vend ainsi le quotidien communiste L'Humanité rue de Vaugirard, en parallèle à ses études à Sciences-Po. À la même époque, il rejette la proposition de son condisciple et ami Michel Rocard de rejoindre la SFIO pour cause de trop grande « mollesse » des socialistes. À sa sortie de l'ENA, en 1962, c'est cependant dans le cabinet du Premier ministre UNR, Georges Pompidou, qu'il s'engage. Il explique alors à Olivier Guichard avoir hésité entre Pompidou et l'OAS (ennemie jurée du pouvoir en place). Éric Zemmour souligne le fait que Chirac mentionne Pompidou et non le général de Gaulle : pour lui comme pour Philippe Reinhard, Chirac, quel que soit le caractère fluctuant de ses opinions, et en dépit de ce qu'il prétendra plus tard, n'a jamais été un gaulliste convaincu,. Dans ses mémoires, il vante souvent des hommes de gauche tel qu'Hubert Védrine et traite froidement ses collaborateurs de droite.
Si Jacques Chirac s'est revendiqué gaulliste, il est aussi passé par diverses phases comme le « travaillisme à la française » ou le « libéralisme à la française ». Beaucoup d’analystes politiques ont estimé que sa véritable sensibilité politique s'est progressivement révélée être plus proche du radical-socialisme d'antan,, et, qu'au fond, son véritable maître à penser aurait pu être le radical-socialiste Henri Queuille, comme lui figure emblématique de la Corrèze, qui estimait qu'« il n'est pas de problème dont une absence de solutions ne finisse par venir à bout »,.
Sur le plan économique, il est d'abord un fervent partisan de l'industrialisme pompidolien. Une fois Premier ministre de Valéry Giscard d'Estaing, il est contraint de s'aligner sur la politique économique définie par le président de la République. À la fin des années 1970, une fois sorti de Matignon, il promeut un « travaillisme à la française ». Revenu à la tête du gouvernement en 1986, il défend une politique monétariste et libérale (privatisations, suppression de l'impôt sur les grandes fortunes…) inspirée par les théories de l'école de Chicago et par ce qui est fait aux États-Unis et au Royaume-Uni par Ronald Reagan et Margaret Thatcher dans le cadre de la révolution conservatrice. Enfin, lors de la campagne de 1995, Jacques Chirac, renonçant aux politiques libérales, pourfend « la fracture sociale » en s'appuyant sur les analyses de l'économiste et démographe Emmanuel Todd. Il indique d'ailleurs dans ses mémoires qu'il ne se sent pas libéral.
Pour Éric Zemmour, la politique qu'il mène au pouvoir diffère sensiblement selon les époques, puisqu'il serait passé d'une droite conservatrice traditionnelle et économiquement libérale (de 1986 à 1988) à un certain radical-socialisme (pendant son second mandat présidentiel). Une constante, en revanche, est l'humanisme qui l'anime, tant dans sa conception des rapports personnels, que dans certaines de ses opinions : ainsi, en 1975, il défend contre beaucoup des membres de son parti la loi Veil relative à l'interruption volontaire de grossesse, et, en 1981, il est un des rares députés RPR à voter l'abolition de la peine de mort. Sa position dans ces deux dossiers n'est toutefois pas immuable : en 1975, il se dit « favorable à la peine de mort en cas de prises d'otages » et, en 1979, vote contre la reconduction de la loi sur l'interruption volontaire de grossesse.
Enfin, Jacques Chirac a également beaucoup évolué sur la question de l'Europe politique. Après avoir défendu l'« Europe des nations » et rejeté ainsi toute autorité politique supranationale et européenne lors de l'appel de Cochin, il assimile progressivement l'idée de l'Union européenne, et appelle finalement à voter « oui » lors du référendum de Maastricht en 1992, contre l'avis général du RPR. Par la suite, il se montre résolument en faveur du fédéralisme européen.

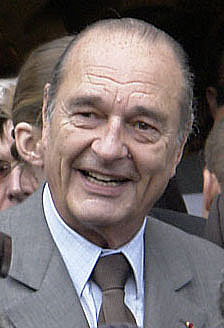
Chirac au Salon international de l'agriculture (mars 2007).

Bien que chef de la droite pendant plus de vingt ans, Jacques Chirac n'est donc pas toujours conforme aux standards de la droite républicaine traditionnelle. En 2009, Bernadette Chirac déclare à François Hollande : « Vous savez, mon mari a toujours été de gauche ». Anh Đào Traxel le reconnaît également. Les chiraquiens Jean-Louis Debré et Denis Tillinac ont le même ressenti,. Les hommes politiques Christian Vanneste et Laurent Wauquiez dénoncent sa tendance radicale-socialiste, y compris dans les domaines sociaux. Patrick Rotman déclare qu'il est le chef « d'une droite qu'il n'aime pas et qui ne l'aime pas ».
Son absence de continuité idéologique lui a souvent été reprochée, même si la nature de ces critiques diverge : certains y voient l'absence de toute conviction, alors que d'autres y décèlent de l'opportunisme, citant sa phrase célèbre prononcée à un proche au début de la campagne présidentielle de 1995, « je vous surprendrai par ma démagogie ». Cette volatilité est décriée jusque dans la presse étrangère et moquée par Les Guignols de l'info et ses opposants, qui le surnomment « Jacques Chirouette »,. Marie-France Garaud dira de lui : « Je croyais que Chirac était du marbre dont on fait les statues. En réalité, il est de la faïence dont on fait les bidets ».
D'une manière générale, les analystes dressent un bilan globalement négatif de sa carrière et soulignent son inconstance, son caractère de « girouette » ou de « caméléon », celui d'un « éternel opportuniste », « sa propension effarante aux beaux discours non suivis d'effets et aux grands engagements jamais tenus », son absence de scrupules, l'importance des corruptions couvertes par une immunité ad hoc, l'échec de ses courtes tentatives de réformes économiques dans une époque où l'influence de la France s'est amoindrie,.

## Affaires judiciaires et scandales

### Affaires du RPR et de la mairie de Paris
Le 21 septembre 2000, est publié dans le journal Le Monde un aveu posthume de Jean-Claude Méry, promoteur immobilier, financier occulte du RPR, lequel accuse Jacques Chirac, alors maire de Paris, d'avoir été au cœur du système. Le RPR est accusé d'avoir alimenté son budget à l'aide de commissions versées par des entreprises du bâtiment auxquelles la région Île-de-France a confié en contrepartie d'importants travaux publics. Jacques Chirac était alors le président du RPR. Il était également maire de Paris lors des faits de l'affaire des faux électeurs du 3e arrondissement de Paris, qui ne le concernera pas lors de l'instruction. Une enquête a lieu dans le cadre du financement de voyages en avion à caractère privé de l'ancien maire. Bertrand Delanoë, nouveau maire de Paris, ignorant ces premières accusations, rend public durant la campagne présidentielle de 2002 un rapport détaillant les 2,13 millions d'euros (soit 700 euros par jour) dépensés en « frais de bouche » (frais de représentation du Maire) par Jacques Chirac et sa femme entre 1987 et 1995 ; un non-lieu pour prescription est prononcé par le juge d'instruction Philippe Courroye en 2003.
Au total, depuis les années 1990, le nom de Jacques Chirac est régulièrement évoqué dans huit affaires judiciaires impliquant notamment la mairie de Paris, parmi lesquelles l'affaire des emplois fictifs, l'affaire des faux chargés de mission, ou encore l'affaire des HLM de Paris. La plupart de ces affaires ont été jugées (certains de ses proches collaborateurs comme Michel Roussin, Louise-Yvonne Casetta ou Alain Juppé ont été condamnés) ou classées sans suite, ou sont en cours. Jacques Chirac a toujours refusé de témoigner devant la justice et de se rendre aux convocations des juges lorsqu'il était président de la République en raison du statut pénal de ce dernier, le tenant à l'abri de poursuites judiciaires durant toute la période de son mandat. En conséquence, des personnalités politiques de gauche comme Jack Lang, Noël Mamère ou Arnaud Montebourg ont réclamé un changement de la législation et la fin de « l'immunité présidentielle ».
Le 16 juin 2007 (un mois après la fin de son mandat), cette immunité arrive à son terme. Le 19 juillet, Jacques Chirac est entendu une première fois par la justice, comme témoin assisté, rue de Lille, dans une des affaires des emplois fictifs du RPR. Convoqué pour une seconde audition le 21 novembre suivant, Jacques Chirac se voit notifier sa mise en examen, par la juge Xavière Simeoni du pôle financier du tribunal de Paris, dans le cadre de l'affaire des chargés de mission de la ville de Paris employés au cabinet de celui qui était alors maire de la ville.
Le 30 octobre 2009, Jacques Chirac est renvoyé devant le tribunal correctionnel par la juge Xavière Simeoni, dans l'affaire des emplois fictifs de la mairie de Paris. Chirac sera jugé pour abus de confiance et détournement de fonds, mais bénéficie en revanche d'un non-lieu pour le chef de faux en écriture publique (qui lui aurait valu la Cour d'assises). Qualifié de « concepteur », « auteur » et « bénéficiaire » du « système » par l'ordonnance de 125 pages, il se déclare « serein » quant à l'issue de ce procès.
Le 18 décembre 2009, dans un second volet de l'affaire des emplois fictifs de la mairie de Paris, Jacques Chirac est à nouveau mis en examen par le juge de Nanterre, Jacques Gazeaux.
Après avoir été reporté en raison d'une question prioritaire de constitutionnalité, son procès se déroule du 5 au 23 septembre 2011, en l'absence du prévenu pour raisons de santé (d'après un rapport médical, Jacques Chirac souffre de troubles neurologiques « sévères » et « irréversibles ») et de la victime de l'infraction, la mairie de Paris (Bertrand Delanoë a retiré son avocat à la suite d'un accord financier avec l'UMP et Jacques Chirac). Le 15 décembre 2011, alors que le parquet avait requis la relaxe, le tribunal correctionnel de Paris condamne Jacques Chirac dans les deux volets de l'affaire (Paris et Nanterre), à deux ans d’emprisonnement avec sursis pour « détournement de fonds publics », « abus de confiance », « prise illégale d'intérêts » et « délit d'ingérence »,. Pour le tribunal, il est « l'initiateur et l'auteur principal des délits » et « a manqué à l'obligation de probité qui pèse sur les responsables publics, au mépris de l'intérêt public des Parisiens »,. C'est la première fois qu'un ancien président de la République française est condamné par la justice. Jacques Chirac décide de ne pas interjeter appel de cette décision, mais « conteste catégoriquement ce jugement ».

### Affaire du compte japonais
Un document interne de la DGSE de 1996 fait état de l'existence d'un compte bancaire de Jacques Chirac au Japon, pays dans lequel il aime se rendre, crédité de « 300 millions de francs » en 1996. Cette note est envoyée par le chef de poste de la DGSE à Tokyo au siège des services à Paris le 11 novembre 1996. Elle fut rendue publique dans le livre Machinations des journalistes Laurent Valdiguié et Karl Laske (Denoël, novembre 2006).
En 2001, Gilbert Flam, magistrat détaché à la DGSE, a ouvert une enquête au Japon pour vérifier des soupçons d'existence de comptes bancaires appartenant à Jacques Chirac à la Tokyo Sowa Bank et les liens pouvant exister entre Jacques Chirac et l'ancien banquier Shōichi Osada. Après la réélection de Jacques Chirac, en 2002, Gilbert Flam a été limogé.
Le 19 avril 2006, dans Le Canard enchaîné, Nicolas Beau affirme qu'un classeur au nom de Gilbert Flam sur « d'hypothétiques comptes bancaires de Chirac au Japon », a été saisi chez le général Philippe Rondot. En 2001, le général Rondot avait mené une enquête interne sur les services secrets pour savoir s'ils avaient enquêté sur Jacques Chirac, à la demande de ce dernier. Interrogé par les juges le 28 mars 2006, le général Rondot a confirmé dans un premier temps l'existence d'un compte Chirac, avant de revenir sur ses déclarations.
Selon le Canard enchaîné du 23 mai 2007, de nouveaux documents saisis chez le général Rondot accréditeraient l'existence du compte bancaire en question. Le parquet de Paris aurait tenu une réunion le 21 mai 2007 pour examiner les conséquences possibles de ces éléments nouveaux,,. Une vérification des autorités bancaires, effectuée à la demande de l'ancien président français, à l'automne 2007, a cependant montré l'absence de compte au nom de Jacques Chirac à la TSB. Aucune instruction judiciaire ne sera ouverte en vue d'une mise en examen et plusieurs journalistes d'investigation (Pierre Péan, Karl Laske et Laurent Valdiguié, Gérard Davet et Fabrice Lhomme) ont conclu que cette affaire n'était qu'une rumeur sans fondement.

### Affaire Borrel
À partir de 2004, les autorités djiboutiennes souhaitent se voir reconnues compétentes pour mener l'enquête sur l'assassinat du juge Borrel survenu à Djibouti le 18 octobre 1995 (l'instruction sur l'assassinat de Bernard Borrel est encore en cours, actuellement dirigée par le juge Sophie Clément du tribunal de Paris). Or, le 29 janvier 2005, le ministère des affaires étrangères français assure publiquement, par communiqué de presse, qu'une copie du dossier d'instruction français relatif au décès de Bernard Borrel serait « prochainement transmise à la justice djiboutienne », qui en avait fait la demande. Cette communication est intervenue dix jours avant que la juge Sophie Clément ne soit officiellement saisie de cette demande d'entraide judiciaire. La juge refusera le 8 février 2005 la transmission, estimant notamment que la demande de Djibouti avait « pour unique but de prendre connaissance […] de pièces mettant en cause le procureur de la République de Djibouti ».
Le comportement d'Hervé Ladsous, alors porte-parole du Quai d'Orsay, s'analyse, selon Élisabeth Borrel, en une pression sur la juge Clément. Elle dépose alors une plainte avec constitution de partie civile, et une enquête est confiée aux juges Fabienne Pous et Michèle Ganascia le 2 mars 2006 (instruction toujours en cours).
Jacques Chirac et la présidence de la République seraient mêlés à ces pressions sur la justice. D'après des documents saisis au Quai d'Orsay et à la Chancellerie, et cités par le journal Le Monde, l'idée de saisir la Cour internationale de justice contre la France pour contourner la juge d'instruction Sophie Clément et avoir accès au dossier a été suggérée par Jacques Chirac au président djiboutien.

### Autres
Après l’élection de Jacques Chirac à la mairie de Paris, son chauffeur personnel, Jean-Claude Laumond, interrogé sur les fonds spéciaux du gouvernement, indique avoir déposé à l’hôtel de ville de Paris un coffre rempli de billets de 500 francs en provenance de l’hôtel de Matignon.
En octobre et novembre 2009, Charles Pasqua puis Arcadi Gaydamak affirment que Jacques Chirac et Dominique de Villepin, secrétaire général de l'Élysée sous sa présidence, ont participé aux ventes d'armes à l'Angola,.
D'après Ajay Sooklal, ancien avocat de la compagnie française d’armement Thales, Jacques Chirac a fait pression en 2004 sur les autorités sud-africaines afin que le groupe ne soit pas poursuivi pour corruption.

### Budget de la présidence
Alors que Jacques Chirac promettait, lors du débat présidentiel de 1995, de baisser le budget de la présidence de la République, celui-ci a été multiplié par neuf entre 1995 et 2007. Les services de l'Élysée justifient cette augmentation par la disparition en 2001 des fonds spéciaux qui alimentaient largement le fonctionnement de la présidence et par le fait que les réformes budgétaires de l'État ont conduit à faire assumer par le budget de fonctionnement de l'Élysée des crédits importants, notamment de rémunération du personnel de l'Élysée, qui étaient auparavant répartis entre les ministères concernés selon la procédure de la mise à disposition.
Selon le député René Dosière, spécialiste de la gestion des finances publiques, le budget de l'Élysée, qui n'est soumis à aucun contrôle (ce n'est plus le cas depuis 2009), est en réalité trois fois supérieur aux 31,8 millions d'euros évoqués en 2007,.
| Année | Président           | Montant (millions d'euros) |
| ----- | ------------------- | -------------------------- |
| 1960  | Charles de Gaulle   | 2,35                       |
| 1974  | Georges Pompidou    | 2,53                       |
| 1981  | François Mitterrand | 3,03                       |
| 1994  | François Mitterrand | 3,31                       |
| 1997  | Jacques Chirac      | 7,78                       |
| 1998  | Jacques Chirac      | 13,73                      |
| 2001  | Jacques Chirac      | 21,2                       |
| 2003  | Jacques Chirac      | 30,9                       |
| 2005  | Jacques Chirac      | 31,9                       |
| 2007  | Jacques Chirac      | 31,8                       |

## Détail des mandats et fonctions

### À la présidence de la République
- 17 mai 1995 – 16 mai 2007 : président de la République française.

### Au gouvernement
- 6 avril 1967 – 31 mai 1968 : secrétaire d'État aux Affaires sociales, chargé des Problèmes de l'emploi du gouvernement Georges Pompidou IV.
- 31 mai – 10 juillet 1968 : secrétaire d'État à l'Économie et aux Finances du gouvernement Georges Pompidou IV.
- 12 juillet 1968 – 20 juin 1969 : secrétaire d'État à l'Économie et aux Finances du gouvernement Maurice Couve de Murville.
- 22 juin 1969 – 7 janvier 1971 : secrétaire d'État auprès du ministre de l'Économie et des Finances du gouvernement Jacques Chaban-Delmas.
- 7 janvier 1971 – 6 juillet 1972 : ministre délégué auprès du Premier ministre, chargé des relations avec le Parlement du gouvernement Jacques Chaban-Delmas.
- 6 juillet 1972 – 2 avril 1973 : ministre de l'Agriculture et du Développement rural du gouvernement Pierre Messmer I.
- 5 avril 1973 – 27 février 1974 : ministre de l'Agriculture et du Développement rural du gouvernement Pierre Messmer II.
- 27 février – 27 mai 1974 : ministre de l'Intérieur du gouvernement Pierre Messmer III.
- 27 mai 1974 – 25 août 1976 : Premier ministre (gouvernement Jacques Chirac I).
- 20 mars 1986 – 11 mai 1988 : Premier ministre (gouvernement Jacques Chirac II).

### À l’Assemblée nationale
- 3 avril – 7 juillet 1967 : député de la 3e circonscription de la Corrèze.
- 11 juillet – 12 août 1968 : député de la 3e circonscription de la Corrèze.
- 2 avril – 6 mai 1973 : député de la 3e circonscription de la Corrèze.
- 15 novembre 1976 – 2 avril 1978 : député de la 3e circonscription de la Corrèze.
- 3 avril 1978 – 22 mai 1981 : député de la 3e circonscription de la Corrèze.
- 2 juillet 1981 – 1er avril 1986 : député de la 3e circonscription de la Corrèze.
- 2 avril 1986 : député du département de la Corrèze.
- 23 juin 1988 – 1er avril 1993 : député de la 3e circonscription de la Corrèze.
- 2 avril 1993 – 16 mai 1995 : député de la 3e circonscription de la Corrèze.

### Au Parlement européen
- 17 juillet 1979 – 28 avril 1980 : député européen.

### Au niveau local
Conseil municipal
- 1965-1971 : conseiller municipal de Sainte-Féréole (Corrèze).
- 1971-1977 : conseiller municipal de Sainte-Féréole.
- 1977-1983 : membre du Conseil de Paris et maire de Paris.
- 1983-1989 : membre du Conseil de Paris et maire de Paris.
- 1989-1995 : maire de Paris.

Conseil général
- 1968-1970 : membre du conseil général de la Corrèze.
- 1970-1976 : membre et président du conseil général de la Corrèze.
- 1976-1979 : membre et président du conseil général de la Corrèze.
- 1979-1982 : membre du conseil général de la Corrèze.

## Synthèse des résultats électoraux

### Élections présidentielles
| 1981 |           | RPR | 5 225 848 | 18,00 | 3e         | Éliminé |       |
| 1988 | 6 063 514 | RPR | 19,94     | 2e    | 14 218 970 | 45,98   | Battu |
| 1995 | 6 348 375 | RPR | 20,84     | 2e    | 15 763 027 | 52,64   | Élu   |
| 2002 | 5 665 855 | RPR | 19,88     | 1er   | 25 537 956 | 82,21   | Réélu |

### Élections législatives
| Année | Parti  | Parti  | Circonscription  | 1er tour | 1er tour | 1er tour | 2d tour | 2d tour | 2d tour |
| Année | Parti  | Parti  | Circonscription  | Voix     | %        | Rang     | Voix    | %       | Issue   |
| ----- | ------ | ------ | ---------------- | -------- | -------- | -------- | ------- | ------- | ------- |
| 1967  |        | UDR    | 3e de la Corrèze | 15 289   | 42,81    | 1er      | 18 522  | 50,74   | Élu     |
| 1968  | 19 593 | UDR    | 3e de la Corrèze | 54,37    | 1er      |          |         | Élu     |         |
| 1973  | 19 667 | UDR    | 3e de la Corrèze | 51,73    | 1er      | Élu      |         |         |         |
| 1976  | RPR    | 21 146 | 3e de la Corrèze | 53,65    | 1er      | Élu      |         |         |         |
| 1978  | RPR    | 23 616 | 3e de la Corrèze | 54,29    | 1er      | Élu      |         |         |         |
| 1981  | RPR    | 20 466 | 3e de la Corrèze | 50,60    | 1er      | Élu      |         |         |         |
| 1988  | RPR    | 27 375 | 3e de la Corrèze | 58,05    | 1er      | Élu      |         |         |         |
| 1993  | RPR    | 25 951 | 3e de la Corrèze | 60,68    | 1er      | Élu      |         |         |         |

### Élections européennes
Les résultats ci-dessous concernent uniquement les élections où il est tête de liste.
| Année | Parti | Parti | Circonscription | Voix      | %     | Rang | Sièges obtenus |
| ----- | ----- | ----- | --------------- | --------- | ----- | ---- | -------------- |
| 1979  |       | RPR   | France          | 3 301 980 | 16,31 | 4e   | 15 / 81        |

### Élections municipales
Les résultats ci-dessous concernent uniquement les élections où il est tête de liste.
| Année | Parti          | Parti   | Commune | 1er tour | 1er tour | 1er tour | 2d tour | 2d tour | 2d tour   | Sièges obtenus | Sièges obtenus |
| Année | Parti          | Parti   | Commune | Voix     | %        | Rang     | Voix    | %       | Rang      | CM             |                |
| ----- | -------------- | ------- | ------- | -------- | -------- | -------- | ------- | ------- | --------- | -------------- | -------------- |
| 1977  |                | RPR     | Paris   | 223 072  | 26,20    | 2e       | 394 628 | 49,50   | 1er       | 54 / 109       |                |
| 1983  | RPR (UDF-CNIP) | 526 101 | Paris   | 61,59    | 1er      | 68 525   | 51,65   | 1er     | 140 / 162 |                |                |
| 1989  | RPR (UDF-CNIP) | 369 231 | Paris   | 53,60    | 1er      | 169 625  | 51,35   | 1er     | 141 / 162 |                |                |

## Décorations et reconnaissances

### Décorations françaises
Ses principales décorations sont :
- Grand-croix de la Légion d'honneur (1995, grand maître en qualité de président de la République)
- Grand-croix de l'ordre national du Mérite (1974 en qualité de Premier ministre[349])
- Croix de la Valeur militaire
- Commandeur de l'ordre du Mérite agricole de droit en tant que ministre de l'Agriculture (1972)[350]
- Chevalier de l'ordre du Mérite maritime (1966)[351]
- Chevalier de l'ordre du Mérite touristique (1963)[352]
- Chevalier de l'ordre des Arts et des Lettres
- Médaille de l'Aéronautique[353]
- Chevalier de l'ordre du Mérite sportif‎
- Croix du combattant
- Médaille commémorative des opérations de sécurité et de maintien de l'ordre (agrafe Algérie)
- Médaille de reconnaissance de la Nation
- Chevalier de l'Étoile noire
- Prix Louise-Michel 1986, remis par le Centre d'études politiques et de société[354],[355].

### Décorations étrangères
- Grand-croix de l'ordre de Bonne Espérance, Afrique du Sud (1996)[356].
- Grande étoile de la décoration d'Honneur pour services rendus à la république d'Autriche, Autriche (1998)[357].
- Collier de l'ordre Heydar Aliyev, Azerbaïdjan.
- Grand-croix de l'ordre national, Bénin (1995).
- Grand collier de l'ordre du Condor des Andes[358], Bolivie (1997).
- Grand-croix de l'ordre national de la Croix du Sud, Brésil.
- Collier de l'ordre de famille de Laila Utama, Brunei (décembre 1996)[357].
- Chevalier du grand ordre de Mugunghwa, Corée du Sud (2000).
- Chevalier du collier de l'ordre d'Isabelle la Catholique, Espagne (1999).
- Collier de l'ordre de Charles III, Espagne (2006).
- Collier de l'ordre de la fédération des Émirats arabes unis (1997).
- Grand-croix avec collier de l'ordre de la Croix de Terra Mariana, Estonie.
- Grand-croix avec collier de l'ordre de la Rose blanche, Finlande.
- Grand-croix avec collier de l'ordre du Mérite hongrois, Hongrie (2001).
- Chevalier grand-croix au grand cordon de l'ordre du Mérite, Italie[359].
- Croix de grand chevalier avec étoile de l'ordre du Faucon, Islande.
- Collier de l'ordre de Ali ibn Hussein, Jordanie.
- Grand-croix de l'ordre des Trois Étoiles, Lettonie.
- Grand cordon de l’ordre du Cèdre, Liban (1996).
- Grand cordon de l'ordre du Grand Conquérant, Libye (2004)[360].
- Grand-croix de l'ordre de Vytautas le Grand, Lituanie (1997)[361].
- Grand-croix de l'ordre du grand-duc Gediminas, Lituanie (24 juillet 2001)[361].
- Grand-croix pro Merito Melitensi de l'ordre souverain de Malte.
- Grand-croix de l'ordre du Ouissam alaouite, Maroc.
- Grand-croix de l'ordre de Saint-Charles, Monaco (1997)[362].
- Grand-croix de l'ordre royal norvégien du Mérite, Norvège (1988)[363].
- Grand-croix avec collier de l'ordre de Saint-Olaf, Norvège (2000)[363].
- Grand collier de l'État de Palestine, Palestine (1996).
- Grand-croix de l'ordre du Mérite, Pologne (1991).
- Chevalier de l'ordre de l'Aigle blanc, Pologne (1996).
- Grand-croix de l'ordre du Christ, Portugal (1975)[364].
- Grand-croix avec collier de l'ordre de l'Infant Dom Henri, Portugal (1999)[364].
- Officier de l’ordre national du Québec[365], Canada.
- Collier de l'ordre de l'Étoile de Roumanie.
- Chevalier grand-croix honoraire de l'ordre du Bain, Royaume-Uni.
- Membre de 1re classe de l'ordre du Mérite pour la Patrie, Russie (23 septembre 1997).
- Médaille « En commémoration du 300e anniversaire de Saint-Pétersbourg » (en), Russie (2003).
- Grand-croix de l'ordre national du Lion du Sénégal, Sénégal (2005).
- Grand-croix de l'ordre des Omeyyades, Syrie (1996)
- Chevalier de l'ordre des Séraphins, Suède (10 avril 2000).
- Membre de 1re classe de l'ordre du Lion blanc, Tchéquie (1997).
- Grand cordon de l'ordre de l'Indépendance, Tunisie (1986).
- Grand cordon de l'ordre de la République, Tunisie (2003).
- Médaille de la République orientale de l'Uruguay (en), Uruguay (1996)[366]
- Collier de l'ordre de Pie IX, Vatican.
- Chanoine d'honneur de la basilique Saint-Jean-de-Latran (1996)[367].
- Il a été fait « sage Hogon » stade suprême de la sagesse chez les Dogons lors d'un voyage officiel au Mali et au Niger en 2003[368].
- En 2007, il est lauréat du prix d'État de la fédération de Russie[369],[370].
- En 2013, il reçoit le prix de l'ONG Humanity in action, saluant son action pour la reconnaissance, en 1995, de la responsabilité de la France dans la déportation des Juifs pendant l'occupation allemande. Sa fille, Claude Chirac, l'a représenté lors de la cérémonie qui avait lieu à New York[371].

### Décorations internationales
- Ordre olympique échelon or, Comité international olympique (2003)[372].

### Satire médiatique
- Prix Ig-Nobel de la Paix 1996 : « pour avoir commémoré le cinquantième anniversaire du bombardement de Hiroshima avec des essais nucléaires dans le Pacifique ».

### Doctorathonoris causa
Les universités suivantes ont décerné à Jacques Chirac un doctorat honoris causa, qui est un titre honorifique attribué par une université ou par une faculté à une personnalité éminente :
- Université Keiō (Tokyo)[373] ;
- Université Lomonossov (Moscou, 2001)[373] ;
- Université francophone de Galatasaray (Istanbul, 2010)[373].

### Grade
Colonel de réserve de l'Armée de terre (Arme blindée et cavalerie), le 1er octobre 1992.

### Postérité

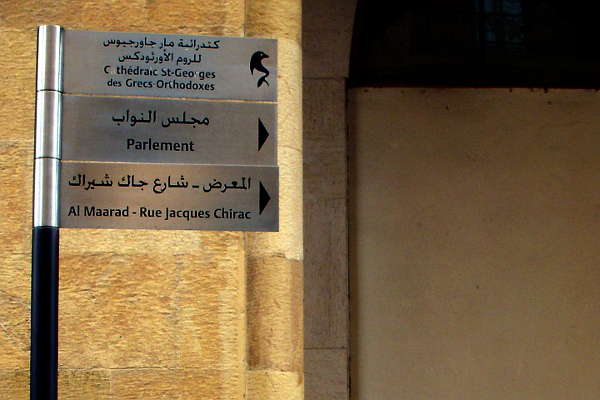
Plaque de la rue Jacques Chirac à Beyrouth (Liban).

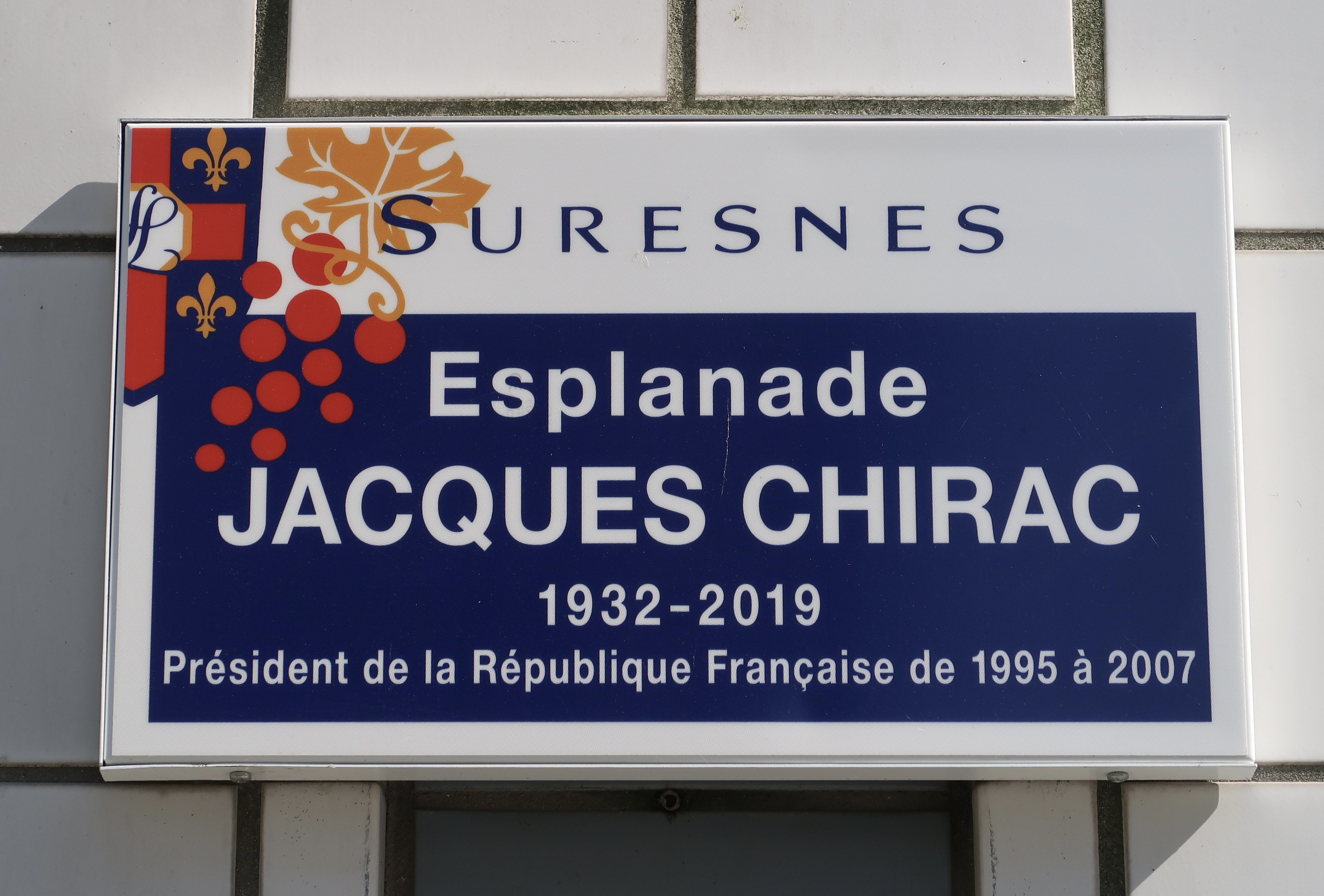
Plaque de l'esplanade Jacques Chirac à Suresnes (Hauts-de-Seine).

Passionné par les arts premiers, Jacques Chirac est à l'origine de la création à Paris du musée du Quai Branly, qu'il inaugure en 2006. Les collections de ce musée sont centrées autour des arts et civilisations d'Afrique, d'Asie, d'Océanie et des Amériques. Pour les dix ans du musée, une exposition lui est consacrée : « Jacques Chirac ou le dialogue des cultures » ; le 21 juin 2016, le musée prend le nom de musée du Quai Branly - Jacques-Chirac. En avril 2021, une grande partie du quai Branly est renommée quai Jacques-Chirac.
L’association « Avec le président Chirac » entend perpétuer la mémoire politique de Jacques Chirac.
En septembre 2025, la France compte soixante-quatorze lieux baptisés du nom de Jacques Chirac (places, rues, etc.).
De son vivant, au moins deux rues sont nommées en son honneur : une rue Jack-Chirac à Ramallah (Palestine) et une rue Jacques-et-Bernadette-Chirac à Brive-la-Gaillarde (Corrèze).
En 2019, situé sur l’avenue Mehdi Ibn Barka à Souissi, le « Groupe scolaire Jacques Chirac » ouvre ses portes à Rabat, au Maroc. Ce nom d’établissement est choisi afin de « rendre hommage à l’ancien président français, ainsi qu’aux liens amicaux qu’il a avec le Royaume ». En novembre 2019, le nom de Jacques Chirac est attribué à une avenue de la ville d'Abou Dabi, capitale des Émirats arabes unis.
Des établissements scolaires de Bussy-Saint-Georges, Castelnau-le-Lez, Viviers-lès-Lavaur et Meymac portent le nom « Jacques Chirac ». À Marseille, la « Cité scolaire internationale Jacques Chirac » accueille à partir de la rentrée 2024 plus de 2 000 élèves nationaux et internationaux.
La Poste dévoile en juillet 2020 un timbre à son effigie,.

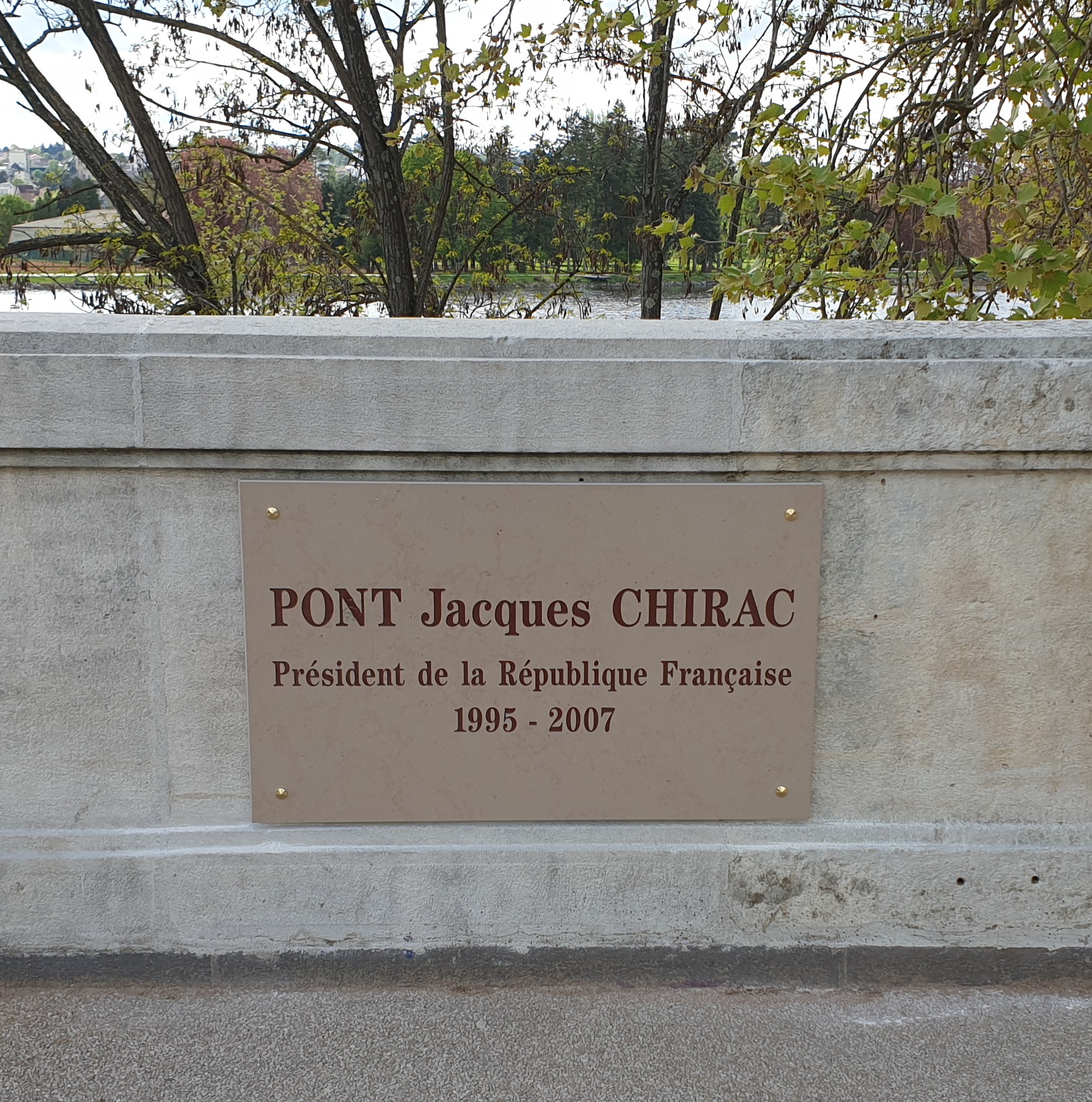
Plaque du pont Jacques Chirac à Vichy.

Le 8 février 2020 à Nice, une statue en pied de l'ancien président réalisée par le sculpteur Patrick Frega est inaugurée en présence de Claude Chirac et Christian Estrosi. En 2020, sont inaugurées à Treignac (Corrèze) deux statues des anciens présidents de la République Jacques Chirac et François Hollande, réalisées par le sculpteur argentin Augusto Daniel Gallo. Elles doivent rester en place pendant quelques mois. Conçue par Yvan Mercier, une statue en bronze de l'ancien maire de Paris est inaugurée sur la place Jacques Chirac le 27 juin 2023 à La Roche-sur-Yon,.
Le 23 septembre 2020, une plaque en son honneur est inaugurée dans l'hémicycle de l'Assemblée nationale, sur le siège numéro 99, place qu'il occupait avant de rejoindre l'Élysée.
Le 16 décembre 2020, le conseil des ministres du gouvernement de la Polynésie française décide de rebaptiser le centre hospitalier de Polynésie française en « centre hospitalier Jacques-Chirac ».
En octobre 2023, la ville de Paris appose une plaque commémorative en hommage à Jacques Chirac au 4 rue de Tournon.

## Dans les arts et la culture populaire

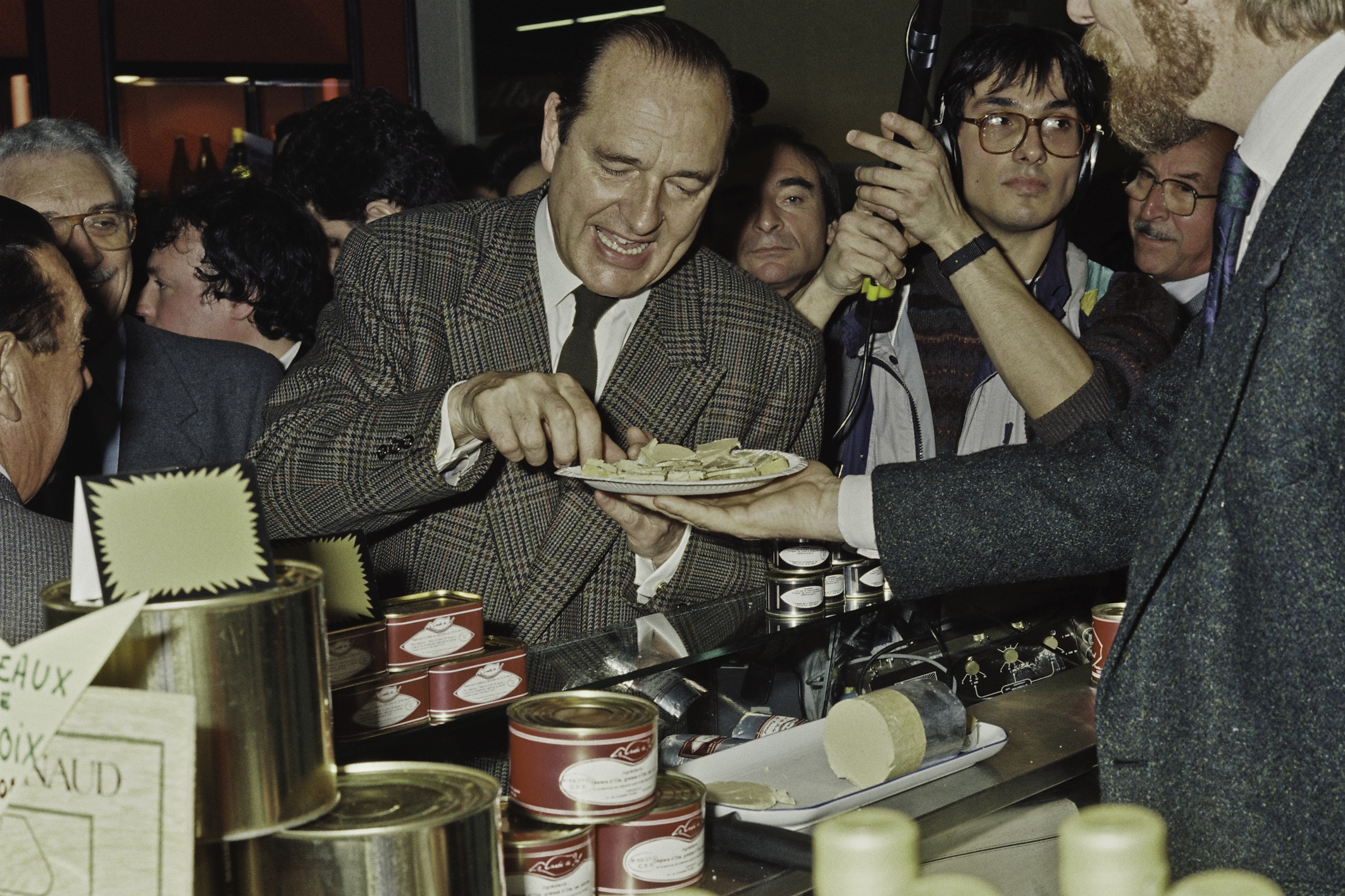
Jacques Chirac au salon international de l'agriculture de 1990.

### Filmographie

#### Cinéma
- 1978 : Images d'archives dans Tendre Poulet.
- 1986 :  Images d'archives dans La Nuit du risque, au cours d'un meeting RPR[398],[399].
- 2000 : Images d'archives dans Taxi 2 de Gérard Krawczyk, doublée par Yves Lecoq.
- 2008 : W. : L'Improbable Président d'Oliver Stone, joué par J. Grant Albrecht (en)[400].
- 2006 : Dans la peau de Jacques Chirac de Karl Zéro et Michel Royer, doublé par Didier Gustin.
- 2010 : La Conquête de Xavier Durringer, joué par Bernard Le Coq.
- 2014 : Des lendemains qui chantent de Nicolas Castro, joué par François Jérosme.
- 2023 : Bernadette de Léa Domenach, joué par Michel Vuillermoz.

#### Télévision

##### Emission
- Dans le Bébête show (1982-1993), de Jean Roucas et de Stéphane Collaro, Jacques Chirac est « Black Jacques », un aigle aux plumes bleues.
- Les Guignols de l'info parodient régulièrement Jacques Chirac qui est présenté comme un personnage franchouillard et débonnaire, suffisamment sympathique dans son genre pour qu'on ait dit que c'est aux Guignols de l'info que Jacques Chirac doit son succès contre Édouard Balladur en 1995 (mais pas en 2002 où ces mêmes Guignols le présentent sous le personnage peu flatteur de « Super-Menteur »). Lors d'un entretien en 2009, il qualifie sa marionnette de « sympathique »[401].

##### Téléfilm
- 2007 : Les Prédateurs de Lucas Belvaux, joué par Michel Ruhl.
- 2008 : Adieu de Gaulle, adieu, joué par Arnaud Ducret.
- 2011 
  - Mort d'un président, joué par Samuel Labarthe.
  - L'Affaire Gordji : Histoire d'une cohabitation de Guillaume Nicloux, joué par Thierry Lhermitte.
  - The Special Relationship, joué par Marc Rioufol.
- 2013 : 
  - La Dernière Campagne de Bernard Stora, joué par Bernard Le Coq.
  - La Rupture de Laurent Heynemann, joué par Grégori Derangère.
- 2014 : La Loi, le combat d'une femme pour toutes les femmes de Christian Faure, joué par Michaël Cohen.

### Littérature

#### Bande dessinée
- 1974 : Dans Le Journal du dimanche du 8 décembre 1974, Jacques Chirac apparaît en personne, en sa qualité de Premier ministre français en visite officielle à Bagdad, dans un court gag d’Iznogoud de René Goscinny et Jean Tabary, repris sous le titre de « Si j’étais empaleur » dans l'album Les Cauchemars d'Iznogoud, tome I, p. 8.
- 1976 : Dans Obélix et Compagnie, de René Goscinny et Albert Uderzo, Jacques Chirac est caricaturé à travers le romain nommé « Caius Saugrenus », principal antagoniste de l'album.
- 1995 : Dans la série des Lanfeust de Troy de Christophe Arleston et Didier Tarquin, il inspire le personnage de Bascréan, l'un des trois érudits du Conservatoire d'Eckmül, présents dans les tomes 2, 3, 5 et 6 (parus entre 1995 et 1998). Décrit comme « plus fougueux » que ses deux confrères, et comme un « homme dynamique, que l'on dit même ambitieux », au caractère emporté, tranché et intransigeant, il siège aux côtés du « vénérable » (subtil jusqu'à la manipulation) Lignole (représentant François Mitterrand) et du « modéré » (voire « indécis », « couard » et finalement « traître ») Plomynthe (Édouard Balladur). Reconnaître ces hommes politiques derrière les personnages fait même l'objet de l'une des cinq questions dissimilées dans le tome 5 (Le Frisson de l'haruspice, 1997, la deuxième question à la planche 14, case 2) et faisant l'objet du concours « Cryptique » ouvert aux lecteurs[402].
- 2010 : dans Quai d'Orsay, il incarne le président de la République française.
- 2011 : dans la France uchronique d'après mai 68 décrite dans la BD jour J, il apparaît comme conseiller post-révolutionnaire, au côté de différentes personnalités de l'époque (François Mitterrand, Daniel Cohn-Bendit, etc.)

### Musique
- Anarchie en chiraquie par Parabellum, 1988, repris par Svinkels en 2002, lors du deuxième tour de l'élection présidentielle française de 2002
- Ronde de nuit de la Mano Negra accuse Jacques Chirac d'avoir contribué à l'assagissement des nuits parisiennes par sa politique municipale à l'époque où il était maire de Paris (1988). Le groupe enregistrera une nouvelle chanson, Paris la nuit (c'est fini) sur l'album King of Bongo en 1991 qui reprend les paroles de Ronde de nuit.
- Le bruit et l'odeur par Zebda, dans l'album du même nom (1993)
- Jacques Chirac (avec humanité et cœur) par Ludwig von 88 (1996)
- La Débâcle des frères Misères (1996)
- 14 juillet 2002 par Arthur H dans l'album Négresse blanche (2003)
- Bienvenue en Chiraquie, chanson d'ouverture de l'album Debout, les yeux ouverts de Sinsemilia (2004)
- Jacko des Saïan Supa Crew (2005)
- Chirac en prison des Wampas (2006)
- Salut l'artiste du groupe No One Is Innocent sur l'album  Gazoline (2007)
- Jack Chirac du groupe Ultra Vomit sur l'album Objectif: Thunes ([2008)
- Carjack Chiraq du rappeur Niska avec XVBarbar et La B (2015)
- Jacques Chirac du rappeur Lacrim (2020)

### Jeux vidéo
- Dans la deuxième mission du jeu vidéo GIGN Anti-Terror Force (2005) de Davilex Games, le joueur, incarnant un membre du GIGN, doit s'infiltrer dans le palais de l'Élysée pour retrouver et exfiltrer le président Chirac, retenu en otage par des terroristes.
- Sa représentation en marionnette de latex est rencontrée à plusieurs reprises dans Les Guignols de l'info… le jeu ![403] (1995) et Les Guignols de l'info : Le Cauchemar de PPD (1996).

### Autres
- Postérité vestimentaire et numérique : Jacques Chirac est devenu dans un contexte de nostalgie des années Chirac, une égérie de la mode, dont le portrait est affiché sur des t-shirts et porté par de nombreuses jeunes personnes telles que les hipster[404]. Sa manière d'être et ses postures inspirent une forme de « coolitude » qui devient un phénomène sur internet[405],[406],[407].
- Le 27 septembre 2020, le collectif d'artistes Admere installe un panneau « rond-point Jacques Chirac » au centre du rond-point Yves Guéna[408],[409].

## Publications
- Discours pour la France à l'heure du choix, éditions Stock, 1978  (ISBN 2-234-00859-X).
- La Lueur de l'espérance. Réflexion du soir pour le matin, éditions de la Table ronde, 1978.
- Oui à l'Europe (éd. Alain Berger), éditions Albatros, coll. Figaro Magazine, 1984. Il s'agit de transcriptions de deux discours prononcés à la Fondation Konrad-Adenauer de Bonn et à l'université de Georgetown à Washington en 1983.
- Une ambition pour la France (éd. Jean-Marie Benoist), éditions Albin Michel, 1988  (ISBN 2-226-02895-1).
- Une nouvelle France. Réflexions 1, NiL Éditions, 1994  (ISBN 978-2-84111-011-7).
- La France pour tous, NiL Éditions, 1995  (ISBN 978-2-84111-024-7). Devait être sous-titré Réflexions 2[410].
- Le Développement du port de La Nouvelle-Orléans en 1954, Presses universitaires du Nouveau Monde, 2007  (ISBN 1-931948-68-2). Publication de sa thèse de géographie à Sciences Po. Les Presses universitaires du Nouveau Monde sont une maison d'édition francophone basée à La Nouvelle-Orléans[411].
- Mon combat pour la France, tome I, éditions Odile Jacob, 2006  (ISBN 978-2-7381-1984-1).
- Mon combat pour la paix, tome II, Odile Jacob, 2007  (ISBN 978-2-7381-1985-8).
- Demain, il sera trop tard, éditions Desclée de Brouwer, 2008  (ISBN 978-2-220-05991-4).
- Mémoires, avec Jean-Luc Barré :
  - Tome I, Chaque pas doit être un but, NiL Éditions, 2009  (ISBN 978-2-84111-393-4).
  - Tome II, Le Temps présidentiel, NiL Éditions, 2011  (ISBN 978-2-84111-519-8).